# VM i ishockey 2016
VM i ishockey 2016 var det 80. verdensmesterskab i ishockey, arrangeret af IIHF, og det egentlige VM (tidl. A-VM) skal afvikles i perioden 29. april - 17. maj 2016 i Moskva og Sankt Petersborg i Rusland.
Turneringerne på de øvrige fem niveauer blev spillet i april 2016:
| Niveau               | Hold | Værtsby     | Periode                   |
| -------------------- | ---- | ----------- | ------------------------- |
| 1. division gruppe A | 6    | Katowice    | 23. - 29. april 2016      |
| 1. division gruppe B | 6    | Zagreb      | 17. - 23. april 2016      |
| 2. division gruppe A | 6    | Jaca        | 9. - 15. april 2016       |
| 2. division gruppe B | 6    | Mexico City | 9. - 15. april 2015       |
| 3. division          | 6    | Istanbul    | 31. marts - 6. april 2016 |

IIHF har besluttet, at VM på baggrund af de gode erfaringer fra National Hockey League skal spilles med tre-mod-tre i overtiden.

## VM

### Værtsland
Tre lande havde ansøgt om værtskabet for mesterskabet: Danmark, Rusland og Ukraine.
| Ansøgere til værtskabet for VM 2016 |                  |                              |           |
| Land                                | By               | Arena                        | Kapacitet |
| Danmark                             | København        | Midlertidig isarena i Parken | 15.000    |
| Danmark                             | Herning          | Jyske Bank Boxen             | 12.000    |
| Rusland                             | Moskva           | Megasport                    | 13.577    |
| Rusland                             | Sankt Petersborg | Ledovyj Dvorets              | 12.300    |
| Ukraine                             | Kyiv             | Planlagt arena               | 15.000    |
| Ukraine                             | Kyiv             | Kyivskyi Palats Sportu       | 6-8.000   |

Hverken Danmark eller Ukraine havde tidligere arrangeret VM-turneringen på højeste niveau, men landene havde tidligere været vært for B-VM. Rusland og Sovjetunionen havde tidligere arrangeret VM seks gange – senest i 2007.
Inden afstemningen på IIHF's årskongres den 13. maj 2011 i Bratislava trak Danmark og Ukraine imidlertid deres kandidaturer, således at Rusland stod tilbage som den eneste ansøger.

### Arenaer
| Moskva              | [[Fil:Skabelon:Kortpositioner European Russia\|250px\|VM i ishockey 2016 er placeret i Skabelon:Kortpositioner European Russia]]Moskva Sankt Petersborg | Sankt Petersborg               |
| VTB Ledovyj Dvorets | [[Fil:Skabelon:Kortpositioner European Russia\|250px\|VM i ishockey 2016 er placeret i Skabelon:Kortpositioner European Russia]]Moskva Sankt Petersborg | Sportivnyj Kompleks Jubilejnyj |
| Kapacitet: 12.100   | [[Fil:Skabelon:Kortpositioner European Russia\|250px\|VM i ishockey 2016 er placeret i Skabelon:Kortpositioner European Russia]]Moskva Sankt Petersborg | Kapacitet: 7.300               |
|                     | [[Fil:Skabelon:Kortpositioner European Russia\|250px\|VM i ishockey 2016 er placeret i Skabelon:Kortpositioner European Russia]]Moskva Sankt Petersborg |                                |

## Indledende runde
Holdene var inddelt i to grupper med otte hold. Holdene var blevet fordelt mellem de to grupper efter deres verdensranglisteplacering (angivet i parentes) efter VM 2015.
| Gruppe A         |
| ---------------- |
| Canada (1)       |
| Finland (4)      |
| USA (5)          |
| Slovakiet (8)    |
| Hviderusland (9) |
| Frankrig (12)    |
| Tyskland (13)    |
| Ungarn (19)      |

| Gruppe B        |
| --------------- |
| Rusland (2)     |
| Sverige (3)     |
| Tjekkiet (6)    |
| Schweiz (7)     |
| Letland (10)    |
| Norge (11)      |
| Danmark (15)    |
| Kasakhstan (17) |

I hver gruppe spiller de otte hold en enkeltturnering alle-mod-alle. De fire bedste hold i hver gruppe går videre til kvartfinalerne, mens holdene der ender på ottendepladserne i de to puljer rykker ned i 1. division gruppe A. Tyskland og Frankrig kan imidlertid ikke rykke ned, eftersom de er værtslande for VM i 2017.

### Trupper
Spillertrupper under VM i ishockey 2016

### Gruppe A
Kampene i gruppe A bliver spillet i Moskva.

#### Stilling
| Pos | Hold       | K | V | OTV | OTT | T | MF | MM | M+/- | P  | Kvalifikation eller nedrykning |
| --- | ---------- | - | - | --- | --- | - | -- | -- | ---- | -- | ------------------------------ |
| 1   | Tjekkiet   | 7 | 5 | 1   | 1   | 0 | 27 | 12 | +15  | 18 | Advancere til playoff          |
| 2   | Rusland    | 7 | 6 | 0   | 0   | 1 | 32 | 10 | +22  | 18 | Advancere til playoff          |
| 3   | Sverige    | 7 | 3 | 2   | 0   | 2 | 23 | 18 | +5   | 13 | Advancere til playoff          |
| 4   | Danmark    | 7 | 2 | 2   | 1   | 2 | 17 | 22 | −5   | 11 | Advancere til playoff          |
| 5   | Norge      | 7 | 2 | 1   | 0   | 4 | 13 | 22 | −9   | 8  |                                |
| 6   | Schweiz    | 7 | 1 | 1   | 3   | 2 | 20 | 26 | −6   | 8  |                                |
| 7   | Letland    | 7 | 1 | 0   | 3   | 3 | 13 | 22 | −9   | 6  |                                |
| 8   | Kasakhstan | 7 | 0 | 1   | 0   | 6 | 15 | 28 | −13  | 2  | Nedrykning til Division I A    |

1. ↑  Da reglerne siger, at de to dårligste hold ikke kan rykke ned, og værter for VM 2017 (Frankrig og Tyskland) ikke kan rykke ned, er det en mulighed at begge nedrykkere kan komme fra gruppe A.[3]

#### Resultater
| 6. maj 2016 16:15 | Sverige | 2–1 OT (1–0, 0–0, 0–1) OT (1–0) | Letland | VTB Ledovyj Dvorets, Moskva Tilskuere: 4.420 |

| Rapport                                                          | Rapport         | Rapport                                  | Rapport          | Rapport                                                                                   |
| ---------------------------------------------------------------- | --------------- | ---------------------------------------- | ---------------- | ----------------------------------------------------------------------------------------- |
|                                                                  | Jacob Markström | Målmænd                                  | Elvis Merzļikins | Dommer: Stefan Fonselius Maxim Sidorenko Linjedommere: Fraser McIntyre Alexander Otmakhov |
| Ericsson (Backlund, Fransson) – 02:52 Nyquist (Wennberg) – 64:06 | 1–0 1–1 2–1     | 52:29 – Sotnieks (Rēdlihs, Džeriņš) (PP) |                  | Dommer: Stefan Fonselius Maxim Sidorenko Linjedommere: Fraser McIntyre Alexander Otmakhov |
| 10 min                                                           | Strafminutter   | 10 min                                   |                  | Dommer: Stefan Fonselius Maxim Sidorenko Linjedommere: Fraser McIntyre Alexander Otmakhov |
| 44                                                               | Skud            | 21                                       |                  | Dommer: Stefan Fonselius Maxim Sidorenko Linjedommere: Fraser McIntyre Alexander Otmakhov |

| 6. maj 2016 20:15 | Tjekkiet | 3–0 (1–0, 1–0, 1–0) | Rusland | VTB Ledovyj Dvorets, Moskva Tilskuere: 9.696 |

| Rapport                                                                                          | Rapport       | Rapport | Rapport           | Rapport                                                                             |
| ------------------------------------------------------------------------------------------------ | ------------- | ------- | ----------------- | ----------------------------------------------------------------------------------- |
|                                                                                                  | Dominik Furch | Målmænd | Sergej Bobrovskij | Dommer: Daniel Piechaczek Tobias Wehrli Linjedommere: Pasi Nieminen Henrik Pihlblad |
| Kundrátek (Kovář, Kempný) – 14:48 Červenka (Jeřábek, Pastrňák) (PP) – 20:48 Birner (ENG) – 58:28 | 1–0 2–0 3–0   |         |                   | Dommer: Daniel Piechaczek Tobias Wehrli Linjedommere: Pasi Nieminen Henrik Pihlblad |
| 10 min                                                                                           | Strafminutter | 10 min  |                   | Dommer: Daniel Piechaczek Tobias Wehrli Linjedommere: Pasi Nieminen Henrik Pihlblad |
| 27                                                                                               | Skud          | 25      |                   | Dommer: Daniel Piechaczek Tobias Wehrli Linjedommere: Pasi Nieminen Henrik Pihlblad |

| 7. maj 2016 12:15 | Schweiz | 2–3 GWS (1–0, 0–1. 1–1) OT (0–0) GWS (0–1) | Kasakhstan | VTB Ledovyj Dvorets, Moskva Tilskuere: 5.420 |

| Rapport | Rapport                   | Rapport                                                                                 | Rapport         | Rapport                                                                              |
| --- | ------------------------- | --------------------------------------------------------------------------------------- | --------------- | ------------------------------------------------------------------------------------ |
| | Reto Berra                | Målmænd                                                                                 | Vitali Kolesnik | Dommer: Roman Gofman Brett Iverson Linjedommere: Nicolas Chartrand-Piche Vit Lederer |
| Walser (Diaz, Andrighetto) – 14:56 Hollenstein (Ambühl, Du Bois) (PP) – 52:01 Hollenstein Martschini Niederreiter Martschini | 1–0 1–1 1–2 2–2 Shootout: | 30:57 – Savchenko (SH) 50:30 – Starchenko (Rymarev) (PP) Dawes Starchenko Rymarev Dawes |                 | Dommer: Roman Gofman Brett Iverson Linjedommere: Nicolas Chartrand-Piche Vit Lederer |
| 6 min | Strafminutter             | 8 min                                                                                   |                 | Dommer: Roman Gofman Brett Iverson Linjedommere: Nicolas Chartrand-Piche Vit Lederer |
| 51 | Skud                      | 27                                                                                      |                 | Dommer: Roman Gofman Brett Iverson Linjedommere: Nicolas Chartrand-Piche Vit Lederer |

| 7. maj 2016 16:15 | Norge | 0–3 (0–0, 0–2. 0–1) | Danmark | VTB Ledovyj Dvorets, Moskva Tilskuere: 6.668 |

| Rapport | Rapport       | Rapport | Rapport        | Rapport                                                                           |
| ------- | ------------- | --- | -------------- | --------------------------------------------------------------------------------- |
|         | Lars Haugen   | Målmænd | Sebastian Dahm | Dommer: Stefan Fonselius Tobias Wehrli Linjedommere: Henrik Pihlblad Peter Sefcik |
|         | 0–1 0–2 0–3   | 21:06 – Nick. Jensen (Storm, Madsen) 34:12 – J. Jensen (Eller, D. Nielsen) 59:45 – Nick. Jensen (D. Nielsen) (ENG) |                | Dommer: Stefan Fonselius Tobias Wehrli Linjedommere: Henrik Pihlblad Peter Sefcik |
| 4 min   | Strafminutter | 16 min |                | Dommer: Stefan Fonselius Tobias Wehrli Linjedommere: Henrik Pihlblad Peter Sefcik |
| 44      | Skud          | 28 |                | Dommer: Stefan Fonselius Tobias Wehrli Linjedommere: Henrik Pihlblad Peter Sefcik |

| 7. maj 2016 20:15 | Letland | 3–4 GWS (0–2. 1–0, 2–1) OT (0–0) GWS (0–1) | Tjekkiet | VTB Ledovyj Dvorets, Moskva Tilskuere: 4.650 |

| Rapport | Rapport                           | Rapport | Rapport        | Rapport                                                                                |
| --- | --------------------------------- | --- | -------------- | -------------------------------------------------------------------------------------- |
| | Edgars Masaļskis                  | Målmænd | Pavel Francouz | Dommer: Jozef Kubuš Aleksi Rantala Linjedommere: Alexander Otmakhov Nikolaj Ponomarjow |
| Bukarts (Džeriņš, Rēdlihs) – 35:26 Girgensons (Ābols, Daugaviņš) (PP) – 48:20 Rēdlihs (Džeriņš, Bukarts) – 57:41 Ābols Daugaviņš Bukarts | 0–1 0–2 1–2 2–2 3–2 3–3 Shootout: | 03:33 – Plekanec (Pastrňák, Červenka) 06:23 – Plekanec (Kašpar, Červenka) (PP) 59:01 – Řepík (Jeřábek, Kovář) (EA) Kašpar Kovář Koukal |                | Dommer: Jozef Kubuš Aleksi Rantala Linjedommere: Alexander Otmakhov Nikolaj Ponomarjow |
| 31 min | Strafminutter                     | 8 min |                | Dommer: Jozef Kubuš Aleksi Rantala Linjedommere: Alexander Otmakhov Nikolaj Ponomarjow |
| 25 | Skud                              | 39 |                | Dommer: Jozef Kubuš Aleksi Rantala Linjedommere: Alexander Otmakhov Nikolaj Ponomarjow |

| 8. maj 2016 12:15 | Kasakhstan | 4–6 (3–3. 0–1. 1–2) | Rusland | VTB Ledovyj Dvorets, Moskva Tilskuere: 10,122 |

| Rapport | Rapport                                 | Rapport | Rapport           | Rapport                                                                     |
| --- | --------------------------------------- | --- | ----------------- | --------------------------------------------------------------------------- |
| | Vitali Kolesnik                         | Målmænd | Sergej Bobrovskij | Dommer: Jozef Kubuš Maksim Sidorenko Linjedommere: Vit Lederer Peter Šefčík |
| Boyd (Bochenski, Dawes) (PP) – 08:04 Starchenko (Khudyakov, Rymarev) – 09:02 Rymarev (Starchenko) (PP) – 19:46 Semyonov (Boyd, Dawes) (PP) – 41:00 | 0–1 1–1 2–1 2–2 2–3 3–3 3–4 4–4 4–5 4–6 | 06:43 – Dadonov (Sjipatjov, Belov) 09:21 – Ljubimov (Kalinin, Plotnikov) 11:11 – Mozjakin (Dadonov, Sjipatjov) (PP2) 38:02 – Belov (Datsjuk, Antipin) (PP) 43:57 – Belov (Tjudinov, Mozjakin) 48:38 – Ljubimov (Belov, Datsjuk) (PP) |                   | Dommer: Jozef Kubuš Maksim Sidorenko Linjedommere: Vit Lederer Peter Šefčík |
| 10 min | Strafminutter                           | 8 min |                   | Dommer: Jozef Kubuš Maksim Sidorenko Linjedommere: Vit Lederer Peter Šefčík |
| 19 | Skud                                    | 49 |                   | Dommer: Jozef Kubuš Maksim Sidorenko Linjedommere: Vit Lederer Peter Šefčík |

| 8. maj 2016 16:15 | Norge | 4–3 OT (1–1. 2–0, 0–2) OT (1–0) | Schweiz | VTB Ledovyj Dvorets, Moskva Tilskuere: 4.515 |

| Rapport | Rapport                     | Rapport | Rapport       | Rapport                                                                                   |
| --- | --------------------------- | --- | ------------- | ----------------------------------------------------------------------------------------- |
| | Lars Volden                 | Målmænd | Robert. majer | Dommer: Daniel Piechaczek Aleksi Rantala Linjedommere: Fraser McIntyre Nikolaj Ponomarjow |
| K. Olimb (M. Olimb, Zuccarello) (EA) – 14:07 Røymark (Forsberg) – 23:03 M. Olimb (K. Olimb, Olsen) (PP) – 38:03 Martinsen (M. Olimb, Trygg) (PP) – 63:23 | 0–1 1–1 2–1 3–1 3–2 3–3 4–3 | 02:27 – Walser (Weber, Martschini) (PP) 43:24 – Moser (Diaz, Niederreiter) 59:50 – Du Bois (Diaz, Ambühl) (EA) |               | Dommer: Daniel Piechaczek Aleksi Rantala Linjedommere: Fraser McIntyre Nikolaj Ponomarjow |
| 8 min | Strafminutter               | 6 min |               | Dommer: Daniel Piechaczek Aleksi Rantala Linjedommere: Fraser McIntyre Nikolaj Ponomarjow |
| 26 | Skud                        | 39 |               | Dommer: Daniel Piechaczek Aleksi Rantala Linjedommere: Fraser McIntyre Nikolaj Ponomarjow |

| 8. maj 2016 20:15 | Sverige | 5–2 (0–1. 4–0, 1–1) | Danmark | VTB Ledovyj Dvorets, Moskva Tilskuere: 5.385 |

| Rapport | Rapport                     | Rapport                                                                             | Rapport        | Rapport                                                                                |
| --- | --------------------------- | ----------------------------------------------------------------------------------- | -------------- | -------------------------------------------------------------------------------------- |
| | Viktor Fasth                | Målmænd                                                                             | Sebastian Dahm | Dommer: Roman Gofman Brett Iverson Linjedommere: Nicolas Chartrand-Piche Pasi Nieminen |
| Rosén (Fantenberg, Ritola) – 27:03 Backlund (Ericsson, Omark) (PP) – 28:30 Nygren (Omark, Sundström) (PP2) – 37:06 Backlund (Ericsson, Omark) (PP) – 39:00 Nyquist (PP) – 49:35 | 0–1 1–1 2–1 3–1 4–1 5–1 5–2 | 15:05 – Ehlers (J. Jensen, Eller) (PP) 59:54 – J. Jensen (Bjorkstrand, Christensen) |                | Dommer: Roman Gofman Brett Iverson Linjedommere: Nicolas Chartrand-Piche Pasi Nieminen |
| 10 min | Strafminutter               | 16 min                                                                              |                | Dommer: Roman Gofman Brett Iverson Linjedommere: Nicolas Chartrand-Piche Pasi Nieminen |
| 42 | Skud                        | 25                                                                                  |                | Dommer: Roman Gofman Brett Iverson Linjedommere: Nicolas Chartrand-Piche Pasi Nieminen |

| 9. maj 2016 16:15 | Letland | 0–4 (0–0, 0–2. 0–2) | Rusland | VTB Ledovyj Dvorets, Moskva Tilskuere: 10,440 |

| Rapport | Rapport          | Rapport | Rapport           | Rapport                                                                            |
| ------- | ---------------- | --- | ----------------- | ---------------------------------------------------------------------------------- |
|         | Elvis Merzļikins | Målmænd | Sergej Bobrovskij | Dommer: Stefan Fonselius Tobias Wehrli Linjedommere: Pasi Nieminen Henrik Pihlblad |
|         | 0–1 0–2 0–3 0–4  | 20:29 – Panarin (Datsjuk) 27:34 – Dadonov (Sjipatjov, Panarin) 47:02 – Sjipatjov (Panarin, Dadonov) 57:30 – Panarin (Tjudinov, Sjipatjov) (PP) |                   | Dommer: Stefan Fonselius Tobias Wehrli Linjedommere: Pasi Nieminen Henrik Pihlblad |
| 8 min   | Strafminutter    | 35 min |                   | Dommer: Stefan Fonselius Tobias Wehrli Linjedommere: Pasi Nieminen Henrik Pihlblad |
| 27      | Skud             | 37 |                   | Dommer: Stefan Fonselius Tobias Wehrli Linjedommere: Pasi Nieminen Henrik Pihlblad |

| 9. maj 2016 20:15 | Sverige | 2–4 (2–0, 0–3. 0–1) | Tjekkiet | VTB Ledovyj Dvorets, Moskva Tilskuere: 7.780 |

| Rapport                                                                   | Rapport                 | Rapport                                                                                                 | Rapport        | Rapport                                                                                    |
| ------------------------------------------------------------------------- | ----------------------- | --- | -------------- | ------------------------------------------------------------------------------------------ |
|                                                                           | Jacob Markström         | Målmænd                                                                                                 | Pavel Francouz | Dommer: Daniel Piechaczek Maxim Sidorenko Linjedommere: Fraser McIntyre Alexander Otmakhov |
| Rosén (Gustafsson, Wennberg) (PP) – 09:15 Lundberg (Sjögren) (SH) – 19:52 | 1–0 2–0 2–1 2–2 2–3 2–4 | 26:45 – Pastrňák (Červenka, Jeřábek) 33:38 – Kovář (Jeřábek, Birner) 37:59 – Birner (SH) 54:32 – Birner |                | Dommer: Daniel Piechaczek Maxim Sidorenko Linjedommere: Fraser McIntyre Alexander Otmakhov |
| 4 min                                                                     | Strafminutter           | 6 min                                                                                                   |                | Dommer: Daniel Piechaczek Maxim Sidorenko Linjedommere: Fraser McIntyre Alexander Otmakhov |
| 28                                                                        | Skud                    | 33 |                | Dommer: Daniel Piechaczek Maxim Sidorenko Linjedommere: Fraser McIntyre Alexander Otmakhov |

| 10. maj 2016 16:15 | Schweiz | 3–2 OT (0–2. 0–0, 2–0) OT (1–0) | Danmark | VTB Ledovyj Dvorets, Moskva Tilskuere: 5.962 |

| Rapport                                                                                      | Rapport                  | Rapport                                                                        | Rapport        | Rapport                                                                                            |
| -------------------------------------------------------------------------------------------- | ------------------------ | ------------------------------------------------------------------------------ | -------------- | -------------------------------------------------------------------------------------------------- |
|                                                                                              | Reto Berra Robert. majer | Målmænd                                                                        | Sebastian Dahm | Dommer: Antonín Jeřábek Konstantin Olenin Linjedommere: Nicolas Chartrand-Piche Alexander Otmakhov |
| Weber (Moser, Niederreiter) – 49:42 Niederreiter (Moser, Diaz) – 57:58 Blum (Ambühl) – 64:08 | 0–1 0–2 1–2 2–2 3–2      | 07:08 – Storm (Nielsen, Nick. Jensen) (PP) 18:54 – Ehlers (Eller, Hansen) (PP) |                | Dommer: Antonín Jeřábek Konstantin Olenin Linjedommere: Nicolas Chartrand-Piche Alexander Otmakhov |
| 16 min                                                                                       | Strafminutter            | 12 min                                                                         |                | Dommer: Antonín Jeřábek Konstantin Olenin Linjedommere: Nicolas Chartrand-Piche Alexander Otmakhov |
| 42                                                                                           | Skud                     | 28                                                                             |                | Dommer: Antonín Jeřábek Konstantin Olenin Linjedommere: Nicolas Chartrand-Piche Alexander Otmakhov |

| 10. maj 2016 20:15 | Kasakhstan | 2–4 (1–1. 1–2. 0–1) | Norge | VTB Ledovyj Dvorets, Moskva Tilskuere: 7.384 |

| Rapport                                                                       | Rapport                 | Rapport | Rapport     | Rapport                                                                              |
| ----------------------------------------------------------------------------- | ----------------------- | --- | ----------- | ------------------------------------------------------------------------------------ |
|                                                                               | Vitali Kolesnik         | Målmænd | Lars Haugen | Dommer: Timothy. majer Linus Ohlund Linjedommere: Henrik Pihlblad Nikolaj Ponomarjow |
| Dawes (Boyd, Semyonov) (PP) – 07:00 Bochenski (Savchenko, Dawes) (PP) – 35:47 | 0–1 1–1 1–2 2–2 2–3 2–4 | 03:24 – Johannessen (Forsberg) 33:04 – K. Olimb (Olsen, Nørstebø) 38:17 – M. Olimb (K. Olimb, Holøs) 57:37 – Zuccarello (Haugen) (ENG) |             | Dommer: Timothy. majer Linus Ohlund Linjedommere: Henrik Pihlblad Nikolaj Ponomarjow |
| 18 min                                                                        | Strafminutter           | 12 min |             | Dommer: Timothy. majer Linus Ohlund Linjedommere: Henrik Pihlblad Nikolaj Ponomarjow |
| 19                                                                            | Skud                    | 43 |             | Dommer: Timothy. majer Linus Ohlund Linjedommere: Henrik Pihlblad Nikolaj Ponomarjow |

| 11. maj 2016 16:15 | Schweiz | 5–4 (0–0, 3–3. 2–1) | Letland | VTB Ledovyj Dvorets, Moskva Tilskuere: 5.692 |

| Rapport | Rapport                             | Rapport | Rapport          | Rapport                                                                        |
| --- | ----------------------------------- | --- | ---------------- | ------------------------------------------------------------------------------ |
| | Reto Berra                          | Målmænd | Edgars Masaļskis | Dommer: Timothy. majer Maxim Sidorenko Linjedommere: Vit Lederer Pasi Nieminen |
| Niederreiter (Andrighetto, Diaz) (PP) – 23:33 Niederreiter (Du Bois, Diaz) (PP) – 26:06 Hofmann (Andrighetto, Schäppi) – 28:30 Andrighetto (Geering) – 45:56 Blum – 58:31 | 1–0 2–0 3–0 3–1 3–2 3–3 4–3 4–4 5–4 | 33:24 – Rēdlihs (Sotnieks, Cibuļskis) (PP) 37:23 – Rēdlihs (Sotnieks, Cibuļskis) (PP) 38:36 – Ķēniņš 46:22 – A. Široko (Galviņš, Daugaviņš) |                  | Dommer: Timothy. majer Maxim Sidorenko Linjedommere: Vit Lederer Pasi Nieminen |
| 10 min | Strafminutter                       | 22 min |                  | Dommer: Timothy. majer Maxim Sidorenko Linjedommere: Vit Lederer Pasi Nieminen |
| 31 | Skud                                | 17 |                  | Dommer: Timothy. majer Maxim Sidorenko Linjedommere: Vit Lederer Pasi Nieminen |

| 11. maj 2016 20:15 | Sverige | 7–3 (3–1. 3–0, 1–2) | Kasakhstan | VTB Ledovyj Dvorets, Moskva Tilskuere: 8.729 |

| Rapport | Rapport                                 | Rapport                                                                                                  | Rapport                         | Rapport                                                                              |
| --- | --------------------------------------- | --- | ------------------------------- | ------------------------------------------------------------------------------------ |
| | Viktor Fasth                            | Målmænd                                                                                                  | Vitali Kolesnik Pavel Poluektov | Dommer: Antonín Jeřábek Konstantin Olenin Linjedommere: Fraser McIntyre Peter Šefčík |
| Backlund (Omark, Fantenberg) – 12:20 Klasen (Nyquist, Wennberg) – 15:11 Larsson (Norman) – 16:15 Nyquist (Wennberg, Klasen) (PP) – 24:25 Nyquist (Omark, Ericsson) – 28:51 Wennberg (SH) – 30:42 Nyquist (Fransson, Wennberg) (SH) – 54:02 | 1–0 2–0 3–0 3–1 4–1 5–1 6–1 6–2 6–3 7–3 | 19:59 – Boyd (Dawes) (PP) 46:49 – Markelov (Pushkaryov, Solaryov) 47:57 – Savchenko (Rymarev, Poluektov) |                                 | Dommer: Antonín Jeřábek Konstantin Olenin Linjedommere: Fraser McIntyre Peter Šefčík |
| 14 min | Strafminutter                           | 8 min |                                 | Dommer: Antonín Jeřábek Konstantin Olenin Linjedommere: Fraser McIntyre Peter Šefčík |
| 46 | Skud                                    | 26 |                                 | Dommer: Antonín Jeřábek Konstantin Olenin Linjedommere: Fraser McIntyre Peter Šefčík |

| 12. maj 2016 16:15 | Tjekkiet | 7–0 (3–0, 4–0, 0–0) | Norge | VTB Ledovyj Dvorets, Moskva Tilskuere: 5.124 |

| Rapport | Rapport                     | Rapport | Rapport                 | Rapport                                                                                    |
| --- | --------------------------- | ------- | ----------------------- | ------------------------------------------------------------------------------------------ |
| | Dominik Furch               | Målmænd | Lars Volden Lars Haugen | Dommer: Tobias Björk Marc Wiegand Linjedommere: Nicolas Chartrand-Piche Nikolaj Ponomarjow |
| Červenka (Pastrňák, Kundrátek) – 05:11 Zohorna – 09:33 Kousal – 19:45 Kašpar (Kundrátek) – 22:10 Šimek (Birner) – 28:37 Řepík (Jeřábek, Kovář) – 34:53 Kašpar (Zohorna, Doudera) (PP) – 39:09 | 1–0 2–0 3–0 4–0 5–0 6–0 7–0 |         |                         | Dommer: Tobias Björk Marc Wiegand Linjedommere: Nicolas Chartrand-Piche Nikolaj Ponomarjow |
| 20 min | Strafminutter               | 12 min  |                         | Dommer: Tobias Björk Marc Wiegand Linjedommere: Nicolas Chartrand-Piche Nikolaj Ponomarjow |
| 33 | Skud                        | 26      |                         | Dommer: Tobias Björk Marc Wiegand Linjedommere: Nicolas Chartrand-Piche Nikolaj Ponomarjow |

| 12. maj 2016 20:15 | Rusland | 10–1 (3–0, 4–1. 3–0) | Danmark | VTB Ledovyj Dvorets, Moskva Tilskuere: 11.022 |

| Rapport | Rapport                                      | Rapport                        | Rapport       | Rapport                                                                     |
| --- | -------------------------------------------- | ------------------------------ | ------------- | --------------------------------------------------------------------------- |
| | Sergej Bobrovskij Ilja Sorokin               | Målmænd                        | Simon Nielsen | Dommer: Martin Fraňo Linus Ohlund Linjedommere: Vit Lederer Henrik Pihlblad |
| Martjenko (Dadonov, Zajtsev) – 02:38 Tjudinov (Sjipatjov, Panarin) (PP) – 12:45 Zajtsev (Burmistrov) – 13:06 Mozjakin (Datsjuk, Ljubimov) (PP) – 30:43 Mozjakin (Datsjuk, Belov) – 33:42 Sjirokov (Vojnov) – 33:52 Dadonov (Sjipatjov, Panarin) – 37:37 Sjipatjov (Dadonov, Panarin) (PP) – 41:50 Sjipatjov (Panarin, Dadonov) – 44:38 Panarin (Vojnov, Sjipatjov) (PP) – 55:31 | 1–0 2–0 3–0 3–1 4–1 5–1 6–1 7–1 8–1 9–1 10–1 | 29:56 – Hansen (Ehlers, Eller) |               | Dommer: Martin Fraňo Linus Ohlund Linjedommere: Vit Lederer Henrik Pihlblad |
| 6 min | Strafminutter                                | 16 min                         |               | Dommer: Martin Fraňo Linus Ohlund Linjedommere: Vit Lederer Henrik Pihlblad |
| 41 | Skud                                         | 17                             |               | Dommer: Martin Fraňo Linus Ohlund Linjedommere: Vit Lederer Henrik Pihlblad |

| 13. maj 2016 16:15 | Tjekkiet | 3–1 (1–0, 0–0, 2–1) | Kasakhstan | VTB Ledovyj Dvorets, Moskva Tilskuere: 8.234 |

| Rapport                                                                                                | Rapport         | Rapport                         | Rapport         | Rapport                                                                      |
| --- | --------------- | ------------------------------- | --------------- | ---------------------------------------------------------------------------- |
| | Pavel Francouz  | Målmænd                         | Vitali Kolesnik | Dommer: Péter Gebei Timothy. majer Linjedommere: Roman Kaderli Judson Ritter |
| Plekanec (Pastrňák, Červenka) – 06:55 Plekanec (Pastrňák) – 42:51 Kousal (Jordán, Řepík) (ENG) – 58:51 | 1–0 2–0 2–1 3–1 | 55:30 – Dawes (Boyd, Tryasunov) |                 | Dommer: Péter Gebei Timothy. majer Linjedommere: Roman Kaderli Judson Ritter |
| 8 min                                                                                                  | Strafminutter   | 6 min                           |                 | Dommer: Péter Gebei Timothy. majer Linjedommere: Roman Kaderli Judson Ritter |
| 36 | Skud            | 20                              |                 | Dommer: Péter Gebei Timothy. majer Linjedommere: Roman Kaderli Judson Ritter |

| 13. maj 2016 20:15 | Danmark | 3–2 GWS (1–1. 1–1. 0–0) OT (0–0) GWS (1–0) | Letland | VTB Ledovyj Dvorets, Moskva Tilskuere: 7.788 |

| Rapport                                                                                                   | Rapport                   | Rapport | Rapport          | Rapport                                                                            |
| --- | ------------------------- | --- | ---------------- | ---------------------------------------------------------------------------------- |
| | Sebastian Dahm            | Målmænd | Elvis Merzļikins | Dommer: Linus Ohlund Marc Wiegand Linjedommere: Fraser McIntyre Alexander Otmakhov |
| Nick. Jensen (Madsen, Green) (PP) – 11:57 Poulsen (Bødker, Christensen) – 28:28 Eller Ehlers Nick. Jensen | 1–0 1–1 1–2 2–2 Shootout: | 17:45 – Džeriņš (Bukarts, Cibuļskis) (PP) 21:57 – Daugaviņš (Bukarts, Džeriņš) (PP) Džeriņš Indrašis Daugaviņš |                  | Dommer: Linus Ohlund Marc Wiegand Linjedommere: Fraser McIntyre Alexander Otmakhov |
| 10 min | Strafminutter             | 33 min |                  | Dommer: Linus Ohlund Marc Wiegand Linjedommere: Fraser McIntyre Alexander Otmakhov |
| 36 | Skud                      | 32 |                  | Dommer: Linus Ohlund Marc Wiegand Linjedommere: Fraser McIntyre Alexander Otmakhov |

| 14. maj 2016 12:15 | Norge | 2–3 (0–0, 0–1. 2–2) | Sverige | VTB Ledovyj Dvorets, Moskva Tilskuere: 6.221 |

| Rapport                                                                        | Rapport             | Rapport                                                                                             | Rapport         | Rapport                                                                               |
| ------------------------------------------------------------------------------ | ------------------- | --------------------------------------------------------------------------------------------------- | --------------- | ------------------------------------------------------------------------------------- |
|                                                                                | Lars Haugen         | Målmænd                                                                                             | Jacob Markström | Dommer: Péter Gebei Timothy. majer Linjedommere: Alexandr Otmakhov Nikolaj Ponomarjow |
| Olsen (M. Olimb, Johannessen) – 43:41 Martinsen (Holøs, M. Olimb) (EA) – 58:02 | 0–1 0–2 1–2 1–3 2–3 | 20:56 – Nyquist 42:43 – Lundberg (Fransson, Sjögren) (SH) 51:47 – Rosén (Gustafsson, Wennberg) (PP) |                 | Dommer: Péter Gebei Timothy. majer Linjedommere: Alexandr Otmakhov Nikolaj Ponomarjow |
| 12 min                                                                         | Strafminutter       | 10 min                                                                                              |                 | Dommer: Péter Gebei Timothy. majer Linjedommere: Alexandr Otmakhov Nikolaj Ponomarjow |
| 25                                                                             | Skud                | 35                                                                                                  |                 | Dommer: Péter Gebei Timothy. majer Linjedommere: Alexandr Otmakhov Nikolaj Ponomarjow |

| 14. maj 2016 16:15 | Rusland | 5–1 (1–0, 1–0, 3–1) | Schweiz | VTB Ledovyj Dvorets, Moskva Tilskuere: 11.222 |

| Rapport | Rapport                        | Rapport                             | Rapport    | Rapport                                                                           |
| --- | ------------------------------ | ----------------------------------- | ---------- | --------------------------------------------------------------------------------- |
| | Sergej Bobrovskij Ilja Sorokin | Målmænd                             | Reto Berra | Dommer: Antonín Jeřábek Aleksi Rantala Linjedommere: Fraser McIntyre Peter Šefčík |
| Telegin (Ljubimov) – 05:13 Kuznetsov (Ovetjkin) – 28:40 Telegin (Ljubimov) – 48:50 Sjirokov (Zajsev) – 55:20 Mozjakin (Datsjuk, Sannikov) – 59:43 | 1–0 2–0 3–0 4–0 4–1 5–1        | 58:44 – Moser (Weber, Niederreiter) |            | Dommer: Antonín Jeřábek Aleksi Rantala Linjedommere: Fraser McIntyre Peter Šefčík |
| 6 min | Strafminutter                  | 26 min                              |            | Dommer: Antonín Jeřábek Aleksi Rantala Linjedommere: Fraser McIntyre Peter Šefčík |
| 38 | Skud                           | 35                                  |            | Dommer: Antonín Jeřábek Aleksi Rantala Linjedommere: Fraser McIntyre Peter Šefčík |

| 14. maj 2016 20:15 | Kasakhstan | 1–2 (1–0, 0–1. 0–1) | Letland | VTB Ledovyj Dvorets, Moskva Tilskuere: 7.305 |

| Rapport        | Rapport         | Rapport                                                 | Rapport          | Rapport                                                                             |
| -------------- | --------------- | ------------------------------------------------------- | ---------------- | ----------------------------------------------------------------------------------- |
|                | Vitali Kolesnik | Målmænd                                                 | Elvis Merzļikins | Dommer: Tobias Björk Martin Fraňo Linjedommere: Nicolas Chartrand-Piche Vit Lederer |
| Ivanov – 04:37 | 1–0 1–1 1–2     | 35:14 – Daugaviņš 54:49 – Bičekis (Indrašis, Cibuļskis) |                  | Dommer: Tobias Björk Martin Fraňo Linjedommere: Nicolas Chartrand-Piche Vit Lederer |
| 10 min         | Strafminutter   | 4 min                                                   |                  | Dommer: Tobias Björk Martin Fraňo Linjedommere: Nicolas Chartrand-Piche Vit Lederer |
| 20             | Skud            | 38                                                      |                  | Dommer: Tobias Björk Martin Fraňo Linjedommere: Nicolas Chartrand-Piche Vit Lederer |

| 15. maj 2016 16:15 | Danmark | 2–1 GWS (0–0, 0–1. 1–0) OT (0–0) GWS (1–0) | Tjekkiet | VTB Ledovyj Dvorets, Moskva Tilskuere: 8.107 |

| Rapport                                                             | Rapport           | Rapport                                  | Rapport       | Rapport                                                                                   |
| ------------------------------------------------------------------- | ----------------- | ---------------------------------------- | ------------- | ----------------------------------------------------------------------------------------- |
|                                                                     | Sebastian Dahm    | Målmænd                                  | Dominik Furch | Dommer: Tobias Björk Aleksi Rantala Linjedommere: Nicolas Chartrand-Piché Henrik Pihlblad |
| Madsen (Storm, Nick. Jensen) (PP) – 43:10 Eller Ehlers Nick. Jensen | 0–1 1–1 Shootout: | 24:09 – Plekanec (Červenka) Kašpar Řepík |               | Dommer: Tobias Björk Aleksi Rantala Linjedommere: Nicolas Chartrand-Piché Henrik Pihlblad |
| 2 min                                                               | Strafminutter     | 19 min                                   |               | Dommer: Tobias Björk Aleksi Rantala Linjedommere: Nicolas Chartrand-Piché Henrik Pihlblad |
| 21                                                                  | Skud              | 41                                       |               | Dommer: Tobias Björk Aleksi Rantala Linjedommere: Nicolas Chartrand-Piché Henrik Pihlblad |

| 15. maj 2016 20:15 | Schweiz | 2–3 GWS (1–0, 0–1. 1–1) OT (0–0) GWS (0–1) | Sverige | VTB Ledovyj Dvorets, Moskva Tilskuere: 8.214 |

| Rapport | Rapport                   | Rapport | Rapport         | Rapport                                                                               |
| --- | ------------------------- | --- | --------------- | ------------------------------------------------------------------------------------- |
| | Reto Berra                | Målmænd | Jacob Markström | Dommer: Stefan Fonselius Brett Iverson Linjedommere: Pasi Nieminen Nikolaj Ponomarjow |
| Andrighetto (Schneeberger) – 18:21 Hollenstein (Blum, Ambühl) (PP) – 44:58 Hollenstein Andrighetto Niederreiter Niederreiter | 1–0 1–1 2–1 2–2 Shootout: | 31:12 – Sundström (Omark, Nygren) (PP) 50:02 – Nyquist (Larsson, Rosén) (PP) Burakoky Klasen Omark Burakoky |                 | Dommer: Stefan Fonselius Brett Iverson Linjedommere: Pasi Nieminen Nikolaj Ponomarjow |
| 18 min | Strafminutter             | 16 min |                 | Dommer: Stefan Fonselius Brett Iverson Linjedommere: Pasi Nieminen Nikolaj Ponomarjow |
| 29 | Skud                      | 36 |                 | Dommer: Stefan Fonselius Brett Iverson Linjedommere: Pasi Nieminen Nikolaj Ponomarjow |

| 16. maj 2016 16:15 | Rusland | 3–0 (0–0, 2–0, 1–0) | Norge | VTB Ledovyj Dvorets, Moskva Tilskuere: 12.116 |

| Rapport                                                                                        | Rapport       | Rapport | Rapport        | Rapport                                                                            |
| ---------------------------------------------------------------------------------------------- | ------------- | ------- | -------------- | ---------------------------------------------------------------------------------- |
|                                                                                                | Ilja Sorokin  | Målmænd | Steffen Søberg | Dommer: Tobias Björk Daniel Piechaczek Linjedommere: Pasi Nieminen Henrik Pihlblad |
| Telegin (Orlov, Kalinin) – 22:09 Panarin (Sjipatjov) – 37:52 Ljubimov (Jemelin, Orlov) – 42:31 | 1–0 2–0 3–0   |         |                | Dommer: Tobias Björk Daniel Piechaczek Linjedommere: Pasi Nieminen Henrik Pihlblad |
| 6 min                                                                                          | Strafminutter | 8 min   |                | Dommer: Tobias Björk Daniel Piechaczek Linjedommere: Pasi Nieminen Henrik Pihlblad |
| 28                                                                                             | Skud          | 27      |                | Dommer: Tobias Björk Daniel Piechaczek Linjedommere: Pasi Nieminen Henrik Pihlblad |

| 16. maj 2016 20:15 | Danmark | 4–1 (3–0, 1–1. 0–0) | Kasakhstan | VTB Ledovyj Dvorets, Moskva Tilskuere: 7.097 |

| Rapport | Rapport             | Rapport                          | Rapport                       | Rapport                                                                |
| --- | ------------------- | -------------------------------- | ----------------------------- | ---------------------------------------------------------------------- |
| | Sebastian Dahm      | Målmænd                          | Pavel Poluektov Dmitri Malgin | Dommer: Péter Gebei Jozef Kubuš Linjedommere: Vit Lederer Peter Šefčík |
| Lauridsen (Eller, Hansen) (PP) – 08:56 Hansen (Storm) (PP) – 16:46 Nick. Jensen (Storm) (PP) – 17:50 Ehlers (Lauridsen) (PP) – 29:53 | 1–0 2–0 3–0 3–1 4–1 | 23:57 – Dawes (Bochenski, Lipin) |                               | Dommer: Péter Gebei Jozef Kubuš Linjedommere: Vit Lederer Peter Šefčík |
| 2 min | Strafminutter       | 12 min                           |                               | Dommer: Péter Gebei Jozef Kubuš Linjedommere: Vit Lederer Peter Šefčík |
| 36 | Skud                | 19                               |                               | Dommer: Péter Gebei Jozef Kubuš Linjedommere: Vit Lederer Peter Šefčík |

| 17. maj 2016 12:15 | Tjekkiet | 5–4 (1–0, 1–1. 3–3) | Schweiz | VTB Ledovyj Dvorets, Moskva Tilskuere: 7.101 |

| Rapport | Rapport                             | Rapport | Rapport    | Rapport                                                                              |
| --- | ----------------------------------- | --- | ---------- | ------------------------------------------------------------------------------------ |
| | Pavel Francouz                      | Målmænd | Reto Berra | Dommer: Tobias Björk Daniel Piechaczek Linjedommere: Alexander Otmakhov Peter Šefčík |
| Birner (Kempný, Řepík) (PP) – 17:00 Kašpar (PS) – 24:50 Zaťovič – 41:45 Zohorna (Kousal, Kolář) – 49:59 Jordán (SH, ENG) – 54:15 | 1–0 1–1 2–1 3–1 3–2 4–2 5–2 5–3 5–4 | 11:36 – Hollenstein (Andrighetto, Schäppi) 45:38 – Moser (Du Bois, Trachsler) (PP) 55:42 – Schneeberger (Moser, Hofmann) 59:34 – Andrighetto (Hollenstein) (EA) |            | Dommer: Tobias Björk Daniel Piechaczek Linjedommere: Alexander Otmakhov Peter Šefčík |
| 6 min | Strafminutter                       | 8 min |            | Dommer: Tobias Björk Daniel Piechaczek Linjedommere: Alexander Otmakhov Peter Šefčík |
| 31 | Skud                                | 23 |            | Dommer: Tobias Björk Daniel Piechaczek Linjedommere: Alexander Otmakhov Peter Šefčík |

| 17. maj 2016 16:15 | Letland | 1–3 (1–1. 0–2. 0–0) | Norge | VTB Ledovyj Dvorets, Moskva Tilskuere: 6.037 |

| Rapport                         | Rapport                           | Rapport                                                                            | Rapport        | Rapport                                                                         |
| ------------------------------- | --------------------------------- | ---------------------------------------------------------------------------------- | -------------- | ------------------------------------------------------------------------------- |
|                                 | Elvis Merzļikins Edgars Masaļskis | Målmænd                                                                            | Steffen Søberg | Dommer: Péter Gebei Timothy. majer Linjedommere: Vit Lederer Nikolaj Ponomarjow |
| Indrašis (Galviņš) (PP) – 11:42 | 1–0 1–1 1–2 1–3                   | 16:12 – K. Olimb (Olsen) 20:40 – Holøs (Martinsen, Zuccarello) 20:56 – Johannessen |                | Dommer: Péter Gebei Timothy. majer Linjedommere: Vit Lederer Nikolaj Ponomarjow |
| 6 min                           | Strafminutter                     | 26 min                                                                             |                | Dommer: Péter Gebei Timothy. majer Linjedommere: Vit Lederer Nikolaj Ponomarjow |
| 24                              | Skud                              | 26                                                                                 |                | Dommer: Péter Gebei Timothy. majer Linjedommere: Vit Lederer Nikolaj Ponomarjow |

| 17. maj 2016 20:15 | Rusland | 4–1 (2–0, 2–0, 0–1) | Sverige | VTB Ledovyj Dvorets, Moskva Tilskuere: 12.181 |

| Rapport | Rapport             | Rapport                                 | Rapport         | Rapport                                                                                  |
| --- | ------------------- | --------------------------------------- | --------------- | ---------------------------------------------------------------------------------------- |
| | Sergej Bobrovskij   | Målmænd                                 | Jacob Markström | Dommer: Jozef Kubuš Aleksi Rantala Linjedommere: Nicolas Chartrand-Piché Fraser McIntyre |
| Dadonov (Panarin, Sjipatjov) – 14:43 Panarin (Sjipatjov, Martjenko) – 17:52 Datsjuk (Zajtsev) – 21:34 Ljubimov (Mozjakin, Datsjuk) – 29:40 | 1–0 2–0 3–0 4–0 4–1 | 41:08 – Ekholm (Larsson, Wennberg) (PP) |                 | Dommer: Jozef Kubuš Aleksi Rantala Linjedommere: Nicolas Chartrand-Piché Fraser McIntyre |
| 4 min | Strafminutter       | 8 min                                   |                 | Dommer: Jozef Kubuš Aleksi Rantala Linjedommere: Nicolas Chartrand-Piché Fraser McIntyre |
| 40 | Skud                | 37                                      |                 | Dommer: Jozef Kubuš Aleksi Rantala Linjedommere: Nicolas Chartrand-Piché Fraser McIntyre |

### Gruppe B
Kampene i gruppe B bliver spillet i Sankt Petersborg.

#### Stilling
| Pos | Hold         | K | V | OTV | OTT | T | MF | MM | M+/- | P  | Kvalifikation eller nedrykning |
| --- | ------------ | - | - | --- | --- | - | -- | -- | ---- | -- | ------------------------------ |
| 1   | Finland      | 7 | 7 | 0   | 0   | 0 | 29 | 6  | +23  | 21 | Advancere til playoff          |
| 2   | Canada       | 7 | 6 | 0   | 0   | 1 | 34 | 8  | +26  | 18 | Advancere til playoff          |
| 3   | Tyskland     | 7 | 4 | 0   | 1   | 2 | 22 | 20 | +2   | 13 | Advancere til playoff          |
| 4   | USA          | 7 | 3 | 0   | 1   | 3 | 22 | 18 | +4   | 10 | Advancere til playoff          |
| 5   | Slovakiet    | 7 | 2 | 1   | 0   | 4 | 15 | 23 | −8   | 8  |                                |
| 6   | Hviderusland | 7 | 2 | 0   | 0   | 5 | 16 | 32 | −16  | 6  |                                |
| 7   | Frankrig     | 7 | 1 | 1   | 0   | 5 | 11 | 23 | −12  | 5  |                                |
| 8   | Ungarn       | 7 | 1 | 0   | 0   | 6 | 12 | 31 | −19  | 3  | Nedrykning til Division I A    |

1. ↑  Da reglerne siger, at de to dårligste hold ikke kan rykke ned, og værter for VM 2017 (Frankrig og Tyskland) ikke kan rykke ned, er det en mulighed at begge nedrykkere kan komme fra gruppe A.[3]

#### Resultater
| 6. maj 2016 16:15 | USA | 1–5 (1–2. 0–1. 0–2) | Canada | Sportivnyj Kompleks Jubilejnyj, Sankt Petersborg Tilskuere: 5.236 |

| Rapport                                 | Rapport                 | Rapport | Rapport    | Rapport                                                                       |
| --------------------------------------- | ----------------------- | --- | ---------- | ----------------------------------------------------------------------------- |
|                                         | Keith Kinkaid           | Målmænd | Cam Talbot | Dommer: Tobias Björk Marc Wiegand Linjedommere: Gleb Lazarev Miroslav Lhotský |
| Maroon (Connor, Warsofsky) (PP) – 04:54 | 1–0 1–1 1–2 1–3 1–4 1–5 | 05:25 – Hall (Brassard, Perry) 08:48 – Gallagher (O'Reilly) 31:37 – Duchene (Ceci, Murray) 45:54 – Jenner (O'Reilly) 51:16 – Marchand (Duchene) (SH) |            | Dommer: Tobias Björk Marc Wiegand Linjedommere: Gleb Lazarev Miroslav Lhotský |
| 10 min                                  | Strafminutter           | 6 min |            | Dommer: Tobias Björk Marc Wiegand Linjedommere: Gleb Lazarev Miroslav Lhotský |
| 25                                      | Skud                    | 33 |            | Dommer: Tobias Björk Marc Wiegand Linjedommere: Gleb Lazarev Miroslav Lhotský |

| 6. maj 2016 20:15 | Finland | 6–2 (0–0, 4–1. 2–1) | Hviderusland | Sportivnyj Kompleks Jubilejnyj, Sankt Petersborg Tilskuere: 4.877 |

| Rapport | Rapport                         | Rapport                                                                      | Rapport      | Rapport                                                                        |
| --- | ------------------------------- | ---------------------------------------------------------------------------- | ------------ | ------------------------------------------------------------------------------ |
| | Mikko Koskinen                  | Målmænd                                                                      | Vitali Koval | Dommer: Martin Fraňo Péter Gebei Linjedommere: Nicolas Fluri Andreas Malmqvist |
| Laine (Barkov) – 21:45 Koivu (Granlund, Lindell) – 32:28 Laine (Koivu, Jokinen) (PP2) – 38:36 Granlund (Laine, Barkov) (PP) – 39:56 Pihlström (Pulkkinen) – 42:59 Granlund (Salmela, Aho) – 47:51 | 1–0 2–0 2–1 3–1 4–1 5–1 6–1 6–2 | 37:55 – Stas (Pavlovich) (SH) 51:01 – Kalyuzhny (A. Kostitsyn, S. Kostitsyn) |              | Dommer: Martin Fraňo Péter Gebei Linjedommere: Nicolas Fluri Andreas Malmqvist |
| 8 min | Strafminutter                   | 8 min                                                                        |              | Dommer: Martin Fraňo Péter Gebei Linjedommere: Nicolas Fluri Andreas Malmqvist |
| 30 | Skud                            | 16                                                                           |              | Dommer: Martin Fraňo Péter Gebei Linjedommere: Nicolas Fluri Andreas Malmqvist |

| 7. maj 2016 12:15 | Slovakiet | 4–1 (2–1. 1–0, 1–0) | Ungarn | Sportivnyj Kompleks Jubilejnyj, Sankt Petersborg Tilskuere: 2.830 |

| Rapport | Rapport             | Rapport                               | Rapport      | Rapport                                                                       |
| --- | ------------------- | ------------------------------------- | ------------ | ----------------------------------------------------------------------------- |
| | Branislav Konrád    | Målmænd                               | Miklós Rajna | Dommer: Timothy. majer Marc Wiegand Linjedommere: Roman Kaderli Judson Ritter |
| Marcinko (Graňák, Dravecký) – 07:07 Jurčo (Sekera, Marinčin) – 17:43 Sekera (Jurčo, Marinčin) – 35:09 Lušňák (Hrnka, Švarný) (ENG) – 57:43 | 1–0 1–1 2–1 3–1 4–1 | 13:30 – Banham (Galló, Bartalis) (PP) |              | Dommer: Timothy. majer Marc Wiegand Linjedommere: Roman Kaderli Judson Ritter |
| 10 min | Strafminutter       | 6 min                                 |              | Dommer: Timothy. majer Marc Wiegand Linjedommere: Roman Kaderli Judson Ritter |
| 28 | Skud                | 21                                    |              | Dommer: Timothy. majer Marc Wiegand Linjedommere: Roman Kaderli Judson Ritter |

| 7. maj 2016 16:15 | Frankrig | 3–2 GWS (1–0, 1–2. 0–0) OT (0–0) GWS (1–0) | Tyskland | Sportivnyj Kompleks Jubilejnyj, Sankt Petersborg Tilskuere: 3.750 |

| Rapport                                                                                  | Rapport                   | Rapport                                                                                    | Rapport        | Rapport                                                                       |
| ---------------------------------------------------------------------------------------- | ------------------------- | ------------------------------------------------------------------------------------------ | -------------- | ----------------------------------------------------------------------------- |
|                                                                                          | Cristobal Huet            | Målmænd                                                                                    | Timo Pielmeier | Dommer: Martin Frano Antonin Jerabek Linjedommere: Jon Kilian Sakari Suominen |
| Raux (Perret, Meunier) – 03:38 Claireaux (Beron, Chakiachvili) – 39:10 Desrosiers Fleury | 1–0 1–1 1–2 2–2 Shootout: | 20:26 – Rieder (Gogulla, Schütz) (PP) 36:50 – Schütz (Gogulla, Hager) Draisaitl Rieder Goc |                | Dommer: Martin Frano Antonin Jerabek Linjedommere: Jon Kilian Sakari Suominen |
| 14 min                                                                                   | Strafminutter             | 8 min                                                                                      |                | Dommer: Martin Frano Antonin Jerabek Linjedommere: Jon Kilian Sakari Suominen |
| 23                                                                                       | Skud                      | 29                                                                                         |                | Dommer: Martin Frano Antonin Jerabek Linjedommere: Jon Kilian Sakari Suominen |

| 7. maj 2016 20:15 | Hviderusland | 3–6 (0–2. 2–3. 1–1) | USA | Sportivnyj Kompleks Jubilejnyj, Sankt Petersborg Tilskuere: 3.762 |

| Rapport                                                                                         | Rapport                             | Rapport | Rapport     | Rapport                                                                             |
| ----------------------------------------------------------------------------------------------- | ----------------------------------- | --- | ----------- | ----------------------------------------------------------------------------------- |
|                                                                                                 | Kevin Lalande                       | Målmænd | Mike Condon | Dommer: Linus Ohlund Konstantin Olenin Linjedommere: Nicolas Fluri Miroslav Lhotsky |
| Platt (Stepanov, Linglet) (PP) – 27:10 Stas – 38:12 Korobov (Kostitsyn, Stepanov) (PP2) – 49:28 | 0–1 0–2 0–3 1–3 1–4 1–5 2–5 3–5 3–6 | 09:58 – Wood (Vatrano, Hinostroza) 13:38 – Wideman (Matthews, Larkin) (PP) 22:13 – Larkin (Schroeder) (PP) 28:09 – Hanifin (Hinostroza, Motte) 34:25 – Matthews (Connor, Hanifin) (PP) 54:40 – Matthews (Vatrano, Hanifin) |             | Dommer: Linus Ohlund Konstantin Olenin Linjedommere: Nicolas Fluri Miroslav Lhotsky |
| 41 min                                                                                          | Strafminutter                       | 18 min |             | Dommer: Linus Ohlund Konstantin Olenin Linjedommere: Nicolas Fluri Miroslav Lhotsky |
| 23                                                                                              | Skud                                | 33 |             | Dommer: Linus Ohlund Konstantin Olenin Linjedommere: Nicolas Fluri Miroslav Lhotsky |

| 8. maj 2016 12:15 | Ungarn | 1–7 (1–2. 0–4. 0–1) | Canada | Sportivnyj Kompleks Jubilejnyj, Sankt Petersborg Tilskuere: 3.825 |

| Rapport          | Rapport                         | Rapport | Rapport        | Rapport                                                                              |
| ---------------- | ------------------------------- | --- | -------------- | ------------------------------------------------------------------------------------ |
|                  | Zoltán Hetényi Ádám Vay         | Målmænd | Calvin Pickard | Dommer: Antonín Jeřábek Linus Ohlund Linjedommere: Andreas Malmqvist Sakari Suominen |
| Bartalis – 18:14 | 0–1 0–2 1–2 1–3 1–4 1–5 1–6 1–7 | 05:54 – Scheifele (Stone, McDavid) (PP) 10:04 – Perry (Hall, Brassard) 27:12 – Stone (Ceci, Reinhart) 29:05 – Marchand (McDavid, Matheson) 31:36 – Brassard (Tanev, Rielly) 32:45 – Matheson (Hutton, Scheifele) 44:35 – Hall (Matheson) |                | Dommer: Antonín Jeřábek Linus Ohlund Linjedommere: Andreas Malmqvist Sakari Suominen |
| 12 min           | Strafminutter                   | 6 min |                | Dommer: Antonín Jeřábek Linus Ohlund Linjedommere: Andreas Malmqvist Sakari Suominen |
| 22               | Skud                            | 36 |                | Dommer: Antonín Jeřábek Linus Ohlund Linjedommere: Andreas Malmqvist Sakari Suominen |

| 8. maj 2016 16:15 | Finland | 5–1 (2–0, 2–1. 1–0) | Tyskland | Sportivnyj Kompleks Jubilejnyj, Sankt Petersborg Tilskuere: 4.409 |

| Rapport | Rapport                 | Rapport                               | Rapport        | Rapport                                                                          |
| --- | ----------------------- | ------------------------------------- | -------------- | -------------------------------------------------------------------------------- |
| | Mikko Koskinen          | Målmænd                               | Timo Pielmeier | Dommer: Timothy. majer Konstantin Olenin Linjedommere: Roman Kaderli Jon Killian |
| Laine (Hietanen, Jokinen) (PP) – 06:22 Komarov (Jokinen, Laine) (PP) – 09:08 Aho (Granlund) – 29:53 Koskiranta (Pyörälä, Komarov) – 37:50 Laine (Koivu, Granlund) – 59:57 | 1–0 2–0 3–0 4–0 4–1 5–1 | 38:42 – Macek (Draisaitl, Kahun) (PP) |                | Dommer: Timothy. majer Konstantin Olenin Linjedommere: Roman Kaderli Jon Killian |
| 12 min | Strafminutter           | 28 min                                |                | Dommer: Timothy. majer Konstantin Olenin Linjedommere: Roman Kaderli Jon Killian |
| 22 | Skud                    | 17                                    |                | Dommer: Timothy. majer Konstantin Olenin Linjedommere: Roman Kaderli Jon Killian |

| 8. maj 2016 20:15 | Frankrig | 1–5 (1–2. 0–2. 0–1) | Slovakiet | Sportivnyj Kompleks Jubilejnyj, Sankt Petersborg Tilskuere: 3.850 |

| Rapport                | Rapport                      | Rapport | Rapport        | Rapport                                                                   |
| ---------------------- | ---------------------------- | --- | -------------- | ------------------------------------------------------------------------- |
|                        | Cristobal Huet Florian Hardy | Målmænd | Július Hudáček | Dommer: Tobias Björk Péter Gebei Linjedommere: Gleb Lazarev Judson Ritter |
| Perret (Beron) – 01:09 | 1–0 1–1 1–2 1–3 1–4 1–5      | 03:55 – Sekera (L. Hudáček, Viedenský) 13:55 – Graňák (Dravecký, Lušňák) 34:52 – Bakoš (Meszároš, Sersen) (PP) 35:40 – L. Hudáček (Jurčo, Viedenský) 57:55 – Jaroš (Viedenský, Jurčo) |                | Dommer: Tobias Björk Péter Gebei Linjedommere: Gleb Lazarev Judson Ritter |
| 10 min                 | Strafminutter                | 10 min |                | Dommer: Tobias Björk Péter Gebei Linjedommere: Gleb Lazarev Judson Ritter |
| 25                     | Skud                         | 22 |                | Dommer: Tobias Björk Péter Gebei Linjedommere: Gleb Lazarev Judson Ritter |

| 9. maj 2016 16:15 | Hviderusland | 0–8 (0–1. 0–4. 0–3) | Canada | Sportivnyj Kompleks Jubilejnyj, Sankt Petersborg Tilskuere: 4.536 |

| Rapport | Rapport                         | Rapport | Rapport    | Rapport                                                                       |
| ------- | ------------------------------- | --- | ---------- | ----------------------------------------------------------------------------- |
|         | Kevin Lalande Dmitri Milchakov  | Målmænd | Cam Talbot | Dommer: Péter Gebei Marc Wiegand Linjedommere: Nicolas Fluri Miroslav Lhotský |
|         | 0–1 0–2 0–3 0–4 0–5 0–6 0–7 0–8 | 16:26 – Brassard (Perry, Duchene) 21:03 – Perry (Murray) 23:58 – O'Reilly (Jenner, Ceci) (SH) 31:19 – Duchene (Brassard, Ceci) (PP) 31:39 – Hall (McDavid) 41:26 – O'Reilly (Duchene, Scheifele) 49:17 – Stone (Scheifele) 53:52 – Matheson (Gallagher, McDavid) (PP) |            | Dommer: Péter Gebei Marc Wiegand Linjedommere: Nicolas Fluri Miroslav Lhotský |
| 10 min  | Strafminutter                   | 6 min |            | Dommer: Péter Gebei Marc Wiegand Linjedommere: Nicolas Fluri Miroslav Lhotský |
| 13      | Skud                            | 40 |            | Dommer: Péter Gebei Marc Wiegand Linjedommere: Nicolas Fluri Miroslav Lhotský |

| 9. maj 2016 20:15 | Finland | 3–2 (2–1. 0–0, 1–1) | USA | Sportivnyj Kompleks Jubilejnyj, Sankt Petersborg Tilskuere: 4.830 |

| Rapport | Rapport             | Rapport                                                    | Rapport     | Rapport                                                                        |
| --- | ------------------- | ---------------------------------------------------------- | ----------- | ------------------------------------------------------------------------------ |
| | Mikko Koskinen      | Målmænd                                                    | Mike Condon | Dommer: Tobias Björk Martin Fraňo Linjedommere: Gleb Lazarev Andreas Malmqvist |
| Koivu (Granlund, Aho) – 09:16 Pihlström (Pulkkinen, Sallinen) – 12:04 Komarov (Barkov, Jokinen) (PP) – 44:16 | 1–0 2–0 2–1 2–2 3–2 | 13:45 – Vatrano (Matthews) 40:54 – Murphy (Maroon, Larkin) |             | Dommer: Tobias Björk Martin Fraňo Linjedommere: Gleb Lazarev Andreas Malmqvist |
| 6 min | Strafminutter       | 8 min                                                      |             | Dommer: Tobias Björk Martin Fraňo Linjedommere: Gleb Lazarev Andreas Malmqvist |
| 22 | Skud                | 18                                                         |             | Dommer: Tobias Björk Martin Fraňo Linjedommere: Gleb Lazarev Andreas Malmqvist |

| 10. maj 2016 16:15 | Slovakiet | 1–5 (1–0, 0–3. 0–2) | Tyskland | Sportivnyj Kompleks Jubilejnyj, Sankt Petersborg Tilskuere: 3.715 |

| Rapport                            | Rapport                         | Rapport | Rapport        | Rapport                                                                      |
| ---------------------------------- | ------------------------------- | --- | -------------- | ---------------------------------------------------------------------------- |
|                                    | Branislav Konrád Július Hudáček | Målmænd | Timo Pielmeier | Dommer: Brett Iverson Aleksi Rantala Linjedommere: Jon Killian Judson Ritter |
| Cehlárik (Bartánus, Mikuš) – 08:42 | 1–0 1–1 1–2 1–3 1–4 1–5         | 24:23 – Hager (Schütz, Gogulla) 28:57 – Gogulla (Müller, Hager) 34:48 – Reimer (Kahun, Draisaitl) (PP) 43:45 – Macek (Braun, Müller) 54:36 – Kahun (Reimer, Rieder) |                | Dommer: Brett Iverson Aleksi Rantala Linjedommere: Jon Killian Judson Ritter |
| 10 min                             | Strafminutter                   | 12 min |                | Dommer: Brett Iverson Aleksi Rantala Linjedommere: Jon Killian Judson Ritter |
| 28                                 | Skud                            | 28 |                | Dommer: Brett Iverson Aleksi Rantala Linjedommere: Jon Killian Judson Ritter |

| 10. maj 2016 20:15 | Ungarn | 2–6 (1–3. 0–1. 1–2) | Frankrig | Sportivnyj Kompleks Jubilejnyj, Sankt Petersborg Tilskuere: 3.340 |

| Rapport                                                                | Rapport                         | Rapport | Rapport        | Rapport                                                                       |
| ---------------------------------------------------------------------- | ------------------------------- | --- | -------------- | ----------------------------------------------------------------------------- |
|                                                                        | Miklós Rajna                    | Målmænd | Cristobal Huet | Dommer: Roman Gofman Jozef Kubuš Linjedommere: Roman Kaderli Miroslav Lhotský |
| M. Vas (G. Nagy, Wehrs) (PP) – 13:10 Sofron (M. Vas, Bartalis) – 47:58 | 0–1 1–1 1–2 1–3 1–4 2–4 2–5 2–6 | 09:14 – Ritz (Auvitu, Moisand) 17:28 – S. Treille 19:26 – Fleury (Bellemare, Auvitu) (PP) 38:03 – Chakiachvili (Y. Treille) 53:03 – S. Treille (Bellemare, Fleury) (PP) 56:11 – S. Treille (Bellemare, Claireaux) |                | Dommer: Roman Gofman Jozef Kubuš Linjedommere: Roman Kaderli Miroslav Lhotský |
| 12 min                                                                 | Strafminutter                   | 10 min |                | Dommer: Roman Gofman Jozef Kubuš Linjedommere: Roman Kaderli Miroslav Lhotský |
| 24                                                                     | Skud                            | 21 |                | Dommer: Roman Gofman Jozef Kubuš Linjedommere: Roman Kaderli Miroslav Lhotský |

| 11. maj 2016 16:15 | Slovakiet | 2–4 (0–0, 2–0, 0–4) | Hviderusland | Sportivnyj Kompleks Jubilejnyj, Sankt Petersborg Tilskuere: 3.172 |

| Rapport                                                              | Rapport                 | Rapport | Rapport      | Rapport                                                                       |
| -------------------------------------------------------------------- | ----------------------- | --- | ------------ | ----------------------------------------------------------------------------- |
|                                                                      | Július Hudáček          | Målmænd | Vitali Koval | Dommer: Roman Gofman Aleksi Rantala Linjedommere: Jon Killian Sakari Suominen |
| Sekera (Réway, Daňo) (PP2) – 20:47 Jurčo (Mikuš, L. Hudáček) – 36:26 | 1–0 2–0 2–1 2–2 2–3 2–4 | 42:22 – Gotovets (Lisovets) 48:34 – Gavrus (Gotovets, Kovyrshin) 54:42 – Stepanov (Lisovets) 57:16 – Linglet (Platt, Lisovets) |              | Dommer: Roman Gofman Aleksi Rantala Linjedommere: Jon Killian Sakari Suominen |
| 12 min                                                               | Strafminutter           | 14 min |              | Dommer: Roman Gofman Aleksi Rantala Linjedommere: Jon Killian Sakari Suominen |
| 26                                                                   | Skud                    | 20 |              | Dommer: Roman Gofman Aleksi Rantala Linjedommere: Jon Killian Sakari Suominen |

| 11. maj 2016 20:15 | Finland | 3–0 (0–0, 1–0, 2–0) | Ungarn | Sportivnyj Kompleks Jubilejnyj, Sankt Petersborg Tilskuere: 3.794 |

| Rapport                                                                                          | Rapport       | Rapport | Rapport  | Rapport                                                                               |
| ------------------------------------------------------------------------------------------------ | ------------- | ------- | -------- | ------------------------------------------------------------------------------------- |
|                                                                                                  | Juuse Saros   | Målmænd | Ádám Vay | Dommer: Brett Iverson Daniel Piechaczek Linjedommere: Nicolas Fluri Andreas Malmqvist |
| Ohtamaa (Komarov) – 36:22 Koivu (Granlund, Komarov) – 49:27 Barkov (Laine, Jokinen) (PP) – 56:34 | 1–0 2–0 3–0   |         |          | Dommer: Brett Iverson Daniel Piechaczek Linjedommere: Nicolas Fluri Andreas Malmqvist |
| 2 min                                                                                            | Strafminutter | 14 min  |          | Dommer: Brett Iverson Daniel Piechaczek Linjedommere: Nicolas Fluri Andreas Malmqvist |
| 51                                                                                               | Skud          | 13      |          | Dommer: Brett Iverson Daniel Piechaczek Linjedommere: Nicolas Fluri Andreas Malmqvist |

| 12. maj 2016 16:15 | USA | 4–0 (0–0, 3–0, 1–0) | Frankrig | Sportivnyj Kompleks Jubilejnyj, Sankt Petersborg Tilskuere: 4.287 |

| Rapport | Rapport         | Rapport | Rapport       | Rapport                                                                             |
| --- | --------------- | ------- | ------------- | ----------------------------------------------------------------------------------- |
| | Mike Condon     | Målmænd | Florian Hardy | Dommer: Stefan Fonselius Daniel Piechaczek Linjedommere: Nicolas Fluri Gleb Lazarev |
| Wideman (Foligno, Larkin) (PP) – 34:23 Murphy (Matthews, Vatrano) – 36:30 Compher (Hendricks, Motte) – 39:55 Skjei (Larkin) – 41:19 | 1–0 2–0 3–0 4–0 |         |               | Dommer: Stefan Fonselius Daniel Piechaczek Linjedommere: Nicolas Fluri Gleb Lazarev |
| 12 min | Strafminutter   | 8 min   |               | Dommer: Stefan Fonselius Daniel Piechaczek Linjedommere: Nicolas Fluri Gleb Lazarev |
| 31 | Skud            | 19      |               | Dommer: Stefan Fonselius Daniel Piechaczek Linjedommere: Nicolas Fluri Gleb Lazarev |

| 12. maj 2016 20:15 | Canada | 5–2 (1–0, 1–2. 3–0) | Tyskland | Sportivnyj Kompleks Jubilejnyj, Sankt Petersborg Tilskuere: 5.369 |

| Rapport | Rapport                     | Rapport                                                         | Rapport        | Rapport                                                                     |
| --- | --------------------------- | --------------------------------------------------------------- | -------------- | --------------------------------------------------------------------------- |
| | Cam Talbot                  | Målmænd                                                         | Timo Pielmeier | Dommer: Jozef Kubuš Tobias Wehrli Linjedommere: Roman Kaderli Judson Ritter |
| Hall (Murray) – 03:54 Perry (Duchene, Brassard) (PP) – 23:22 Hall (McDavid, Matheson) – 43:12 Jenner (Rielly, Brassard) – 46:50 Ceci (Reilly) (PP) – 53:17 | 1–0 2–0 2–1 2–2 3–2 4–2 5–2 | 31:31 – Reimer (Noebels, Kahun) 37:36 – Akdag (Gogulla, Schütz) |                | Dommer: Jozef Kubuš Tobias Wehrli Linjedommere: Roman Kaderli Judson Ritter |
| 8 min | Strafminutter               | 6 min                                                           |                | Dommer: Jozef Kubuš Tobias Wehrli Linjedommere: Roman Kaderli Judson Ritter |
| 22 | Skud                        | 19                                                              |                | Dommer: Jozef Kubuš Tobias Wehrli Linjedommere: Roman Kaderli Judson Ritter |

| 13. maj 2016 16:15 | USA | 5–1 (0–0, 3–0, 2–1) | Ungarn | Sportivnyj Kompleks Jubilejnyj, Sankt Petersborg Tilskuere: 3.598 |

| Rapport | Rapport                 | Rapport                                 | Rapport  | Rapport                                                                               |
| --- | ----------------------- | --------------------------------------- | -------- | ------------------------------------------------------------------------------------- |
| | Keith Kinkaid           | Målmænd                                 | Ádám Vay | Dommer: Roman Gofman Konstantin Olenin Linjedommere: Miroslav Lhotský Sakari Suominen |
| Foligno (Wideman, Hanifin) (PP) – 24:37 Hinostroza (Fasching) – 24:55 Larkin (McCabe, Murphy) – 34:12 Foligno – 52:07 Murphy (Foligno) – 55:20 | 1–0 2–0 3–0 4–0 5–0 5–1 | 57:59 – Sofron (Bartalis, Sarauer) (PP) |          | Dommer: Roman Gofman Konstantin Olenin Linjedommere: Miroslav Lhotský Sakari Suominen |
| 8 min | Strafminutter           | 10 min                                  |          | Dommer: Roman Gofman Konstantin Olenin Linjedommere: Miroslav Lhotský Sakari Suominen |
| 37 | Skud                    | 8                                       |          | Dommer: Roman Gofman Konstantin Olenin Linjedommere: Miroslav Lhotský Sakari Suominen |

| 13. maj 2016 20:15 | Tyskland | 5–2 (3–0, 1–1. 1–1) | Hviderusland | Sportivnyj Kompleks Jubilejnyj, Sankt Petersborg Tilskuere: 5.275 |

| Rapport | Rapport                     | Rapport                                                               | Rapport      | Rapport                                                                            |
| --- | --------------------------- | --------------------------------------------------------------------- | ------------ | ---------------------------------------------------------------------------------- |
| | Thomas Greiss               | Målmænd                                                               | Vitali Koval | Dommer: Stefan Fonselius Brett Iverson Linjedommere: Jon Killian Andreas Malmqvist |
| Reimer (Müller) – 04:26 Draisaitl (Noebels, Macek) – 05:44 Schütz (Gogulla, Hager) (PP) – 10:47 Brooks (Reul, Noebels) – 34:23 Gogulla (Boyle) (PP, ENG) – 59:51 | 1–0 2–0 3–0 3–1 4–1 4–2 5–2 | 28:08 – Stepanov (Koval, Linglet) (PP) 49:14 – Stas (Lisovets, Koval) |              | Dommer: Stefan Fonselius Brett Iverson Linjedommere: Jon Killian Andreas Malmqvist |
| 8 min | Strafminutter               | 4 min                                                                 |              | Dommer: Stefan Fonselius Brett Iverson Linjedommere: Jon Killian Andreas Malmqvist |
| 19 | Skud                        | 18                                                                    |              | Dommer: Stefan Fonselius Brett Iverson Linjedommere: Jon Killian Andreas Malmqvist |

| 14. maj 2016 12:15 | Frankrig | 1–3 (0–0, 0–3. 1–0) | Finland | Sportivnyj Kompleks Jubilejnyj, Sankt Petersborg Tilskuere: 4.278 |

| Rapport                                   | Rapport                       | Rapport                                                                                        | Rapport        | Rapport                                                                           |
| ----------------------------------------- | ----------------------------- | ---------------------------------------------------------------------------------------------- | -------------- | --------------------------------------------------------------------------------- |
|                                           | Cristobal Huet Ronan Quemener | Målmænd                                                                                        | Mikko Koskinen | Dommer: Roman Gofman Maxim Sidorenko Linjedommere: Nicolas Fluri Miroslav Lhotský |
| Bellemare (Treille, Auvitu) (PP2) – 52:31 | 0–1 0–2 0–3 1–3               | 25:00 – Lindell (Granlund, Koivu) (PP) 30:40 – Barkov (Laine, Jokinen) 34:50 – Laine (Jokinen) |                | Dommer: Roman Gofman Maxim Sidorenko Linjedommere: Nicolas Fluri Miroslav Lhotský |
| 8 min                                     | Strafminutter                 | 8 min                                                                                          |                | Dommer: Roman Gofman Maxim Sidorenko Linjedommere: Nicolas Fluri Miroslav Lhotský |
| 18                                        | Skud                          | 19                                                                                             |                | Dommer: Roman Gofman Maxim Sidorenko Linjedommere: Nicolas Fluri Miroslav Lhotský |

| 14. maj 2016 16:15 | Ungarn | 5–2 (2–1. 2–1. 1–0) | Hviderusland | Sportivnyj Kompleks Jubilejnyj, Sankt Petersborg Tilskuere: 4.539 |

| Rapport | Rapport                     | Rapport                                                            | Rapport                    | Rapport                                                                       |
| --- | --------------------------- | ------------------------------------------------------------------ | -------------------------- | ----------------------------------------------------------------------------- |
| | Miklós Rajna                | Målmænd                                                            | Kevin Lalande Vitali Koval | Dommer: Jozef Kubuš Tobias Wehrli Linjedommere: Judson Ritter Sakari Suominen |
| G. Nagy (Sarauer, Kóger) – 5:31 J. Vas (Sarauer) (SH) – 10:31 Sebők (Szirányi) – 30:32 Galló (Szirányi, Sofron) – 33:49 J. Vas (SH,ENG) – 59:57 | 1–0 2–0 2–1 2–2 3–2 4–2 5–2 | 12:31 – Platt (Stepanov) (PP) 26:43 – Gavrus (Stepanov, Kovyrshin) |                            | Dommer: Jozef Kubuš Tobias Wehrli Linjedommere: Judson Ritter Sakari Suominen |
| 10 min | Strafminutter               | 12 min                                                             |                            | Dommer: Jozef Kubuš Tobias Wehrli Linjedommere: Judson Ritter Sakari Suominen |
| 18 | Skud                        | 19                                                                 |                            | Dommer: Jozef Kubuš Tobias Wehrli Linjedommere: Judson Ritter Sakari Suominen |

| 14. maj 2016 20:15 | Canada | 5–0 (2–0, 2–0, 1–0) | Slovakiet | Sportivnyj Kompleks Jubilejnyj, Sankt Petersborg Tilskuere: 5.512 |

| Rapport | Rapport             | Rapport | Rapport        | Rapport                                                                              |
| --- | ------------------- | ------- | -------------- | ------------------------------------------------------------------------------------ |
| | Cam Talbot          | Målmænd | Július Hudáček | Dommer: Konstantin Olenin Daniel Piechaczek Linjedommere: Roman Kaderli Gleb Lazarev |
| Rielly (Brassard) – 11:09 Duchene (Marchand) – 18:30 Hall (Stone, McDavid) (PP) – 33:56 Scheifele (Reinhart, Stone) – 38:35 Brassard (Perry, Murray) – 50:27 | 1–0 2–0 3–0 4–0 5–0 |         |                | Dommer: Konstantin Olenin Daniel Piechaczek Linjedommere: Roman Kaderli Gleb Lazarev |
| 4 min | Strafminutter       | 12 min  |                | Dommer: Konstantin Olenin Daniel Piechaczek Linjedommere: Roman Kaderli Gleb Lazarev |
| 33 | Skud                | 18      |                | Dommer: Konstantin Olenin Daniel Piechaczek Linjedommere: Roman Kaderli Gleb Lazarev |

| 15. maj 2016 16:15 | Tyskland | 3–2 (2–1. 0–1. 1–0) | USA | Sportivnyj Kompleks Jubilejnyj, Sankt Petersborg Tilskuere: 4.798 |

| Rapport                                                                                 | Rapport             | Rapport                                                         | Rapport     | Rapport                                                                             |
| --------------------------------------------------------------------------------------- | ------------------- | --------------------------------------------------------------- | ----------- | ----------------------------------------------------------------------------------- |
|                                                                                         | Thomas Greiss       | Målmænd                                                         | Mike Condon | Dommer: Maxim Sidorenko Tobias Wehrli Linjedommere: Nicolas Fluri Andreas Malmqvist |
| Hager (Schütz, Boyle) (PP) – 02:19 Ehrhoff (Schütz, Hager) – 13:06 Holzer (Goc) – 59:27 | 1–0 1–1 2–1 2–2 3–2 | 10:35 – McCabe (Compher, Murphy) 20:26 – Matthews (Nelson) (PP) |             | Dommer: Maxim Sidorenko Tobias Wehrli Linjedommere: Nicolas Fluri Andreas Malmqvist |
| 14 min                                                                                  | Strafminutter       | 6 min                                                           |             | Dommer: Maxim Sidorenko Tobias Wehrli Linjedommere: Nicolas Fluri Andreas Malmqvist |
| 14                                                                                      | Skud                | 33                                                              |             | Dommer: Maxim Sidorenko Tobias Wehrli Linjedommere: Nicolas Fluri Andreas Malmqvist |

| 15. maj 2016 20:15 | Slovakiet | 0–5 (0–0, 0–2. 0–3) | Finland | Sportivnyj Kompleks Jubilejnyj, Sankt Petersborg Tilskuere: 5.679 |

| Rapport | Rapport             | Rapport | Rapport     | Rapport                                                                   |
| ------- | ------------------- | --- | ----------- | ------------------------------------------------------------------------- |
|         | Július Hudáček      | Målmænd | Juuse Saros | Dommer: Linus Ohlund Marc Wiegand Linjedommere: Jon Killian Judson Ritter |
|         | 0–1 0–2 0–3 0–4 0–5 | 31:07 – Koivu (Lindell, Aho) (PP) 31:47 – Pihlström (Sallinen, Pokka) 46:46 – Barkov (Hietanen, Jaakola) (EA) 59:45 – Jokinen (Hietanen, Barkov) (PP) 59:57 – Laine (Barkov) |             | Dommer: Linus Ohlund Marc Wiegand Linjedommere: Jon Killian Judson Ritter |
| 8 min   | Strafminutter       | 4 min |             | Dommer: Linus Ohlund Marc Wiegand Linjedommere: Jon Killian Judson Ritter |
| 14      | Skud                | 35 |             | Dommer: Linus Ohlund Marc Wiegand Linjedommere: Jon Killian Judson Ritter |

| 16. maj 2016 16:15 | Canada | 4–0 (1–0, 1–0, 2–0) | Frankrig | Sportivnyj Kompleks Jubilejnyj, Sankt Petersborg Tilskuere: 5.219 |

| Rapport | Rapport         | Rapport | Rapport        | Rapport                                                                        |
| --- | --------------- | ------- | -------------- | ------------------------------------------------------------------------------ |
| | Calvin Pickard  | Målmænd | Ronan Quemener | Dommer: Antonín Jeřábek Linus Ohlund Linjedommere: Jon Killian Sakari Suominen |
| Stone (Hall, McDavid) (PP) – 08:32 Duchene (Perry, Ellis) – 35:26 Scheifele (Stone, Marchand) – 43:51 Perry (O'Reilly, Gallagher) – 54:45 | 1–0 2–0 3–0 4–0 |         |                | Dommer: Antonín Jeřábek Linus Ohlund Linjedommere: Jon Killian Sakari Suominen |
| 4 min | Strafminutter   | 8 min   |                | Dommer: Antonín Jeřábek Linus Ohlund Linjedommere: Jon Killian Sakari Suominen |
| 46 | Skud            | 13      |                | Dommer: Antonín Jeřábek Linus Ohlund Linjedommere: Jon Killian Sakari Suominen |

| 16. maj 2016 20:15 | Tyskland | 4–2 (0–1. 1–0, 3–1) | Ungarn | Sportivnyj Kompleks Jubilejnyj, Sankt Petersborg Tilskuere: 5.038 |

| Rapport                                                                                                 | Rapport                 | Rapport                                          | Rapport      | Rapport                                                                         |
| --- | ----------------------- | ------------------------------------------------ | ------------ | ------------------------------------------------------------------------------- |
| | Thomas Greiss           | Målmænd                                          | Miklós Rajna | Dommer: Martin Fraňo Konstantin Olenin Linjedommere: Roman Kaderli Gleb Lazarev |
| Hager (PP) – 31:42 Reul – 41:22 Braun (Akdag, Draisaitl) – 57:24 Goc (Seidenberg, Greiss) (ENG) – 59:27 | 0–1 1–1 2–1 2–2 3–2 4–2 | 09:09 – Sofron (Bartalis) 45:14 – Wehrs (Magosi) |              | Dommer: Martin Fraňo Konstantin Olenin Linjedommere: Roman Kaderli Gleb Lazarev |
| 4 min                                                                                                   | Strafminutter           | 8 min                                            |              | Dommer: Martin Fraňo Konstantin Olenin Linjedommere: Roman Kaderli Gleb Lazarev |
| 34 | Skud                    | 16                                               |              | Dommer: Martin Fraňo Konstantin Olenin Linjedommere: Roman Kaderli Gleb Lazarev |

| 17. maj 2016 12:15 | USA | 2–3 OT (0–1. 1–0, 1–1) OT (0–1) | Slovakiet | Sportivnyj Kompleks Jubilejnyj, Sankt Petersborg Tilskuere: 5.080 |

| Rapport                                                           | Rapport             | Rapport                                                                                       | Rapport        | Rapport                                                                            |
| ----------------------------------------------------------------- | ------------------- | --------------------------------------------------------------------------------------------- | -------------- | ---------------------------------------------------------------------------------- |
|                                                                   | Keith Kinkaid       | Målmænd                                                                                       | Július Hudáček | Dommer: Antonín Jeřábek Maxim Sidorenko Linjedommere: Gleb Lazarev Sakari Suominen |
| Nelson (Warsofsky, Vatrano) (PP) – 27:15 Foligno (Larkin) – 42:53 | 0–1 1–1 2–1 2–2 2–3 | 18:39 – Jaroš (Viedenský) 52:14 – Skalický (Marcinko, Graňák) 60:59 – Daňo (Švarný, Meszároš) |                | Dommer: Antonín Jeřábek Maxim Sidorenko Linjedommere: Gleb Lazarev Sakari Suominen |
| 10 min                                                            | Strafminutter       | 4 min                                                                                         |                | Dommer: Antonín Jeřábek Maxim Sidorenko Linjedommere: Gleb Lazarev Sakari Suominen |
| 25                                                                | Skud                | 30                                                                                            |                | Dommer: Antonín Jeřábek Maxim Sidorenko Linjedommere: Gleb Lazarev Sakari Suominen |

| 17. maj 2016 16:15 | Hviderusland | 3–0 (0–0, 2–0, 1–0) | Frankrig | Sportivnyj Kompleks Jubilejnyj, Sankt Petersborg Tilskuere: 4.895 |

| Rapport                                                                                          | Rapport       | Rapport | Rapport        | Rapport                                                                         |
| ------------------------------------------------------------------------------------------------ | ------------- | ------- | -------------- | ------------------------------------------------------------------------------- |
|                                                                                                  | Vitali Koval  | Målmænd | Cristobal Huet | Dommer: Martin Fraňo Linus Ohlund Linjedommere: Roman Kaderli Andreas Malmqvist |
| Stas (Linglet, Gotovets) – 25:12 Platt (Linglet, Gotovets) – 38:23 Stas (Linglet, Platt) – 44:59 | 1–0 2–0 3–0   |         |                | Dommer: Martin Fraňo Linus Ohlund Linjedommere: Roman Kaderli Andreas Malmqvist |
| 12 min                                                                                           | Strafminutter | 12 min  |                | Dommer: Martin Fraňo Linus Ohlund Linjedommere: Roman Kaderli Andreas Malmqvist |
| 32                                                                                               | Skud          | 21      |                | Dommer: Martin Fraňo Linus Ohlund Linjedommere: Roman Kaderli Andreas Malmqvist |

| 17. maj 2016 20:15 | Canada | 0–4 (0–0, 0–3. 0–1) | Finland | Sportivnyj Kompleks Jubilejnyj, Sankt Petersborg Tilskuere: 5.890 |

| Rapport | Rapport         | Rapport                                                                                                  | Rapport        | Rapport                                                                         |
| ------- | --------------- | --- | -------------- | ------------------------------------------------------------------------------- |
|         | Cam Talbot      | Målmænd                                                                                                  | Mikko Koskinen | Dommer: Roman Gofman Tobias Wehrli Linjedommere: Miroslav Lhotský Judson Ritter |
|         | 0–1 0–2 0–3 0–4 | 26:10 – Kivistö (Rantanen) 36:03 – Komarov (Granlund) 38:50 – Pyörälä (Aho) 42:32 – Koskiranta (Pyörälä) |                | Dommer: Roman Gofman Tobias Wehrli Linjedommere: Miroslav Lhotský Judson Ritter |
| 12 min  | Strafminutter   | 4 min |                | Dommer: Roman Gofman Tobias Wehrli Linjedommere: Miroslav Lhotský Judson Ritter |
| 21      | Skud            | 19 |                | Dommer: Roman Gofman Tobias Wehrli Linjedommere: Miroslav Lhotský Judson Ritter |

## Slutspillet

### Kvalificerede hold
| Gruppe | Vindere  | Andenplads | Tredieplads | Fjerdeplads |
| ------ | -------- | ---------- | ----------- | ----------- |
| A      | Tjekkiet | Rusland    | Sverige     | Danmark     |
| B      | Finland  | Canada     | Tyskland    | USA         |

## Playoff runde
|  | Kvartfinale |             |             |  |     |            |            |            |  |                   |                   |                   |   |
|  | A1          | Tjekkiet    | 1           |  |     |            |            |            |  |                   |                   |                   |   |
|  | B4          | USA         | 2           |  |     | Semifinale | Semifinale | Semifinale |  |                   |                   |                   |   |
|  |             |             |             |  |     | KF1        | USA        | 3          |  |                   |                   |                   |   |
|  | Kvartfinale | Kvartfinale | Kvartfinale |  | KF2 | Canada     | 4          |            |  |                   |                   |                   |   |
|  | B2          | Canada      | 6           |  |     |            |            |            |  |                   |                   |                   |   |
|  | A3          | Sverige     | 0           |  |     |            |            |            |  | Finale            | Finale            | Finale            |   |
|  |             |             |             |  |     |            |            |            |  |                   | SF1               | Canada            | 2 |
|  | Kvartfinale | Kvartfinale | Kvartfinale |  |     |            |            |            |  |                   | SF2               | Finland           | 0 |
|  | B1          | Finland     | 5           |  |     |            |            |            |  |                   |                   |                   |   |
|  | A4          | Danmark     | 1           |  |     | Semifinale | Semifinale | Semifinale |  | Bronzemedaljekamp | Bronzemedaljekamp | Bronzemedaljekamp |   |
|  |             |             |             |  |     | KF3        | Finland    | 3          |  | SF1               | USA               | 2                 |   |
|  | Kvartfinale | Kvartfinale | Kvartfinale |  | KF4 | Rusland    | 1          |            |  | SF2               | Rusland           | 7                 |   |
|  | A2          | Rusland     | 4           |  |     |            |            |            |  |                   |                   |                   |   |
|  | B3          | Tyskland    | 1           |  |     |            |            |            |  |                   |                   |                   |   |

Alle tider er lokale (Moskva-tid UTC+3).

## Kvartfinaler
| 19. maj 2016 16:15 | Tjekkiet | 1 – 2 GWS (1–0, 0–1, 0–0, 0–0) (GWS: 0/3–1/3) | USA | VTB Ice Palace, Moskva Tilskuere: 7.853 |

|                                            | Dominik Furch                        | Målmænd                                                | Keith Kinkaid | · Linjedommere: · RUS Aleksandr Otmakhov (Rusland) · SWE Henrik Pihlblad (Sverige) |
| Zohorna (PS) – 15:23 Kašpar Koukal Zohorna | 1 – 0 1 – 1 Straffeslag: 0 – 0 0 – 1 | 21:27 – Matthews (Vatrano, Wideman) Hendricks Matthews |               | · Linjedommere: · RUS Aleksandr Otmakhov (Rusland) · SWE Henrik Pihlblad (Sverige) |
| 12 min                                     | Strafminutter                        | 12 min                                                 |               | · Linjedommere: · RUS Aleksandr Otmakhov (Rusland) · SWE Henrik Pihlblad (Sverige) |
| 32                                         | Skud                                 | 28                                                     |               | · Linjedommere: · RUS Aleksandr Otmakhov (Rusland) · SWE Henrik Pihlblad (Sverige) |

| 19. maj 2016 16:15 | Finland | 5 – 1 (1–0, 2–1, 2–0) | Danmark | Sportivnyj Kompleks Jubilejnyj, Sankt Petersborg Tilskuere: 5.038 |

| | Mikko Koskinen                      | Målmænd                                   | Sebastian Dahm |  |
| Granlund (Koivu, Komarov) – 14:29 Koskiranta (Pyörälä, Ohtamaa) – 21:45 Laine (Hietanen, Jaakola) – 38:57 Jokinen (Koivu) (ENG) – 57:46 Granlund – 58:07 | 1 – 0 2 – 0 2 – 1 3 – 1 4 – 1 5 – 1 | 31:42 – Eller (Christensen, Ehlers) (PP1) |                |  |
| 6 min | Strafminutter                       | 6 min                                     |                |  |
| 28 | Skud                                | 17                                        |                |  |

| 19. maj 2016 20:15 | Rusland | 20:15 | Tyskland | VTB Ice Palace, Moskva |

| 19. maj 2016 20:15 | Canada | 20:15 | Sverige | Sportivnyj Kompleks Jubilejnyj, Sankt Petersborg |

## Endelige placeringer
| Pos | Grp | Hold         | K  | V | OTV | OTT | T | MF | MM | M+/- | P  | Endeligt resultat        |
| --- | --- | ------------ | -- | - | --- | --- | - | -- | -- | ---- | -- | ------------------------ |
| 1   | B   | Canada       | 10 | 9 | 0   | 0   | 1 | 46 | 11 | +35  | 27 | Mestre                   |
| 2   | B   | Finland      | 10 | 9 | 0   | 0   | 1 | 37 | 10 | +27  | 27 | Andenplads               |
| 3   | A   | Rusland      | 10 | 8 | 0   | 0   | 2 | 44 | 16 | +28  | 24 | Tredjeplads              |
| 4   | B   | USA          | 10 | 3 | 1   | 1   | 5 | 29 | 30 | −1   | 12 | Fjerdeplads              |
|     |     |              |    |   |     |     |   |    |    |      |    |                          |
| 5   | A   | Tjekkiet     | 8  | 5 | 1   | 2   | 0 | 28 | 14 | +14  | 19 | Slået ud i Kvartfinaler  |
| 6   | A   | Sverige      | 8  | 3 | 2   | 0   | 3 | 23 | 24 | −1   | 13 | Slået ud i Kvartfinaler  |
| 7   | B   | Tyskland     | 8  | 4 | 0   | 1   | 3 | 23 | 24 | −1   | 13 | Slået ud i Kvartfinaler  |
| 8   | A   | Danmark      | 8  | 2 | 2   | 1   | 3 | 18 | 27 | −9   | 11 | Slået ud i Kvartfinaler  |
|     |     |              |    |   |     |     |   |    |    |      |    |                          |
| 9   | B   | Slovakiet    | 7  | 2 | 1   | 0   | 4 | 15 | 23 | −8   | 8  | Slået ud i Gruppespillet |
| 10  | A   | Norge        | 7  | 2 | 1   | 0   | 4 | 13 | 22 | −9   | 8  | Slået ud i Gruppespillet |
| 11  | A   | Schweiz      | 7  | 1 | 1   | 3   | 2 | 20 | 26 | −6   | 8  | Slået ud i Gruppespillet |
| 12  | B   | Hviderusland | 7  | 2 | 0   | 0   | 5 | 16 | 32 | −16  | 6  | Slået ud i Gruppespillet |
| 13  | A   | Letland      | 7  | 1 | 0   | 3   | 3 | 13 | 22 | −9   | 6  | Slået ud i Gruppespillet |
| 14  | B   | Frankrig     | 7  | 1 | 1   | 0   | 5 | 11 | 23 | −12  | 5  | Slået ud i Gruppespillet |
|     |     |              |    |   |     |     |   |    |    |      |    |                          |
| 15  | B   | Ungarn       | 7  | 1 | 0   | 0   | 6 | 12 | 31 | −19  | 3  | VM i ishockey 2017       |
| 16  | A   | Kasakhstan   | 7  | 0 | 1   | 0   | 6 | 15 | 28 | −13  | 2  | VM i ishockey 2017       |

## 1. division
1. division bestod af to grupper, der hver især var hhv. andet og tredje niveau i VM-hierarkiet.

### Gruppe A
1. division gruppe A er andet niveau af VM-hierarkiet. Turneringen har deltagelse af seks hold, der spiller en enkeltturnering alle-mod-alle, og den bliver afviklet i Spodek i Katowice, Polen i perioden 23. - 29. april 2016.

#### Stilling
| Pos | Hold          | K | V | OTV | OTT | T | MF | MM | M+/- | P  | Kvalifikation eller nedrykning   |
| --- | ------------- | - | - | --- | --- | - | -- | -- | ---- | -- | -------------------------------- |
| 1   | Slovenien (O) | 5 | 4 | 0   | 0   | 1 | 18 | 8  | +10  | 12 | Oprykning til VM i Ishockey 2017 |
| 2   | Italien (O)   | 5 | 3 | 0   | 0   | 2 | 11 | 10 | +1   | 9  | Oprykning til VM i Ishockey 2017 |
| 3   | Polen         | 5 | 3 | 0   | 0   | 2 | 17 | 12 | +5   | 9  |                                  |
| 4   | Østrig        | 5 | 2 | 1   | 0   | 2 | 11 | 8  | +3   | 8  |                                  |
| 5   | Sydkorea      | 5 | 2 | 0   | 1   | 2 | 11 | 11 | 0    | 7  |                                  |
| 6   | Japan         | 5 | 0 | 0   | 0   | 5 | 7  | 26 | −19  | 0  | Nedrykning til Division II A     |

1. 1 2  Italien foran Polen på grund af indbyrdes opgør: Italien 3–1 Polen

#### Resultater
| 23. april 2016 13:00 | Japan | 1–7 (0–1, 0–4, 1–2) | Slovenien | Spodek, Katowice Tilskuere: 1,300 |

| Rapport                        | Rapport                         | Rapport | Rapport        | Rapport                                                                            |
| ------------------------------ | ------------------------------- | --- | -------------- | ---------------------------------------------------------------------------------- |
|                                | Yutaka Fukufuji Takuto Onoda    | Målmænd | Robert Kristan | Dommer: Mikko Kaukokari Marian Rohatsch Linjedommere: Henrik Haurum Anton Semjonov |
| Kuji (Taka. Yamashita) – 54:46 | 0–1 0–2 0–3 0–4 0–5 1–5 1–6 1–7 | 07:35 – Urbas (Pance, Kovačevič) 21:40 – Urbas (Repe, Verlič) (PP) 29:31 – Verlič (Urbas, Kristan) (PP) 33:19 – Mušič (Ograjenšek, Kuralt) 39:17 – Verlič (Urbas, Pance) 57:18 – Ograjenšek (Mušič) 58:12 – Pance (Urbas, Verlič) |                | Dommer: Mikko Kaukokari Marian Rohatsch Linjedommere: Henrik Haurum Anton Semjonov |
| 14 min                         | Strafminutter                   | 8 min |                | Dommer: Mikko Kaukokari Marian Rohatsch Linjedommere: Henrik Haurum Anton Semjonov |
| 9                              | Skud                            | 29 |                | Dommer: Mikko Kaukokari Marian Rohatsch Linjedommere: Henrik Haurum Anton Semjonov |

| 23. april 2016 16:30 | Italien | 3–1 (1–0, 1–1, 1–0) | Polen | Spodek, Katowice Tilskuere: 8,500 |

| Rapport                                                                              | Rapport         | Rapport                             | Rapport            | Rapport                                                                        |
| ------------------------------------------------------------------------------------ | --------------- | ----------------------------------- | ------------------ | ------------------------------------------------------------------------------ |
|                                                                                      | Andreas Bernard | Målmænd                             | Przemysław Odrobny | Dommer: Jonathan Alarie Artur Kulev Linjedommere: Kriss Kupcus Joep Leermakers |
| Ramoser (Gander) – 12:25 Frigo (D. Kostner, S. Kostner) – 36:19 Larkin (ENG) – 59:58 | 1–0 1–1 2–1 3–1 | 30:13 – Malasiński (Dronia, Zapała) |                    | Dommer: Jonathan Alarie Artur Kulev Linjedommere: Kriss Kupcus Joep Leermakers |
| 6 min                                                                                | Strafminutter   | 12 min                              |                    | Dommer: Jonathan Alarie Artur Kulev Linjedommere: Kriss Kupcus Joep Leermakers |
| 33                                                                                   | Skud            | 26                                  |                    | Dommer: Jonathan Alarie Artur Kulev Linjedommere: Kriss Kupcus Joep Leermakers |

| 23. april 2016 20:00 | Sydkorea | 2–3 GWS (1–0, 1–0, 0–2) (OT 0–0) (SO: 0–1) | Østrig | Spodek, Katowice Tilskuere: 2,000 |

| Rapport                                                           | Rapport                   | Rapport                                                            | Rapport            | Rapport                                                                   |
| ----------------------------------------------------------------- | ------------------------- | ------------------------------------------------------------------ | ------------------ | ------------------------------------------------------------------------- |
|                                                                   | Matt Dalton               | Målmænd                                                            | Bernhard Starkbaum | Dommer: Stephen Reneau Robin Šír Linjedommere: Artur Hyliński Yakov Paley |
| Swift – 16:05 Kim K. (Kim S., Young) – 35:50 Swift Shin S. Kim S. | 1–0 2–0 2–1 2–2 Shootout: | 44:50 – Schlacher (Lebler) (PP2) 56:05 – M. Geier Komarek M. Geier |                    | Dommer: Stephen Reneau Robin Šír Linjedommere: Artur Hyliński Yakov Paley |
| 10 min                                                            | Strafminutter             | 2 min                                                              |                    | Dommer: Stephen Reneau Robin Šír Linjedommere: Artur Hyliński Yakov Paley |
| 28                                                                | Skud                      | 39                                                                 |                    | Dommer: Stephen Reneau Robin Šír Linjedommere: Artur Hyliński Yakov Paley |

| 24. april 2016 13:00 | Slovenien | 3–1 (1–0, 0–1, 2–0) | Italien | Spodek, Katowice Tilskuere: 2,000 |

| Rapport | Rapport         | Rapport                           | Rapport           | Rapport                                                                     |
| --- | --------------- | --------------------------------- | ----------------- | --------------------------------------------------------------------------- |
| | Gašper Krošelj  | Målmænd                           | Frederic Cloutier | Dommer: Trpimir Piragić Robin Šír Linjedommere: Artur Hyliński Martin Korba |
| Repe (Urbas) (PP) – 13:15 Jeglič (Kovačevič, Tičar) (PP) – 45:23 Kovačevič (Tičar, Ograjenšek) (PP, ENG) – 59:33 | 1–0 1–1 2–1 3–1 | 26:47 – Scandella (Frigo, Helfer) |                   | Dommer: Trpimir Piragić Robin Šír Linjedommere: Artur Hyliński Martin Korba |
| 4 min | Strafminutter   | 10 min                            |                   | Dommer: Trpimir Piragić Robin Šír Linjedommere: Artur Hyliński Martin Korba |
| 40 | Skud            | 24                                |                   | Dommer: Trpimir Piragić Robin Šír Linjedommere: Artur Hyliński Martin Korba |

| 24. april 2016 16:30 | Polen | 1–4 (0–0, 0–2, 1–2) | Sydkorea | Spodek, Katowice Tilskuere: 6,500 |

| Rapport        | Rapport             | Rapport | Rapport     | Rapport                                                                            |
| -------------- | ------------------- | --- | ----------- | ---------------------------------------------------------------------------------- |
|                | Przemysław Odrobny  | Målmænd | Matt Dalton | Dommer: Mikko Kaukokari Marian Rohatsch Linjedommere: Henrik Haurum Anton Semjonov |
| Pasiut – 48:51 | 0–1 0–2 1–2 1–3 1–4 | 21:24 – Swift (Shin S., Cho) 24:04 – Swift (Shin S.) 50:13 – Swift (Lee D., Cho) 58:45 – Kim S. (Kim K.) (ENG) |             | Dommer: Mikko Kaukokari Marian Rohatsch Linjedommere: Henrik Haurum Anton Semjonov |
| 6 min          | Strafminutter       | 4 min |             | Dommer: Mikko Kaukokari Marian Rohatsch Linjedommere: Henrik Haurum Anton Semjonov |
| 33             | Skud                | 31 |             | Dommer: Mikko Kaukokari Marian Rohatsch Linjedommere: Henrik Haurum Anton Semjonov |

| 24. april 2016 20:00 | Østrig | 3–1 (1–1, 0–0, 2–0) | Japan | Spodek, Katowice Tilskuere: 1,000 |

| Rapport | Rapport            | Rapport                                             | Rapport      | Rapport                                                                       |
| --- | ------------------ | --------------------------------------------------- | ------------ | ----------------------------------------------------------------------------- |
| | Bernhard Starkbaum | Målmænd                                             | Takuto Onoda | Dommer: Artur Kulev Stephen Reneau Linjedommere: Kriss Kupcus Joep Leermakers |
| N. Petrik (S. Geier, Schiechl) – 02:49 Lebler (M. Geier, Herburger) – 43:31 Herburger (Lebler, M. Geier) – 50:05 | 1–0 1–1 2–1 3–1    | 17:50 – Takahashi (Taka. Yamashita, Nishiwaki) (PP) |              | Dommer: Artur Kulev Stephen Reneau Linjedommere: Kriss Kupcus Joep Leermakers |
| 6 min | Strafminutter      | 2 min                                               |              | Dommer: Artur Kulev Stephen Reneau Linjedommere: Kriss Kupcus Joep Leermakers |
| 37 | Skud               | 27                                                  |              | Dommer: Artur Kulev Stephen Reneau Linjedommere: Kriss Kupcus Joep Leermakers |

| 26. april 2016 13:00 | Sydkorea | 3–0 (3–0, 0–0, 0–0) | Japan | Spodek, Katowice Tilskuere: 1,500 |

| Rapport                                                                                         | Rapport       | Rapport | Rapport                  | Rapport                                                                         |
| ----------------------------------------------------------------------------------------------- | ------------- | ------- | ------------------------ | ------------------------------------------------------------------------------- |
|                                                                                                 | Matt Dalton   | Målmænd | Shun Hitomi Takuto Onoda | Dommer: Jonathan Alarie Mikko Kaukokari Linjedommere: Martin Korba Kriss Kupcus |
| Swift (Lee D.) (PP) – 04:18 Kim K. (Kim S., Kim W.) – 05:32 Shin S. (Cho, Shin H.) (PP) – 11:10 | 1–0 2–0 3–0   |         |                          | Dommer: Jonathan Alarie Mikko Kaukokari Linjedommere: Martin Korba Kriss Kupcus |
| 43 min                                                                                          | Strafminutter | 10 min  |                          | Dommer: Jonathan Alarie Mikko Kaukokari Linjedommere: Martin Korba Kriss Kupcus |
| 32                                                                                              | Skud          | 29      |                          | Dommer: Jonathan Alarie Mikko Kaukokari Linjedommere: Martin Korba Kriss Kupcus |

| 26. april 2016 16:30 | Østrig | 4–2 (1–0, 2–0, 1–2) | Italien | Spodek, Katowice Tilskuere: 1,500 |

| Rapport | Rapport                 | Rapport                                                                  | Rapport         | Rapport                                                                         |
| --- | ----------------------- | ------------------------------------------------------------------------ | --------------- | ------------------------------------------------------------------------------- |
| | Bernhard Starkbaum      | Målmænd                                                                  | Andreas Bernard | Dommer: Artur Kulev Trpimir Piragić Linjedommere: Henrik Haurum Joep Leermakers |
| Kristler (Hofer, Ulmer) – 12:21 Kristler (Hofer) – 30:46 Komarek (Ulmer, Pallestrang) (PP) – 39:10 Bacher (Haudum, Schiechl) – 46:16 | 1–0 2–0 3–0 4–0 4–1 4–2 | 53:09 – Egger (Traversa, D. Kostner) (PP) 57:24 – Helfer (Hofer, Gander) |                 | Dommer: Artur Kulev Trpimir Piragić Linjedommere: Henrik Haurum Joep Leermakers |
| 10 min | Strafminutter           | 6 min                                                                    |                 | Dommer: Artur Kulev Trpimir Piragić Linjedommere: Henrik Haurum Joep Leermakers |
| 26 | Skud                    | 22                                                                       |                 | Dommer: Artur Kulev Trpimir Piragić Linjedommere: Henrik Haurum Joep Leermakers |

| 26. april 2016 20:00 | Slovenien | 1–4 (1–1, 0–3, 0–0) | Polen | Spodek, Katowice Tilskuere: 6,500 |

| Rapport                       | Rapport                       | Rapport | Rapport            | Rapport                                                                         |
| ----------------------------- | ----------------------------- | --- | ------------------ | ------------------------------------------------------------------------------- |
|                               | Robert Kristan Gašper Krošelj | Målmænd | Rafał Radziszewski | Dommer: Stephen Reneau Marian Rohatsch Linjedommere: Yakov Paley Anton Semjonov |
| Jeglič (Sabolič) (PP) – 06:50 | 0–1 1–1 1–2 1–3 1–4           | 03:54 – Malasiński (Dronia) 23:48 – Łopuski (Wronka, Kolusz) (PP) 27:39 – Malasiński (Wronka, Bryk) 38:09 – Malasiński (Pociecha, Zapała) |                    | Dommer: Stephen Reneau Marian Rohatsch Linjedommere: Yakov Paley Anton Semjonov |
| 8 min                         | Strafminutter                 | 16 min |                    | Dommer: Stephen Reneau Marian Rohatsch Linjedommere: Yakov Paley Anton Semjonov |
| 33                            | Skud                          | 26 |                    | Dommer: Stephen Reneau Marian Rohatsch Linjedommere: Yakov Paley Anton Semjonov |

| 27. april 2016 13:00 | Japan | 1–3 (1–1, 0–2, 0–0) | Italien | Spodek, Katowice Tilskuere: 1,500 |

| Rapport                         | Rapport         | Rapport                                                                                           | Rapport           | Rapport                                                                           |
| ------------------------------- | --------------- | ------------------------------------------------------------------------------------------------- | ----------------- | --------------------------------------------------------------------------------- |
|                                 | Takuto Onoda    | Målmænd                                                                                           | Frederic Cloutier | Dommer: Stephen Reneau Marian Rohatsch Linjedommere: Henrik Haurum Artur Hyliński |
| Kuji (Obara, Takahashi) – 08:48 | 1–0 1–1 1–2 1–3 | 13:20 – S. Kostner (Frigo, Hofer) 27:29 – Bernard (Gander) 37:16 – Ramoser (Scandella, Marchetti) |                   | Dommer: Stephen Reneau Marian Rohatsch Linjedommere: Henrik Haurum Artur Hyliński |
| 4 min                           | Strafminutter   | 6 min                                                                                             |                   | Dommer: Stephen Reneau Marian Rohatsch Linjedommere: Henrik Haurum Artur Hyliński |
| 25                              | Skud            | 39                                                                                                |                   | Dommer: Stephen Reneau Marian Rohatsch Linjedommere: Henrik Haurum Artur Hyliński |

| 27. april 2016 16:30 | Slovenien | 5–1 (2–1, 2–0, 1–0) | Sydkorea | Spodek, Katowice Tilskuere: 2,500 |

| Rapport | Rapport                 | Rapport                 | Rapport     | Rapport                                                                 |
| --- | ----------------------- | ----------------------- | ----------- | ----------------------------------------------------------------------- |
| | Gašper Krošelj          | Målmænd                 | Matt Dalton | Dommer: Artur Kulev Robin Šir Linjedommere: Joep Leermakers Yakov Paley |
| Sabolič (Kovačević) (PP) – 08:59 Kuralt (Ograjenšek, Pretnar) – 19:31 Mušič (Kuralt, Ograjenšek) – 26:32 Tičar (Jeglič) – 34:21 Pretnar (Hebar, Kuralt) – 51:31 | 0–1 1–1 2–1 3–1 4–1 5–1 | 00:40 – Kim K. (Kim S.) |             | Dommer: Artur Kulev Robin Šir Linjedommere: Joep Leermakers Yakov Paley |
| 12 min | Strafminutter           | 14 min                  |             | Dommer: Artur Kulev Robin Šir Linjedommere: Joep Leermakers Yakov Paley |
| 26 | Skud                    | 26                      |             | Dommer: Artur Kulev Robin Šir Linjedommere: Joep Leermakers Yakov Paley |

| 27. april 2016 20:00 | Polen | 1–0 (1–0, 0–0, 0–0) | Østrig | Spodek, Katowice Tilskuere: 7,500 |

| Rapport                      | Rapport            | Rapport | Rapport            | Rapport                                                                          |
| ---------------------------- | ------------------ | ------- | ------------------ | -------------------------------------------------------------------------------- |
|                              | Przemysław Odrobny | Målmænd | Bernhard Starkbaum | Dommer: Jonathan Alarie Trpimir Piragić Linjedommere: Martin Korba Kriss Kupcusk |
| Pasiut (Chmielewski) – 12:34 | 1–0                |         |                    | Dommer: Jonathan Alarie Trpimir Piragić Linjedommere: Martin Korba Kriss Kupcusk |
| 20 min                       | Strafminutter      | 18 min  |                    | Dommer: Jonathan Alarie Trpimir Piragić Linjedommere: Martin Korba Kriss Kupcusk |
| 27                           | Skud               | 29      |                    | Dommer: Jonathan Alarie Trpimir Piragić Linjedommere: Martin Korba Kriss Kupcusk |

| 29. april 2016 13:00 | Italien | 2–1 (1–0, 0–0, 1–1) | Sydkorea | Spodek, Katowice Tilskuere: 2,500 |

| Rapport                                                | Rapport         | Rapport                             | Rapport     | Rapport                                                                          |
| ------------------------------------------------------ | --------------- | ----------------------------------- | ----------- | -------------------------------------------------------------------------------- |
|                                                        | Andreas Bernard | Målmænd                             | Matt Dalton | Dommer: Trpimir Piragić Stephen Reneau Linjedommere: Artur Hyliński Martin Korba |
| Ramoser (Larkin, Scandella) (PP) – 02:38 Tudin – 54:35 | 1–0 2–0 2–1     | 56:13 – Regan (Kim W., Kim K.) (EA) |             | Dommer: Trpimir Piragić Stephen Reneau Linjedommere: Artur Hyliński Martin Korba |
| 8 min                                                  | Strafminutter   | 10 min                              |             | Dommer: Trpimir Piragić Stephen Reneau Linjedommere: Artur Hyliński Martin Korba |
| 29                                                     | Skud            | 27                                  |             | Dommer: Trpimir Piragić Stephen Reneau Linjedommere: Artur Hyliński Martin Korba |

| 29. april 2016 16:30 | Østrig | 1–2 (1–1, 0–1, 0–0) | Slovenien | Spodek, Katowice Tilskuere: 4,000 |

| Rapport                          | Rapport            | Rapport                                                                  | Rapport        | Rapport                                                                             |
| -------------------------------- | ------------------ | ------------------------------------------------------------------------ | -------------- | ----------------------------------------------------------------------------------- |
|                                  | Bernhard Starkbaum | Målmænd                                                                  | Gašper Krošelj | Dommer: Mikko Kaukokari Marian Rohatsch Linjedommere: Henrik Haurum Joep Leermakers |
| Komarek (Schlacher) (PP) – 05:49 | 1–0 1–1 1–2        | 10:58 – Sabolić (Jeglič, Tičar) 27:29 – Ograjenšek (Mušić, Pretnar) (PP) |                | Dommer: Mikko Kaukokari Marian Rohatsch Linjedommere: Henrik Haurum Joep Leermakers |
| 33 min                           | Strafminutter      | 8 min                                                                    |                | Dommer: Mikko Kaukokari Marian Rohatsch Linjedommere: Henrik Haurum Joep Leermakers |
| 27                               | Skud               | 23                                                                       |                | Dommer: Mikko Kaukokari Marian Rohatsch Linjedommere: Henrik Haurum Joep Leermakers |

| 29. april 2016 20:00 | Polen | 10–4 (6–1, 1–1, 3–2) | Japan | Spodek, Katowice Tilskuere: 8,500 |

| Rapport | Rapport                                                  | Rapport | Rapport                  | Rapport                                                                    |
| --- | -------------------------------------------------------- | --- | ------------------------ | -------------------------------------------------------------------------- |
| | Przemysław Odrobny                                       | Målmænd | Takuto Onoda Shun Hitomi | Dommer: Jonathan Alarie Robin Šír Linjedommere: Yakov Paley Anton Semjonov |
| Wronka (Bychawski, Zapała) – 00:50 Chmielewski (Pasiut, Łopuski) (PP) – 03:58 Malasiński (Zapała, Kruczek) (SH) – 06:42 Kruczek (Dziubiński) – 10:35 Pasiut (SH) – 12:27 Dziubiński (Kolusz) – 17:52 Bagiński (Kotlorz, Bychawski) – 23:15 Chmielewski (Dronia, Kruczek) (PP) – 44:00 Dronia (Zapała) – 55:34 Wajda (Borzęcki, Wronka) (PP) – 59:48 | 1–0 2–0 3–0 4–0 5–0 6–0 6–1 7–1 7–2 7–3 8–3 8–4 9–4 10–4 | 19:56 – Ueno (Takahashi, Taka. Yamashita) 25:47 – Kawai (Haga, Yanadori) (PP) 41:39 – Obara (Terao) 44:46 – Nishiwaki (Takahashi, Tanaka) (PP) |                          | Dommer: Jonathan Alarie Robin Šír Linjedommere: Yakov Paley Anton Semjonov |
| 10 min | Strafminutter                                            | 12 min |                          | Dommer: Jonathan Alarie Robin Šír Linjedommere: Yakov Paley Anton Semjonov |
| 51 | Skud                                                     | 22 |                          | Dommer: Jonathan Alarie Robin Šír Linjedommere: Yakov Paley Anton Semjonov |

### Gruppe B
1. division gruppe B er tredje niveau af VM-hierarkiet. Turneringen har deltagelse af seks hold, der spiller en enkeltturnering alle-mod-alle, og den bliver afviklet i Zagreb, Kroatien i perioden 17. - 23. april 2016.

#### Stilling
| Pos | Hold           | K | V | OTV | OTT | T | MF | MM | M+/- | P  | Kvalifikation eller nedrykning |
| --- | -------------- | - | - | --- | --- | - | -- | -- | ---- | -- | ------------------------------ |
| 1   | Ukraine (O)    | 5 | 4 | 0   | 0   | 1 | 20 | 6  | +14  | 12 | Oprykning til Division I A     |
| 2   | Storbritannien | 5 | 3 | 1   | 0   | 1 | 23 | 7  | +16  | 11 |                                |
| 3   | Litauen        | 5 | 3 | 0   | 1   | 1 | 15 | 14 | +1   | 10 |                                |
| 4   | Kroatien       | 5 | 2 | 1   | 0   | 2 | 21 | 17 | +4   | 8  |                                |
| 5   | Estland        | 5 | 1 | 0   | 1   | 3 | 12 | 23 | −11  | 4  |                                |
| 6   | Rumænien       | 5 | 0 | 0   | 0   | 5 | 8  | 32 | −24  | 0  | Nedrykning til Division I B    |

#### Resultater
| 17. april 2016 13:00 | Estland | 2–7 (1–2, 1–4, 0–1) | Litauen | Dom Sportova, Zagreb Tilskuere: 95 |

| Rapport                                           | Rapport                               | Rapport | Rapport         | Rapport                                                          |
| ------------------------------------------------- | ------------------------------------- | --- | --------------- | ---------------------------------------------------------------- |
|                                                   | Villem-Henrik Koitmaa Daniil Seppenen | Målmænd | Artur Pavliukov | Dommer: Jimmy Bergamelli Linjedommere: Vanja Belić Damir Rakovič |
| Rooba (Petrov, Makrov) – 10:49 Rooba (PS) – 26:38 | 1–0 1–1 1–2 1–3 2–3 2–4 2–5 2–6 2–7   | 14:24 – Baltrukonis (Bendžius, Gintautas) 16:43 – Čižas (Ališauskas) 23:24 – Bogdziul (Bosas) (SH) 28:06 – Ališauskas (Verenis) (PP) 32:15 – Gintautas (Baltrukonis) 37:39 – Ališauskas (Kumeliauskas) (PP) 49:31 – Gintautas (Baltrukonis) (SH) |                 | Dommer: Jimmy Bergamelli Linjedommere: Vanja Belić Damir Rakovič |
| 6 min                                             | Strafminutter                         | 14 min |                 | Dommer: Jimmy Bergamelli Linjedommere: Vanja Belić Damir Rakovič |
| 30                                                | Skud                                  | 30 |                 | Dommer: Jimmy Bergamelli Linjedommere: Vanja Belić Damir Rakovič |

| 17. april 2016 16:30 | Rumænien | 1–6 (1–2, 0–1, 0–3) | Ukraine | Dom Sportova, Zagreb Tilskuere: 200 |

| Rapport                           | Rapport                     | Rapport | Rapport             | Rapport                                                                |
| --------------------------------- | --------------------------- | --- | ------------------- | ---------------------------------------------------------------------- |
|                                   | Gellért Ruczuj              | Målmænd | Eduard Zakharchenko | Dommer: Manuel Nikolic Linjedommere: Tomislav Grozaj Shunsuke Ichikawa |
| Peter (Papp, Mihály) (PP) – 16:18 | 0–1 0–2 1–2 1–3 1–4 1–5 1–6 | 05:10 – Petrangovsky (Gnidenko) 11:28 – Gavryk (Chernyshenko) 27:54 – Gavryk (Tymchenko) 42:24 – Pobyedonostsev (Mikhnov, Shafarenko) 44:03 – Zakharov (Babynets) 48:07 – Gnidenko (Bondaryev) (SH) |                     | Dommer: Manuel Nikolic Linjedommere: Tomislav Grozaj Shunsuke Ichikawa |
| 8 min                             | Strafminutter               | 12 min |                     | Dommer: Manuel Nikolic Linjedommere: Tomislav Grozaj Shunsuke Ichikawa |
| 12                                | Skud                        | 48 |                     | Dommer: Manuel Nikolic Linjedommere: Tomislav Grozaj Shunsuke Ichikawa |

| 17. april 2016 20:00 | Kroatien | 1–4 (1–1, 0–2, 0–1) | Storbritannien | Dom Sportova, Zagreb Tilskuere: 2,600 |

| Rapport                                  | Rapport             | Rapport | Rapport   | Rapport                                                             |
| ---------------------------------------- | ------------------- | --- | --------- | ------------------------------------------------------------------- |
|                                          | Mate Tomljenović    | Målmænd | Ben Bowns | Dommer: Mikael Holm Linjedommere: Franco Espinoza Markus Hägerström |
| Blagus (Jarčov, Jačmenjak) (PP2) – 14:05 | 0–1 1–1 1–2 1–3 1–4 | 11:27 – Dowd (O'Connor, Farmer) 24:12 – Weaver (Shields, Dowd) 35:43 – Peacock (Tait, Richardson) 48:29 – Shields (O'Connor, Dowd) |           | Dommer: Mikael Holm Linjedommere: Franco Espinoza Markus Hägerström |
| 22 min                                   | Strafminutter       | 26 min |           | Dommer: Mikael Holm Linjedommere: Franco Espinoza Markus Hägerström |
| 14                                       | Skud                | 29 |           | Dommer: Mikael Holm Linjedommere: Franco Espinoza Markus Hägerström |

| 18. april 2016 13:00 | Litauen | 5–1 (2–1, 1–0, 2–0) | Rumænien | Dom Sportova, Zagreb Tilskuere: 100 |

| Rapport | Rapport                 | Rapport                 | Rapport    | Rapport                                                               |
| --- | ----------------------- | ----------------------- | ---------- | --------------------------------------------------------------------- |
| | Artur Pavliukov         | Målmænd                 | Ottó Onodi | Dommer: Daniel Gamper Linjedommere: Tomislav Grozaj Markus Hägerström |
| Verenis (Čižas, Jasinevičius) – 05:30 Kieras (Ališauskas, Kumeliauskas) (PP) – 10:33 Alisaukas (Kieras, Bosas) (PP) – 29:28 Bosas (Bogdziul, Kumeliauskas) – 40:20 Katulis (Čižas, Fiščevas) (PP) – 58:04 | 1–0 2–0 2–1 3–1 4–1 5–1 | 14:17 – Lörincz (Fodor) |            | Dommer: Daniel Gamper Linjedommere: Tomislav Grozaj Markus Hägerström |
| 10 min | Strafminutter           | 14 min                  |            | Dommer: Daniel Gamper Linjedommere: Tomislav Grozaj Markus Hägerström |
| 37 | Skud                    | 19                      |            | Dommer: Daniel Gamper Linjedommere: Tomislav Grozaj Markus Hägerström |

| 18. april 2016 16:30 | Storbritannien | 4–3 OT (2–1, 1–1, 0–1) (OT 1–0) | Estland | Dom Sportova, Zagreb Tilskuere: 455 |

| Rapport                                                                                                   | Rapport                     | Rapport                                                                                        | Rapport               | Rapport                                                       |
| --- | --------------------------- | ---------------------------------------------------------------------------------------------- | --------------------- | ------------------------------------------------------------- |
| | Ben Bowns                   | Målmænd                                                                                        | Villem-Henrik Koitmaa | Dommer: Mikael Holm Linjedommere: Vanja Belić Franco Espinoza |
| Peacock (Cowley) – 00:26 Cowley (Dowd, O'Connor) – 12:43 Cowley (Tait) – 20:55 Dowd (Weaver) (PP) – 63:22 | 1–0 2–0 2–1 3–1 3–2 3–3 4–3 | 13:10 – Petrov (Lahesalu, Rooba) 33:11 – Petrov (Lahesalu) 53:05 – Makrov (Petrov, Rooba) (PP) |                       | Dommer: Mikael Holm Linjedommere: Vanja Belić Franco Espinoza |
| 22 min | Strafminutter               | 4 min                                                                                          |                       | Dommer: Mikael Holm Linjedommere: Vanja Belić Franco Espinoza |
| 37 | Skud                        | 28                                                                                             |                       | Dommer: Mikael Holm Linjedommere: Vanja Belić Franco Espinoza |

| 18. april 2016 20:00 | Ukraine | 4–1 (2–1, 2–0, 0–0) | Kroatien | Dom Sportova, Zagreb Tilskuere: 1,500 |

| Rapport | Rapport             | Rapport                  | Rapport          | Rapport                                                           |
| --- | ------------------- | ------------------------ | ---------------- | ----------------------------------------------------------------- |
| | Eduard Zakharchenko | Målmænd                  | Mate Tomljenović | Dommer: Jimmy Bergamelli Linjedommere: Park Jun-soo Damir Rakovič |
| Chernyshenko – 02:28 Isayenko (Petrangovsky) – 14:39 Zakharov (Babynets) – 20:13 Shafarenko (Mikhnov, Aleksyuk) (PP2) – 26:10 | 1–0 2–0 2–1 3–1 4–1 | 18:06 – Mikulić (Jarčov) |                  | Dommer: Jimmy Bergamelli Linjedommere: Park Jun-soo Damir Rakovič |
| 14 min | Strafminutter       | 50 min                   |                  | Dommer: Jimmy Bergamelli Linjedommere: Park Jun-soo Damir Rakovič |
| 28 | Skud                | 33                       |                  | Dommer: Jimmy Bergamelli Linjedommere: Park Jun-soo Damir Rakovič |

| 20. april 2016 13:00 | Ukraine | 7–1 (2–0, 2–1, 3–0) | Estland | Dom Sportova, Zagreb Tilskuere: 120 |

| Rapport | Rapport                               | Rapport           | Rapport         | Rapport                                                          |
| --- | ------------------------------------- | ----------------- | --------------- | ---------------------------------------------------------------- |
| | Eduard Zakharchenko Mykhailo Shevchuk | Målmænd           | Daniil Seppenen | Dommer: Manuel Nikolic Linjedommere: Vanja Belić Franco Espinoza |
| Gavryk (Tymchenko, Aleksyuk) – 05:03 Blagy (Petrukhno) – 14:12 Mikhnov (Andreikiv, Shafarenko) – 36:25 Tymchenko (Gavryk) – 36:56 Petrangovsky (Romanenko) – 44:34 Mikhnov (Shafarenko) (PP) – 50:38 Bondaryev (Babynets) – 55:08 | 1–0 2–0 2–1 3–1 4–1 5–1 6–1 7–1       | 22:57– Rooba (PS) |                 | Dommer: Manuel Nikolic Linjedommere: Vanja Belić Franco Espinoza |
| 6 min | Strafminutter                         | 4 min             |                 | Dommer: Manuel Nikolic Linjedommere: Vanja Belić Franco Espinoza |
| 35 | Skud                                  | 29                |                 | Dommer: Manuel Nikolic Linjedommere: Vanja Belić Franco Espinoza |

| 20. april 2016 16:30 | Storbritannien | 8–0 (2–0, 6–0, 0–0) | Litauen | Dom Sportova, Zagreb Tilskuere: 450 |

| Rapport | Rapport                         | Rapport | Rapport                         | Rapport                                                           |
| --- | ------------------------------- | ------- | ------------------------------- | ----------------------------------------------------------------- |
| | Ben Bowns                       | Målmænd | Artur Pavliukov Donatas Žukovas | Dommer: Jimmy Bergamelli Linjedommere: Park Jun-soo Damir Rakovič |
| Phillips (SH) – 08:34 Tait (Cowley, Phillips) – 17:29 Venus (Cowley) – 20:13 Lachowicz (Phillips) – 24:52 O'Connor (Peacock, Weaver) (PP) – 30:42 Boxill (Lachowicz, Phillips) – 31:05 Cowley (Venus, O'Connor) – 36:15 Shields (O'Connor, Mosey) (PP) – 39:00 | 1–0 2–0 3–0 4–0 5–0 6–0 7–0 8–0 |         |                                 | Dommer: Jimmy Bergamelli Linjedommere: Park Jun-soo Damir Rakovič |
| 10 min | Strafminutter                   | 16 min  |                                 | Dommer: Jimmy Bergamelli Linjedommere: Park Jun-soo Damir Rakovič |
| 44 | Skud                            | 10      |                                 | Dommer: Jimmy Bergamelli Linjedommere: Park Jun-soo Damir Rakovič |

| 20. april 2016 20:00 | Rumænien | 5–12 (1–3, 2–4, 2–5) | Kroatien | Dom Sportova, Zagreb Tilskuere: 1,650 |

| Rapport | Rapport                                                                | Rapport | Rapport                         | Rapport                                                                 |
| --- | ---------------------------------------------------------------------- | --- | ------------------------------- | ----------------------------------------------------------------------- |
| | Gellért Ruczuj Ottó Onodi                                              | Målmænd | Mate Tomljenović Vilim Rosandič | Dommer: Daniel Gamper Linjedommere: Markus Hägerström Shunsuke Ichikawa |
| Lőrincz (Molnár, Zsók) – 16:11 Peter (SH) – 23:50 Fodor (Timaru, Csergo) – 32:27 Csergo (Zsók, Nagy) – 48:50 Fodor (Csergo, Timaru) – 49:39 | 0–1 0–2 1–2 1–3 2–3 2–4 2–5 2–6 3–6 3–7 3–8 4–8 5–8 5–9 5–10 5–11 5–12 | 01:06 – Jačmenjak (Blagus, Rendulić) 07:11 – Miličić (Tadić, Brine) 16:18 – Janković (Jarčov, Puzić) 25:34 – Rendulić (Jačmenjak) (PP) 27:04 – Jarčov (Janković) 30:49 – Brine (Glumac) (PP) 36:25 – Janković (Mikulić) 40:11 – Glumac 50:23 – Miličić (Glumac, Brine) 50:43 – Šakić (Mirić) 53:05 – Blagus (Rendulić) 53:40 – MacAulay (Rendulić, Perkovich) |                                 | Dommer: Daniel Gamper Linjedommere: Markus Hägerström Shunsuke Ichikawa |
| 12 min | Strafminutter                                                          | 35 min |                                 | Dommer: Daniel Gamper Linjedommere: Markus Hägerström Shunsuke Ichikawa |
| 30 | Skud                                                                   | 36 |                                 | Dommer: Daniel Gamper Linjedommere: Markus Hägerström Shunsuke Ichikawa |

| 22. april 2016 13:00 | Storbritannien | 6–1 (2–0, 2–0, 2–1) | Rumænien | Dom Sportova, Zagreb Tilskuere: 400 |

| Rapport | Rapport                     | Rapport                          | Rapport    | Rapport                                                               |
| --- | --------------------------- | -------------------------------- | ---------- | --------------------------------------------------------------------- |
| | Ben Bowns                   | Målmænd                          | Ottó Onodi | Dommer: Daniel Gamper Linjedommere: Franco Espinoza Shunsuke Ichikawa |
| Phillips (Lachowicz, Boxill) – 03:15 Boxill (Phillips) – 10:52 Farmer (Myers, Dowd) (PP) – 23:00 Shields (O'Connor, Weaver) (PP) – 33:19 Myers (Clarke) – 48:51 Weaver (Clarke, O'Connor) (PP) – 54:13 | 1–0 2–0 3–0 4–0 5–0 6–0 6–1 | 55:17 – Moldován (Mihály, Sallo) |            | Dommer: Daniel Gamper Linjedommere: Franco Espinoza Shunsuke Ichikawa |
| 6 min | Strafminutter               | 14 min                           |            | Dommer: Daniel Gamper Linjedommere: Franco Espinoza Shunsuke Ichikawa |
| 58 | Skud                        | 11                               |            | Dommer: Daniel Gamper Linjedommere: Franco Espinoza Shunsuke Ichikawa |

| 22. april 2016 16:30 | Litauen | 2–1 (0–0, 0–1, 2–0) | Ukraine | Dom Sportova, Zagreb Tilskuere: 350 |

| Rapport                                                                      | Rapport         | Rapport                      | Rapport             | Rapport                                                       |
| ---------------------------------------------------------------------------- | --------------- | ---------------------------- | ------------------- | ------------------------------------------------------------- |
|                                                                              | Artur Pavliukov | Målmænd                      | Eduard Zakharchenko | Dommer: Mikael Holm Linjedommere: Vanja Belić Tomislav Grozaj |
| Čižas (Verenis, Katulis) (PP) – 42:22 Kumeliauskas (Bogdziul, Bosas) – 50:02 | 0–1 1–1 2–1     | 36:07 – Petrangovsky (Kicha) |                     | Dommer: Mikael Holm Linjedommere: Vanja Belić Tomislav Grozaj |
| 6 min                                                                        | Strafminutter   | 6 min                        |                     | Dommer: Mikael Holm Linjedommere: Vanja Belić Tomislav Grozaj |
| 27                                                                           | Skud            | 32                           |                     | Dommer: Mikael Holm Linjedommere: Vanja Belić Tomislav Grozaj |

| 22. april 2016 20:00 | Kroatien | 5–3 (1–2, 3–1, 1–0) | Estland | Dom Sportova, Zagreb Tilskuere: 2,800 |

| Rapport | Rapport                         | Rapport                                                                      | Rapport               | Rapport                                                             |
| --- | ------------------------------- | ---------------------------------------------------------------------------- | --------------------- | ------------------------------------------------------------------- |
| | Vilim Rosandić                  | Målmænd                                                                      | Villem-Henrik Koitmaa | Dommer: Manuel Nikolic Linjedommere: Markus Hägerström Park Jun-soo |
| Rendulić (Tadić, Janković) – 15:21 Perkovich (Jačmenjak, Rendulić) (EA) – 30:07 Perkovich (Rendulić, Puzić) – 36:49 Glumac (Puzić, Brine) (PP) – 38:23 Glumac (Kegalj) (ENG) – 59:10 | 0–1 0–2 1–2 2–2 3–2 4–2 4–3 5–3 | 03:23 – Makrov (Petrov, Rooba) 05:20 – Rooba (Makrov) 39:59 – Sibirtsev (SH) |                       | Dommer: Manuel Nikolic Linjedommere: Markus Hägerström Park Jun-soo |
| 8 min | Strafminutter                   | 10 min                                                                       |                       | Dommer: Manuel Nikolic Linjedommere: Markus Hägerström Park Jun-soo |
| 40 | Skud                            | 27                                                                           |                       | Dommer: Manuel Nikolic Linjedommere: Markus Hägerström Park Jun-soo |

| 23. april 2016 13:00 | Ukraine | 2–1 (0–0, 0–1, 2–0) | Storbritannien | Dom Sportova, Zagreb Tilskuere: 500 |

| Rapport                                                                  | Rapport             | Rapport                                | Rapport   | Rapport                                                             |
| ------------------------------------------------------------------------ | ------------------- | -------------------------------------- | --------- | ------------------------------------------------------------------- |
|                                                                          | Eduard Zakharchenko | Målmænd                                | Ben Bowns | Dommer: Mikael Holm Linjedommere: Franco Espinoza Markus Hägerström |
| Chernyshenko (Gavryk) – 44:25 Pobedonostsev (Shafarenko, Gavryk) – 56:04 | 0-1 1-1 2-1         | 21:54 – J. Phillips (Batch, Lachowicz) |           | Dommer: Mikael Holm Linjedommere: Franco Espinoza Markus Hägerström |
| 6 min                                                                    | Strafminutter       | 8 min                                  |           | Dommer: Mikael Holm Linjedommere: Franco Espinoza Markus Hägerström |
| 23                                                                       | Skud                | 28                                     |           | Dommer: Mikael Holm Linjedommere: Franco Espinoza Markus Hägerström |

| 23. april 2016 16:30 | Estland | 3–0 (0–0, 3–0, 0–0) | Rumænien | Dom Sportova, Zagreb Tilskuere: 200 |

| Rapport                                                                            | Rapport               | Rapport | Rapport    | Rapport                                                                  |
| ---------------------------------------------------------------------------------- | --------------------- | ------- | ---------- | ------------------------------------------------------------------------ |
|                                                                                    | Villem-Henrik Koitmaa | Målmænd | Ottó Onodi | Dommer: Jimmy Bergamelli Linjedommere: Tomislav Grozaj Shunsuke Ichikawa |
| Andrejev (Titarenko) – 31:51 Makrov (Petrov, Rooba) – 38:13 Vasjonkin (PS) – 39:59 | 1–0 2–0 3–0           |         |            | Dommer: Jimmy Bergamelli Linjedommere: Tomislav Grozaj Shunsuke Ichikawa |
| 4 min                                                                              | Strafminutter         | 10 min  |            | Dommer: Jimmy Bergamelli Linjedommere: Tomislav Grozaj Shunsuke Ichikawa |
| 35                                                                                 | Skud                  | 20      |            | Dommer: Jimmy Bergamelli Linjedommere: Tomislav Grozaj Shunsuke Ichikawa |

| 23. april 2016 20:00 | Litauen | 1–2 GWS (0–1, 0–0, 1–0) (OT 0–0) (SO: 0–1) | Kroatien | Dom Sportova, Zagreb Tilskuere: 2,500 |

| Rapport                                                          | Rapport           | Rapport                                                       | Rapport        | Rapport                                                         |
| ---------------------------------------------------------------- | ----------------- | ------------------------------------------------------------- | -------------- | --------------------------------------------------------------- |
|                                                                  | Artur Pavliukov   | Målmænd                                                       | Vilim Rosandič | Dommer: Manuel Nikolic Linjedommere: Park Jun-soo Damir Rakovič |
| Kumeliauskas (Bogdziul, Bosas) – 54:19 Bosas Kumeiauskas Katulis | 0–1 1–1 Shootout: | 19:11 – Glumac (Brine, MacAulay (PP) Rendulić Janković Glumac |                | Dommer: Manuel Nikolic Linjedommere: Park Jun-soo Damir Rakovič |
| 38 min                                                           | Strafminutter     | 16 min                                                        |                | Dommer: Manuel Nikolic Linjedommere: Park Jun-soo Damir Rakovič |
| 24                                                               | Skud              | 38                                                            |                | Dommer: Manuel Nikolic Linjedommere: Park Jun-soo Damir Rakovič |

## 2. division
2. division bestod af to grupper, der hver især var hhv. fjerde og femte niveau i VM-hierarkiet.

### Spillesteder
| Gruppe A                                   | Gruppe B                 |
| Jaca                                       | Mexico City              |
| Pabellón de Hielo de Jaca Kapacitet: 3.579 | Icedome Kapacitet: 4.155 |
|                                            |                          |

### Gruppe A
2. division gruppe A er fjerde niveau af VM-hierarkiet. Turneringen har deltagelse af seks hold, der spiller en enkeltturnering alle-mod-alle, og den bliver afviklet i Jaca, Spanien i perioden 9. - 15. april 2016.
| Hold    | Kvalifikation                                           |
| ------- | ------------------------------------------------------- |
| Holland | 6. plads i Division I B sidste år, og derfor nedrykket. |
| Belgien | 2. plads i Division II A sidste år.                     |
| Serbien | 3. plads i Division II A sidste år.                     |
| Spanien | Vært, 4. plads i Division II A sidste år.               |
| Island  | 5. plads i Division II A sidste år.                     |
| Kina    | 1. plads i Division II B sidste år, og derfor oprykket. |

#### Stilling
| Pos | Hold        | K | V | OTV | OTT | T | MF | MM | M+/- | P  | Kvalifikation eller nedrykning |
| --- | ----------- | - | - | --- | --- | - | -- | -- | ---- | -- | ------------------------------ |
| 1   | Holland (P) | 5 | 4 | 1   | 0   | 0 | 24 | 6  | +18  | 14 | Oprykning til Division I B     |
| 2   | Spanien     | 5 | 3 | 1   | 1   | 0 | 17 | 9  | +8   | 12 |                                |
| 3   | Belgien     | 5 | 1 | 2   | 0   | 2 | 15 | 18 | −3   | 7  |                                |
| 4   | Serbien     | 5 | 2 | 0   | 1   | 2 | 16 | 14 | +2   | 7  |                                |
| 5   | Island      | 5 | 1 | 0   | 1   | 3 | 16 | 23 | −7   | 4  |                                |
| 6   | Kina        | 5 | 0 | 0   | 1   | 4 | 6  | 24 | −18  | 1  | Nedrykning til Division II B   |

1. 1 2  Belgien 4–2 Serbien

#### Resultater
| 9. april 2016 13:00 | Belgien | 5–4 GWS (2–2, 2–1, 0–1) (OT 0–0) (SO: 1–0) | Island | Pabellón de Hielo de Jaca, Jaca Tilskuere: 120 |

| Rapport | Rapport                                   | Rapport | Rapport              | Rapport                                                     |
| --- | ----------------------------------------- | --- | -------------------- | ----------------------------------------------------------- |
| | Mike Jansen                               | Målmænd | Snorri Sigurbergsson | Dommer: Rasmus Toppel Linjedommere: Daniel Hynek Rudy Meyer |
| De Smet (Van den Bogaert, Distate) – 11:06 Pellegrims (Gyesbreghs, B. Kolodziejczyk) (PP) – 18:34 Paulus (Vercammen) – 30:43 Kolodziejczyk (Pellegrims) – 31:32 Distate Van den Bogaert De Smet | 0–1 0–2 1–2 2–2 2–3 3–3 4–3 4–4 Shootout: | 02:02 – Helgason (Pålsson) 05:39 – Sigurðsson 29:22 – Sigurðsson 59:37 – Sigurðarson (Helgason) (EA) Sigurðarson Alengård Sigurðsson |                      | Dommer: Rasmus Toppel Linjedommere: Daniel Hynek Rudy Meyer |
| 12 min | Strafminutter                             | 10 min |                      | Dommer: Rasmus Toppel Linjedommere: Daniel Hynek Rudy Meyer |
| 37 | Skud                                      | 37 |                      | Dommer: Rasmus Toppel Linjedommere: Daniel Hynek Rudy Meyer |

| 9. april 2016 16:30 | Serbien | 2–3 (0–0, 2–3, 0–0) | Holland | Pabellón de Hielo de Jaca, Jaca Tilskuere: 850 |

| Rapport                                                               | Rapport             | Rapport                                                                                  | Rapport        | Rapport                                                       |
| --------------------------------------------------------------------- | ------------------- | ---------------------------------------------------------------------------------------- | -------------- | ------------------------------------------------------------- |
|                                                                       | Arsenije Ranković   | Målmænd                                                                                  | Sjoerd Idzenga | Dommer: Yuri Oskirko Linjedommere: Sergio Biec Emil Yletyinen |
| Raković (Ristić, Đumić) – 36:17 Popravka (Vučurević, Luković) – 38:26 | 0–1 0–2 0–3 1–3 2–3 | 23:09 – Hermens (Van Nes) 26:59 – Van Nes (Hermens) 31:38 – K. Bruijsten (Tummers, Joly) |                | Dommer: Yuri Oskirko Linjedommere: Sergio Biec Emil Yletyinen |
| 10 min                                                                | Strafminutter       | 6 min                                                                                    |                | Dommer: Yuri Oskirko Linjedommere: Sergio Biec Emil Yletyinen |
| 31                                                                    | Skud                | 41                                                                                       |                | Dommer: Yuri Oskirko Linjedommere: Sergio Biec Emil Yletyinen |

| 9. april 2016 20:00 | Kina | 0–2 (0–1, 0–0, 0–1) | Spanien | Pabellón de Hielo de Jaca, Jaca Tilskuere: 1,500 |

| Rapport | Rapport       | Rapport                                          | Rapport       | Rapport                                                         |
| ------- | ------------- | ------------------------------------------------ | ------------- | --------------------------------------------------------------- |
|         | Xia Shengrong | Målmænd                                          | Ander Alcaine | Dommer: Yuri Oskirko Linjedommere: Lukáš Kacej Viktor Zinchenko |
|         | 0–1 0–2       | 08:39 – P. Muñoz 56:37 – Ubieto (A. García) (PP) |               | Dommer: Yuri Oskirko Linjedommere: Lukáš Kacej Viktor Zinchenko |
| 12 min  | Strafminutter | 8 min                                            |               | Dommer: Yuri Oskirko Linjedommere: Lukáš Kacej Viktor Zinchenko |
| 15      | Skud          | 34                                               |               | Dommer: Yuri Oskirko Linjedommere: Lukáš Kacej Viktor Zinchenko |

| 10. april 2016 13:00 | Belgien | 4–2 (1–2, 1–0, 2–0) | Serbien | Pabellón de Hielo de Jaca, Jaca Tilskuere: 150 |

| Rapport | Rapport                 | Rapport                                               | Rapport           | Rapport                                                      |
| --- | ----------------------- | ----------------------------------------------------- | ----------------- | ------------------------------------------------------------ |
| | Tom Prodi               | Målmænd                                               | Arsenije Ranković | Dommer: Przemysław Kepa Linjedommere: Lukáš Kacej Rudy Meyer |
| De Smet (Bremer, Van den Bogaert) – 00:49 Van den Bogaert (Dewin) (PP) – 33:06 Van den Bogaert (Paulus) – 46:18 Van den Bogaert (B. Kolodziejczyk, De Smet) (PP, ENG) – 59:25 | 1–0 1–1 1–2 2–2 3–2 4–2 | 14:55 – Ristić 18:30 – Sretović (Popravka, Vučurević) |                   | Dommer: Przemysław Kepa Linjedommere: Lukáš Kacej Rudy Meyer |
| 10 min | Strafminutter           | 12 min                                                |                   | Dommer: Przemysław Kepa Linjedommere: Lukáš Kacej Rudy Meyer |
| 30 | Skud                    | 46                                                    |                   | Dommer: Przemysław Kepa Linjedommere: Lukáš Kacej Rudy Meyer |

| 10. april 2016 16:30 | Island | 7–4 (3–2, 2–2, 2–0) | Kina | Pabellón de Hielo de Jaca, Jaca Tilskuere: 250 |

| Rapport | Rapport                                     | Rapport                                                                       | Rapport                 | Rapport                                                     |
| --- | ------------------------------------------- | ----------------------------------------------------------------------------- | ----------------------- | ----------------------------------------------------------- |
| | Snorri Sigurbergsson Dennis Hedström        | Målmænd                                                                       | Xia Shengrong Sun Zehao | Dommer: Yuri Oskirko Linjedommere: Sergio Biec Daniel Hynek |
| Leifsson (Andrésson, R. Hedström) – 03:28 Andrésson (Guðnason, Sigrunarson) – 12:27 Leifsson – 17:41 Sigurðsson (Sigurðsson, Jónsson) – 20:12 R. Hedström (Helgason, Jónsson) (PP) – 24:03 Alengård (Pålsson) (SH) – 44:08 Sigurðsson (Sigurðsson) (PP) – 58:34 | 1–0 2–0 2–1 3–1 3–2 4–2 5–2 5–3 5–4 6–4 7–4 | 12:35 – Xia (Chen) 19:40 – Zhu (Zhang C., Yang) 28:00 – Yang 35:32 – Zhang C. |                         | Dommer: Yuri Oskirko Linjedommere: Sergio Biec Daniel Hynek |
| 14 min | Strafminutter                               | 14 min                                                                        |                         | Dommer: Yuri Oskirko Linjedommere: Sergio Biec Daniel Hynek |
| 47 | Skud                                        | 21                                                                            |                         | Dommer: Yuri Oskirko Linjedommere: Sergio Biec Daniel Hynek |

| 10. april 2016 20:00 | Holland | 3–2 OT (0–0, 0–2, 2–0) (OT 1–0) | Spanien | Pabellón de Hielo de Jaca, Jaca Tilskuere: 1,100 |

| Rapport | Rapport             | Rapport                                                        | Rapport       | Rapport                                                        |
| --- | ------------------- | -------------------------------------------------------------- | ------------- | -------------------------------------------------------------- |
| | Sjoerd Idzenga      | Målmænd                                                        | Ander Alcaine | Dommer: Rasmus Toppel Linjedommere: Attila Nagy Emil Yletyinen |
| K. Bruijsten (Tummers, Van Gestel) (PP) – 51:49 K. Bruijsten (Tummers) – 58:31 Van Gestel (Tummers) – 62:04 | 0–1 0–2 1–2 2–2 3–2 | 25:42 – Betrán (Quevedo, Carbonell) (PP) 39:37 – Brabo (Muñoz) |               | Dommer: Rasmus Toppel Linjedommere: Attila Nagy Emil Yletyinen |
| 6 min | Strafminutter       | 39 min                                                         |               | Dommer: Rasmus Toppel Linjedommere: Attila Nagy Emil Yletyinen |
| 38 | Skud                | 22                                                             |               | Dommer: Rasmus Toppel Linjedommere: Attila Nagy Emil Yletyinen |

| 12. april 2016 13:00 | Holland | 3–0 (2–0, 0–0, 1–0) | Island | Pabellón de Hielo de Jaca, Jaca Tilskuere: 102 |

| Rapport                                                                                                   | Rapport        | Rapport | Rapport         | Rapport                                                         |
| --- | -------------- | ------- | --------------- | --------------------------------------------------------------- |
| | Sjoerd Idzenga | Målmænd | Dennis Hedström | Dommer: Yuri Oskirko Linjedommere: Attila Nagy Viktor Zinchenko |
| Joly (Tummers, Oosterveld) (SH) – 07:21 Hermens (Kick) – 08:47 K. Bruijsten (Joly, Tummers) (ENG) – 59:37 | 1–0 2–0 3–0    |         |                 | Dommer: Yuri Oskirko Linjedommere: Attila Nagy Viktor Zinchenko |
| 18 min | Strafminutter  | 14 min  |                 | Dommer: Yuri Oskirko Linjedommere: Attila Nagy Viktor Zinchenko |
| 53 | Skud           | 25      |                 | Dommer: Yuri Oskirko Linjedommere: Attila Nagy Viktor Zinchenko |

| 12. april 2016 16:30 | Belgien | 3–2 OT (1–0, 1–1, 0–1) (OT 1–0) | Kina | Pabellón de Hielo de Jaca, Jaca Tilskuere: 148 |

| Rapport | Rapport             | Rapport                                            | Rapport       | Rapport                                                       |
| --- | ------------------- | -------------------------------------------------- | ------------- | ------------------------------------------------------------- |
| | Tom Prodi           | Målmænd                                            | Xia Shengrong | Dommer: Eduard Ibatulin Linjedommere: Sergio Biec Lukáš Kacej |
| Van den Bogaert (De Smet, Distate) (PP) – 02:26 Bremer (Thurura, Paulus) (PP) – 36:30 Bremer (B. Kolodziejczyk, Gyesbreghs) (PP) – 63:42 | 1–0 1–1 2–1 2–2 3–2 | 35:29 – Yang (Hu) (PP) 40:36 – Zhang H. (Zhang Z.) |               | Dommer: Eduard Ibatulin Linjedommere: Sergio Biec Lukáš Kacej |
| 12 min | Strafminutter       | 20 min                                             |               | Dommer: Eduard Ibatulin Linjedommere: Sergio Biec Lukáš Kacej |
| 46 | Skud                | 23                                                 |               | Dommer: Eduard Ibatulin Linjedommere: Sergio Biec Lukáš Kacej |

| 12. april 2016 20:00 | Serbien | 3–4 GWS (1–0, 1–1, 1–2) (OT 0–0) (SO: 0–1) | Spanien | Pabellón de Hielo de Jaca, Jaca Tilskuere: 950 |

| Rapport | Rapport                           | Rapport | Rapport       | Rapport                                                           |
| --- | --------------------------------- | --- | ------------- | ----------------------------------------------------------------- |
| | Arsenije Ranković                 | Målmænd | Ander Alcaine | Dommer: Przemysław Kepa Linjedommere: Daniel Hynek Emil Yletyinen |
| Popravka (Vučurević, Filipović) – 04:33 Raković (Bjelogrlic) – 27:20 Milovanović (Đumić) – 51:05 Sretović Popravka Milovanović Komazec Milovanović | 1–0 1–1 2–1 2–2 2–3 3–3 Shootout: | 21:12 – Betrán (PP) 48:25 – Puyuelo (Ubieto) 50:17 – Quevedo (Puyuelo, Ubieto) Muňoz Fuentes Quevedo Fuentes Brabo Fuentes |               | Dommer: Przemysław Kepa Linjedommere: Daniel Hynek Emil Yletyinen |
| 16 min | Strafminutter                     | 4 min |               | Dommer: Przemysław Kepa Linjedommere: Daniel Hynek Emil Yletyinen |
| 25 | Skud                              | 38 |               | Dommer: Przemysław Kepa Linjedommere: Daniel Hynek Emil Yletyinen |

| 14. april 2016 13:00 | Kina | 0–9 (0–3, 0–2, 0–4) | Holland | Pabellón de Hielo de Jaca, Jaca Tilskuere: 60 |

| Rapport | Rapport                             | Rapport | Rapport        | Rapport                                                      |
| ------- | ----------------------------------- | --- | -------------- | ------------------------------------------------------------ |
|         | Xia Shengrong Sun Zehao             | Målmænd | Sjoerd Idzenga | Dommer: Rasmus Toppel Linjedommere: Sergio Biec Daniel Hynek |
|         | 0–1 0–2 0–3 0–4 0–5 0–6 0–7 0–8 0–9 | 00:08 – Joly (Melissant) 13:28 – K. Bruijsten (Tummers, Nagtzaam) 15:32 – Kick (Hermens) 31:09 – Tummers (Nagtzaam, Van Bentem) 34:35 – Van Bentem 41:57 – Van Lijden (Van Bentem, Nagtzaam) (PP) 45:40 – Van Lijden (Marx, Smid) 50:45 – Van Lijden (Wurm, Oosterveld) 53:13 – Kick (Smid, Hermens) (PP) |                | Dommer: Rasmus Toppel Linjedommere: Sergio Biec Daniel Hynek |
| 8 min   | Strafminutter                       | 8 min |                | Dommer: Rasmus Toppel Linjedommere: Sergio Biec Daniel Hynek |
| 23      | Skud                                | 49 |                | Dommer: Rasmus Toppel Linjedommere: Sergio Biec Daniel Hynek |

| 14. april 2016 16:30 | Island | 3–6 (3–0, 0–4, 0–2) | Serbien | Pabellón de Hielo de Jaca, Jaca Tilskuere: 120 |

| Rapport                                                                                              | Rapport                             | Rapport | Rapport           | Rapport                                                          |
| --- | ----------------------------------- | --- | ----------------- | ---------------------------------------------------------------- |
| | Dennis Hedström                     | Målmænd | Arsenije Ranković | Dommer: Eduard Ibatulin Linjedommere: Lukáš Kacej Emil Yletyinen |
| Andrésson (Alengård, Helgason) (PP) – 01:29 Leifsson (Alengård) – 08:15 Andrésson (Guðnason) – 14:15 | 1–0 2–0 3–0 3–1 3–2 3–3 3–4 3–5 3–6 | 21:35 – Sretović (PP) 23:37 – Filipović 31:27 – Sretović (Luković, Đumić) 34:12 – Bjelogrlić (Ilić, Bibić) (PP) 42:41 – Lestarić (Bibić, Raković) 53:26 – Bjelogrlić (Bibić) (PP) |                   | Dommer: Eduard Ibatulin Linjedommere: Lukáš Kacej Emil Yletyinen |
| 24 min                                                                                               | Strafminutter                       | 16 min |                   | Dommer: Eduard Ibatulin Linjedommere: Lukáš Kacej Emil Yletyinen |
| 36                                                                                                   | Skud                                | 53 |                   | Dommer: Eduard Ibatulin Linjedommere: Lukáš Kacej Emil Yletyinen |

| 14. april 2016 20:00 | Spanien | 4–1 (3–0, 1–1, 0–0) | Belgien | Pabellón de Hielo de Jaca, Jaca Tilskuere: 1,150 |

| Rapport | Rapport             | Rapport                                          | Rapport               | Rapport                                                            |
| --- | ------------------- | ------------------------------------------------ | --------------------- | ------------------------------------------------------------------ |
| | Ander Alcaine       | Målmænd                                          | Tom Prodi Mike Jansen | Dommer: Przemysław Kepa Linjedommere: Attila Nagy Viktor Zinchenko |
| Puyuelo (Quevedo, Hernández) – 05:19 Fuentes (Ubieto) – 11:06 Solórzano (J. Muñoz, Fuentes) – 13:56 J. Muñoz (Fuentes, Solórzano) – 32:37 | 1–0 2–0 3–0 3–1 4–1 | 25:59 – Pellegrims (B. Kolodziejczyk, Vercammen) |                       | Dommer: Przemysław Kepa Linjedommere: Attila Nagy Viktor Zinchenko |
| 10 min | Strafminutter       | 6 min                                            |                       | Dommer: Przemysław Kepa Linjedommere: Attila Nagy Viktor Zinchenko |
| 32 | Skud                | 28                                               |                       | Dommer: Przemysław Kepa Linjedommere: Attila Nagy Viktor Zinchenko |

| 15. april 2016 13:00 | Serbien | 3–0 (0–0, 2–0, 1–0) | Kina | Pabellón de Hielo de Jaca, Jaca Tilskuere: 67 |

| Rapport                                                                                      | Rapport                            | Rapport | Rapport       | Rapport                                                     |
| -------------------------------------------------------------------------------------------- | ---------------------------------- | ------- | ------------- | ----------------------------------------------------------- |
|                                                                                              | Arsenije Ranković Petar Stepanović | Målmænd | Xia Shengrong | Dommer: Rasmus Toppel Linjedommere: Sergio Biec Attila Nagy |
| Sretović (Popravka, Raković) – 20:45 Raković (Podunavac) – 32:08 Luković (Filipović) – 45:22 | 1–0 2–0 3–0                        |         |               | Dommer: Rasmus Toppel Linjedommere: Sergio Biec Attila Nagy |
| 8 min                                                                                        | Strafminutter                      | 12 min  |               | Dommer: Rasmus Toppel Linjedommere: Sergio Biec Attila Nagy |
| 44                                                                                           | Skud                               | 18      |               | Dommer: Rasmus Toppel Linjedommere: Sergio Biec Attila Nagy |

| 15. april 2016 16:30 | Holland | 6–2 (3–0, 1–1, 2–1) | Belgien | Pabellón de Hielo de Jaca, Jaca Tilskuere: 250 |

| Rapport | Rapport                         | Rapport                                                                               | Rapport     | Rapport                                                            |
| --- | ------------------------------- | ------------------------------------------------------------------------------------- | ----------- | ------------------------------------------------------------------ |
| | Sjoerd Idzenga                  | Målmænd                                                                               | Mike Jansen | Dommer: Yuri Oskirko Linjedommere: Emil Yletyinen Viktor Zinchenko |
| Wurm (Nagtzaam, Van Bentem) (PP2) – 04:43 Melissant (Joly, K. Bruijsten) – 12:04 Oosterveld (Tummers, Van Gestel) – 15:27 Van Lijden (Van Nes) – 32:41 Wurm (Van Bentem) – 44:27 Van Lijden (Van Bentem, Nagtzaam) (PP) – 48:39 | 1–0 2–0 3–0 4–0 4–1 5–1 6–1 6–2 | 37:21 – A. Kolodziejczyk (Gyesbreghs, Van Rooy) 53:46 – Vercammen (Goris, Gyesbreghs) |             | Dommer: Yuri Oskirko Linjedommere: Emil Yletyinen Viktor Zinchenko |
| 31 min | Strafminutter                   | 14 min                                                                                |             | Dommer: Yuri Oskirko Linjedommere: Emil Yletyinen Viktor Zinchenko |
| 43 | Skud                            | 24                                                                                    |             | Dommer: Yuri Oskirko Linjedommere: Emil Yletyinen Viktor Zinchenko |

| 15. april 2016 20:00 | Spanien | 5–2 (1–1, 2–1, 2–0) | Island | Pabellón de Hielo de Jaca, Jaca Tilskuere: 1,480 |

| Rapport | Rapport                     | Rapport                                                                               | Rapport              | Rapport                                                        |
| --- | --------------------------- | ------------------------------------------------------------------------------------- | -------------------- | -------------------------------------------------------------- |
| | Ignacio García              | Målmænd                                                                               | Snorri Sigurbergsson | Dommer: Eduard Ibatulin Linjedommere: Daniel Hynek Lukáš Kacej |
| Pantoja (P. Muñoz) (PP) – 08:42 Brabo (Carbonell, P. Muñoz) – 34:18 González (Quevedo, Vicente) – 38:02 Solórzano (P. Muñoz) – 48:26 J. Muñoz – 51:41 | 1–0 1–1 2–1 2–2 3–2 4–2 5–2 | 12:36 – Mikaelsson (Sigurðsson, Sigurðarson) 34:43 – Leifsson (Alengård, R. Hedström) |                      | Dommer: Eduard Ibatulin Linjedommere: Daniel Hynek Lukáš Kacej |
| 8 min | Strafminutter               | 20 min                                                                                |                      | Dommer: Eduard Ibatulin Linjedommere: Daniel Hynek Lukáš Kacej |
| 27 | Skud                        | 25                                                                                    |                      | Dommer: Eduard Ibatulin Linjedommere: Daniel Hynek Lukáš Kacej |

### Gruppe B
2. division gruppe B er femte niveau af VM-hierarkiet. Turneringen har deltagelse af seks hold, der spiller en enkeltturnering alle-mod-alle, og den bliver afviklet i Mexico City, Mexico i perioden 10. - 15. april 2016.
| Hold        | Kvalifikation                                            |
| ----------- | -------------------------------------------------------- |
| Australien  | 6. plads i Division II A sidste år, og derfor nedrykket. |
| New Zealand | 2. plads i Division II B sidste år.                      |
| Mexico      | Vært, 3. plads i Division II B sidste år.                |
| Bulgarien   | 4. plads i Division II B sidste år.                      |
| Israel      | 5. plads i Division II B sidste år.                      |
| Nordkorea   | 1. plads i Division III sidste år, og derfor oprykket.   |

#### Stilling
| Pos | Hold           | K | V | OTV | OTT | T | MF | MM | M+/- | P  | Kvalifikation eller nedrykning |
| --- | -------------- | - | - | --- | --- | - | -- | -- | ---- | -- | ------------------------------ |
| 1   | Australien (P) | 5 | 4 | 1   | 0   | 0 | 58 | 10 | +48  | 14 | Oprykning til Division II A    |
| 2   | Mexico         | 5 | 4 | 0   | 1   | 0 | 30 | 13 | +17  | 13 |                                |
| 3   | Israel         | 5 | 2 | 0   | 0   | 3 | 22 | 33 | −11  | 6  |                                |
| 4   | New Zealand    | 5 | 2 | 0   | 0   | 3 | 27 | 19 | +8   | 6  |                                |
| 5   | Nordkorea      | 5 | 2 | 0   | 0   | 3 | 24 | 42 | −18  | 6  |                                |
| 6   | Bulgarien      | 5 | 0 | 0   | 0   | 5 | 8  | 52 | −44  | 0  | Nedrykning til Division III    |

#### Resultater
| 9. april 2016 13:00 | New Zealand | 6–3 (3–0, 1–2, 2–1) | Israel | Icedome, Mexico City Tilskuere: 115 |

| Rapport | Rapport                             | Rapport                                                                | Rapport                          | Rapport                                                              |
| --- | ----------------------------------- | ---------------------------------------------------------------------- | -------------------------------- | -------------------------------------------------------------------- |
| | Rick Parry                          | Målmænd                                                                | Alexander Loginov Maxim Gokhberg | Dommer: Martin de Wilde Linjedommere: Michael Harrington Sem Ramírez |
| Henderson (Heyd) (PP) – 02:27 Harrison (M. Frear) – 10:45 Ruddle (Harrop, Challis) – 12:15 Ruddle (Challis, Harrop) – 24:28 Cox (Lawrence) – 49:08 Lawrence (Challis, Harrop) (PP) – 54:19 | 1–0 2–0 3–0 3–1 4–1 4–2 4–3 5–3 6–3 | 23:57 – Klein (Aharonovich) (PP) 29:37 – Mazour 43:07 – Klein (Spivak) |                                  | Dommer: Martin de Wilde Linjedommere: Michael Harrington Sem Ramírez |
| 12 min | Strafminutter                       | 14 min                                                                 |                                  | Dommer: Martin de Wilde Linjedommere: Michael Harrington Sem Ramírez |
| 38 | Skud                                | 32                                                                     |                                  | Dommer: Martin de Wilde Linjedommere: Michael Harrington Sem Ramírez |

| 9. april 2016 16:30 | Nordkorea | 9–3 (4–1, 2–1, 2–1) | Bulgarien | Icedome, Mexico City Tilskuere: 200 |

| Rapport | Rapport                                         | Rapport                                                        | Rapport                       | Rapport                                                                |
| --- | ----------------------------------------------- | -------------------------------------------------------------- | ----------------------------- | ---------------------------------------------------------------------- |
| | Pak Kuk-chol Pak Il                             | Målmænd                                                        | Dimitar Dimitrov Todor Petkov | Dommer: Miklós Haszonits Linjedommere: Jos Korte Maarten Van den Acker |
| Kim N. (Kim K.-h.) – 01:34 Hong (Kim H., Ri P.) – 02:30 Hong (Kim S., An) (PP) – 04:58 Ri P. (Ri C., Kim H.) – 17:46 Kim K.-c. (Kang M., Pak S.) – 22:05 Kim H. (Ri C.) – 25:21 Kim M. (Kim K.-h., Kim N.) (PP) – 48:01 An – 54:04 An (Pak S.) – 56:55 | 1–0 2–0 3–0 3–1 4–1 5–1 6–1 6–2 6–3 7–3 8–3 9–3 | 10:58 – Abdi 29:22 – Georgiev (Iskrenov) 45:13 – Abdi (Petkov) |                               | Dommer: Miklós Haszonits Linjedommere: Jos Korte Maarten Van den Acker |
| 4 min | Strafminutter                                   | 32 min                                                         |                               | Dommer: Miklós Haszonits Linjedommere: Jos Korte Maarten Van den Acker |
| 45 | Skud                                            | 16                                                             |                               | Dommer: Miklós Haszonits Linjedommere: Jos Korte Maarten Van den Acker |

| 9. april 2016 20:00 | Mexico | 4–5 OT (1–0, 1–4, 2–0) (OT 0–1) | Australien | Icedome, Mexico City Tilskuere: 2,000 |

| Rapport | Rapport                             | Rapport | Rapport        | Rapport                                                            |
| --- | ----------------------------------- | --- | -------------- | ------------------------------------------------------------------ |
| | Andrés de la Garma                  | Målmænd | Anthony Kimlin | Dommer: Mario Maillet Linjedommere: William Hancock James Kavanagh |
| Majul (Cervantes) – 07:07 Majul (Ugarte, Cervantes) – 25:28 Cervantes (Majul) – 40:28 Arroyo (Ugarte, Cervantes) (PP) – 55:37 | 1–0 2–0 2–1 2–2 2–3 2–4 3–4 4–4 4–5 | 28:01 – Jones (Powell, Humphries) (PP2) 31:10 – Darge (Todd, Malloy) (SH) 35:19 – Humphries (Powell, Webster) (PP) 39:14 – Byers (Darge, Schlamp) 63:42 – Humphries (SH) |                | Dommer: Mario Maillet Linjedommere: William Hancock James Kavanagh |
| 18 min | Strafminutter                       | 32 min |                | Dommer: Mario Maillet Linjedommere: William Hancock James Kavanagh |
| 33 | Skud                                | 38 |                | Dommer: Mario Maillet Linjedommere: William Hancock James Kavanagh |

| 10. april 2016 13:00 | Israel | 8–4 (5–1, 2–1, 1–2) | Nordkorea | Icedome, Mexico City Tilskuere: 20 |

| Rapport | Rapport                                         | Rapport | Rapport             | Rapport                                                       |
| --- | ----------------------------------------------- | --- | ------------------- | ------------------------------------------------------------- |
| | Maxim Gokhberg                                  | Målmænd | Pak Kuk-chol Pak Il | Dommer: Mario Maillet Linjedommere: William Hancock Jos Korte |
| Kniter (Aharonovich) – 01:53 Rosenthal (Klein, Maaravi) – 03:27 Spektor (SH) – 05:30 Spektor (Aharonovich, Mazour) – 16:18 Pyshkin (Klein) – 17:07 Aharonovich (Klein, Pyshkin) (PP) – 24:50 Schwarzman (Mazour, Spektor) (PP) – 26:23 Spivak (Pyshkin, Schwarzman) – 56:43 | 1–0 2–0 3–0 4–0 5–0 5–1 6–1 7–1 7–2 7–3 8–3 8–4 | 19:44 – Ri C. (Kim K.-h., Kim N.) (PP) 37:19 – Hong (Ri C.) 56:16 – Kim K.-c. (PP) 59:59 – Kim K.-c. (Ri C.) |                     | Dommer: Mario Maillet Linjedommere: William Hancock Jos Korte |
| 44 min | Strafminutter                                   | 36 min |                     | Dommer: Mario Maillet Linjedommere: William Hancock Jos Korte |
| 38 | Skud                                            | 42 |                     | Dommer: Mario Maillet Linjedommere: William Hancock Jos Korte |

| 10. april 2016 16:30 | Australien | 14–0 (2–0, 6–0, 6–0) | Bulgarien | Icedome, Mexico City Tilskuere: 150 |

| Rapport | Rapport                                                      | Rapport | Rapport                       | Rapport                                                                 |
| --- | ------------------------------------------------------------ | ------- | ----------------------------- | ----------------------------------------------------------------------- |
| | Anthony Kimlin Charlie Smart                                 | Målmænd | Todor Petkov Dimitar Dimitrov | Dommer: Stephen Thomson Linjedommere: Sem Ramírez Maarten Van den Acker |
| Schlamp (Darge, Todd) – 14:46 Tesarik – 15:16 Humphries (Byers, McKenzie) (SH) – 23:00 Humphries (Powell) – 27:43 Todd – 31:42 Darge (Jones, Byers) – 32:23 Baranzelli (Huxley) (PP) – 36:18 Todd (Kyros) (SH) – 39:48 Webster (Malloy) – 40:43 Schlamp (Darge) – 40:58 Darge (Webster, Huxley) – 45:35 Todd (Darge, Malloy) – 48:45 Humphries (Webster) (PP) – 52:52 McKenzie (Tesarik, Jones) – 54:35 | 1–0 2–0 3–0 4–0 5–0 6–0 7–0 8–0 9–0 10–0 11–0 12–0 13–0 14–0 |         |                               | Dommer: Stephen Thomson Linjedommere: Sem Ramírez Maarten Van den Acker |
| 8 min | Strafminutter                                                | 4 min   |                               | Dommer: Stephen Thomson Linjedommere: Sem Ramírez Maarten Van den Acker |
| 40 | Skud                                                         | 7       |                               | Dommer: Stephen Thomson Linjedommere: Sem Ramírez Maarten Van den Acker |

| 10. april 2016 20:00 | New Zealand | 1–2 (0–0, 1–0, 0–2) | Mexico | Icedome, Mexico City Tilskuere: 500 |

| Rapport          | Rapport       | Rapport                                                | Rapport         | Rapport                                                                  |
| ---------------- | ------------- | ------------------------------------------------------ | --------------- | ------------------------------------------------------------------------ |
|                  | Rick Parry    | Målmænd                                                | Alfonso de Alba | Dommer: Miklós Haszonits Linjedommere: Michael Harrington James Kavanagh |
| Cox (PS) – 22:43 | 1–0 1–1 1–2   | 42:42 – Arroyo (PP) 43:37 – Arroyo (Cervantes, Ugarte) |                 | Dommer: Miklós Haszonits Linjedommere: Michael Harrington James Kavanagh |
| 12 min           | Strafminutter | 6 min                                                  |                 | Dommer: Miklós Haszonits Linjedommere: Michael Harrington James Kavanagh |
| 18               | Skud          | 26                                                     |                 | Dommer: Miklós Haszonits Linjedommere: Michael Harrington James Kavanagh |

| 12. april 2016 13:00 | Australien | 11–3 (6–2, 3–0, 2–1) | Israel | Icedome, Mexico City Tilskuere: 40 |

| Rapport | Rapport                                                    | Rapport | Rapport                          | Rapport                                                         |
| --- | ---------------------------------------------------------- | --- | -------------------------------- | --------------------------------------------------------------- |
| | Anthony Kimlin                                             | Målmænd | Maxim Gokhberg Alexander Loginov | Dommer: Mario Maillet Linjedommere: William Hancock Sem Ramírez |
| Stringer (Darge) – 03:11 Webster – 03:37 Todd (PP) – 10:42 Tesarik (Powell) (PP) – 12:41 Baranzelli (Darge, Todd) (PP) – 17:15 McKenzie (Tesarik, Jones) – 17:36 Baranzelli (Webster, Powell) – 25:20 McKenzie (Tesarik, Jones) – 26:58 Darge (Baranzelli, Todd) – 34:25 Tesarik (Webster, Powell) (PP) – 41:13 Darge (Todd) (SH) – 48:23 | 0–1 1–1 2–1 3–1 4–1 5–1 6–1 6–2 7–2 8–2 9–2 10–2 11–2 11–3 | 00:49 – Rosenthal (Pyshkin, Shwarzman) 19:46 – Pishkin (Spivak, Kafri) (PP) 53:09 – Rosenthal (Spivak, Mazour) (PP2) |                                  | Dommer: Mario Maillet Linjedommere: William Hancock Sem Ramírez |
| 69 min | Strafminutter                                              | 30 min |                                  | Dommer: Mario Maillet Linjedommere: William Hancock Sem Ramírez |
| 47 | Skud                                                       | 35 |                                  | Dommer: Mario Maillet Linjedommere: William Hancock Sem Ramírez |

| 12. april 2016 16:30 | New Zealand | 4–7 (0–0, 2–3, 2–4) | Nordkorea | Icedome, Mexico City Tilskuere: 50 |

| Rapport                                                                                                 | Rapport                                     | Rapport | Rapport      | Rapport                                                                 |
| --- | ------------------------------------------- | --- | ------------ | ----------------------------------------------------------------------- |
| | Rick Parry                                  | Målmænd | Pak Kuk-chol | Dommer: Stephen Thomson Linjedommere: Michael Harrington James Kavanagh |
| Frear (Sandoy, Darling) – 22:03 Henderson (Heyd, Ratcliffe) (PP) – 30:22 Cox – 46:21 Cox (Heyd) – 47:55 | 1–0 1–1 2–1 2–2 2–3 2–4 3–4 3–5 4–5 4–6 4–7 | 22:24 – Ri P. (H.) 35:19 – Kang I. (Kim M., Kim K.-h.) 38:18 – Kang I. (Kim M.) (PP) 40:58 – Hong (Ri C., An) (PP2) 47:28 – Hong (Ri C., Ri P.) (PP) 58:55 – Ri C. (ENG) 59:22 – Kim M. (ENG) |              | Dommer: Stephen Thomson Linjedommere: Michael Harrington James Kavanagh |
| 46 min                                                                                                  | Strafminutter                               | 8 min |              | Dommer: Stephen Thomson Linjedommere: Michael Harrington James Kavanagh |
| 30 | Skud                                        | 44 |              | Dommer: Stephen Thomson Linjedommere: Michael Harrington James Kavanagh |

| 12. april 2016 20:00 | Mexico | 10–1 (4–0, 4–1, 2–0) | Bulgarien | Icedome, Mexico City Tilskuere: 500 |

| Rapport | Rapport                                      | Rapport                  | Rapport          | Rapport                                                               |
| --- | -------------------------------------------- | ------------------------ | ---------------- | --------------------------------------------------------------------- |
| | Andrés de la Garma Alfonso de Alba           | Målmænd                  | Dimitar Dimitrov | Dommer: Martin de Wilde Linjedommere: Jos Korte Maarten Van den Acker |
| Arroyo (Gómez) – 00:47 De la Vega (Majul, Arroyo) (PP) – 06:19 Cervantes (Ugarte) (PP2,EA) – 19:50 Chabat (Gómez) (PP2) – 19:59 Gómez (Gutiérrez, Escandón) (PP) – 24:02 Chabat (Ugarte, Majul) – 31:08 De la Vega (PP) – 34:28 Gutiérrez (De la Vega) – 35:40 Carrero (De la Vega, Dueñas) – 42:41 Arroyo (Smithers, Gómez) – 56:54 | 1–0 2–0 3–0 4–0 5–0 5–1 6–1 7–1 8–1 9–1 10–1 | 27:37 – Dikov (Iskrenov) |                  | Dommer: Martin de Wilde Linjedommere: Jos Korte Maarten Van den Acker |
| 10 min | Strafminutter                                | 22 min                   |                  | Dommer: Martin de Wilde Linjedommere: Jos Korte Maarten Van den Acker |
| 43 | Skud                                         | 7                        |                  | Dommer: Martin de Wilde Linjedommere: Jos Korte Maarten Van den Acker |

| 14. april 2016 13:00 | Bulgarien | 1–14 (0–6, 1–6, 0–2) | New Zealand | Icedome, Mexico City Tilskuere: 30 |

| Rapport               | Rapport                                                          | Rapport | Rapport                      | Rapport                                                     |
| --------------------- | ---------------------------------------------------------------- | --- | ---------------------------- | ----------------------------------------------------------- |
|                       | Dimitar Dimitrov Todor Petkov                                    | Målmænd | Rick Parry Michael Hopkinson | Dommer: Martin de Wilde Linjedommere: Jos Korte Sem Ramírez |
| Iskrenov (PS) – 25:09 | 0–1 0–2 0–3 0–4 0–5 0–6 0–7 0–8 0–9 1–9 1–10 1–11 1–12 1–13 1–14 | 02:50 – Henderson (Cox) 03:36 – Ratcliffe (Harrop, Burns) 03:54 – Ruddle (PS) 09:23 – Burns (Ratcliffe, Harrop) 14:45 – Burns (Heyd) (PP) 17:58 – Ratcliffe (Cox) 20:28 – M. Frear (Cox, Harrison) 23:28 – Henderson (M. Frear, Harrison) 24:46 – Ruddle (Burns, Lawrence) (PP2) 27:05 – Harrison (Cox) 32:38 – Ratcliffe (Sandoy, Cox) 34:40 – Challis (Ruddle) 45:46 – Cox (Henderson, Ratcliffe) (PP) 55:58 – Burns (Ratcliffe, Harrop) |                              | Dommer: Martin de Wilde Linjedommere: Jos Korte Sem Ramírez |
| 16 min                | Strafminutter                                                    | 8 min |                              | Dommer: Martin de Wilde Linjedommere: Jos Korte Sem Ramírez |
| 12                    | Skud                                                             | 41 |                              | Dommer: Martin de Wilde Linjedommere: Jos Korte Sem Ramírez |

| 14. april 2016 16:30 | Nordkorea | 1–22 (1–5, 0–9, 0–8) | Australien | Icedome, Mexico City Tilskuere: 60 |

| Rapport               | Rapport                                                                                                  | Rapport | Rapport                      | Rapport                                                                     |
| --------------------- | --- | --- | ---------------------------- | --------------------------------------------------------------------------- |
|                       | Pak Il Pak Kuk-chol                                                                                      | Målmænd | Anthony Kimlin Charlie Smart | Dommer: Miklós Haszonits Linjedommere: James Kavanagh Maarten Van den Acker |
| Pak (Kang M.) – 14:23 | 0–1 0–2 0–3 1–3 1–4 1–5 1–6 1–7 1–8 1–9 1–10 1–11 1–12 1–13 1–14 1–15 1–16 1–17 1–18 1–19 1–20 1–21 1–22 | 00:38 – Webster (Powell, Humphries) 01:19 – Todd (Schlamp, Malloy) 08:24 – Darge (Schlamp, Lindsay) 14:51 – Darge (Huxley, Baranzelli) 19:16 – Rummukainen (Darge, Baranzelli) (PP2) 20:44 – Malloy (Webster, Tesarik) (PP) 22:15 – McKenzie (Huxley) (SH) 23:46 – Powell (Humphries, Webster) 27:30 – Todd (Baranzelli, Schlamp) 31:14 – Schlamp (Todd, Darge) 31:38 – Todd (Lindsay, Malloy) 35:15 – Malloy (Webster, Powell) (PP) 35:31 – Humphries (Byers, Webster) 37:07 – Schlamp (Todd, Darge) (PP) 41:58 – Powell (Malloy, Webster) (PP) 44:10 – Schlamp (Baranzelli, Darge) 47:50 – Webster (Powell, Malloy) (PP2) 48:48 – Darge (Baranzelli, Huxley) (PP) 52:01 – Humphries 55:03 – Byers (Humphries, Webster) 55:40 – Darge (Todd, Rummukainen) 59:59 – McKenzie (Kyros, Rummukainen) (PP) |                              | Dommer: Miklós Haszonits Linjedommere: James Kavanagh Maarten Van den Acker |
| 22 min                | Strafminutter                                                                                            | 10 min |                              | Dommer: Miklós Haszonits Linjedommere: James Kavanagh Maarten Van den Acker |
| 17                    | Skud | 42 |                              | Dommer: Miklós Haszonits Linjedommere: James Kavanagh Maarten Van den Acker |

| 14. april 2016 20:00 | Israel | 3–9 (2–2, 0–4, 1–3) | Mexico | Icedome, Mexico City Tilskuere: 400 |

| Rapport                                                                   | Rapport            | Rapport                                          | Rapport        | Rapport                                                                  |
| ------------------------------------------------------------------------- | ------------------ | ------------------------------------------------ | -------------- | ------------------------------------------------------------------------ |
|                                                                           | Andrés de la Garma | Målmænd                                          | Maxim Gokhberg | Dommer: Stephen Thomson Linjedommere: William Hancock Michael Harrington |
| Rosenthal (Mazour, Spektor) (PP) – 04:36 Ben Tov (Kniter, Spivak) – 12:47 | 0–1 0–2 1–2 2–2    | 00:50 – Gómez (Arroyo) 01:45 – Majul (Cervantes) |                | Dommer: Stephen Thomson Linjedommere: William Hancock Michael Harrington |
| 10 min                                                                    | Strafminutter      | 10 min                                           |                | Dommer: Stephen Thomson Linjedommere: William Hancock Michael Harrington |
| 14                                                                        | Skud               | 33                                               |                | Dommer: Stephen Thomson Linjedommere: William Hancock Michael Harrington |

| 15. april 2016 13:00 | Australien | 6–2 (2–0, 4–0, 0–2) | New Zealand | Icedome, Mexico City Tilskuere: 200 |

| Rapport | Rapport                         | Rapport                                                     | Rapport    | Rapport                                                                  |
| --- | ------------------------------- | ----------------------------------------------------------- | ---------- | ------------------------------------------------------------------------ |
| | Anthony Kimlin                  | Målmænd                                                     | Rick Parry | Dommer: Martin de Wilde Linjedommere: William Hancock Michael Harrington |
| Kyros (Darge) – 07:11 Huxley (Todd) (PP) – 18:06 Darge (Todd) – 23:31 Humphries (Tesarik, Powell) (PP) – 30:50 Humphries (Tesarik) (PP) – 33:46 Darge (Todd) – 39:43 | 1–0 2–0 3–0 4–0 5–0 6–0 6–1 6–2 | 45:44 – M. Frear (Heyd, Challis) 55:39 – Ratcliffe (Harrop) |            | Dommer: Martin de Wilde Linjedommere: William Hancock Michael Harrington |
| 8 min | Strafminutter                   | 12 min                                                      |            | Dommer: Martin de Wilde Linjedommere: William Hancock Michael Harrington |
| 39 | Skud                            | 24                                                          |            | Dommer: Martin de Wilde Linjedommere: William Hancock Michael Harrington |

| 15. april 2016 16:30 | Bulgarien | 3–5 (1–1, 2–2, 0–2) | Israel | Icedome, Mexico City Tilskuere: 50 |

| Rapport                                                                | Rapport                         | Rapport | Rapport           | Rapport                                                          |
| ---------------------------------------------------------------------- | ------------------------------- | --- | ----------------- | ---------------------------------------------------------------- |
|                                                                        | Dimitar Dimitrov                | Målmænd | Alexander Loginov | Dommer: Stephen Thomson Linjedommere: James Kavanagh Sem Ramírez |
| Iskrenov (Georgiev) – 08:29 Iskrenov – 25:15 Dikov (Boyadjiev) – 36:44 | 1–0 1–1 2–1 2–2 2–3 3–3 3–4 3–5 | 19:58 – Pyshkin (Margoulis, Mazour) 31:14 – Nosankov (Rosenthal, Kafri) (PP) 35:20 – Ben Tov 46:57 – Aharonovich (PP2) 59:24 – Mazour (ENG) |                   | Dommer: Stephen Thomson Linjedommere: James Kavanagh Sem Ramírez |
| 14 min                                                                 | Strafminutter                   | 4 min |                   | Dommer: Stephen Thomson Linjedommere: James Kavanagh Sem Ramírez |
| 10                                                                     | Skud                            | 53 |                   | Dommer: Stephen Thomson Linjedommere: James Kavanagh Sem Ramírez |

| 15. april 2016 20:00 | Mexico | 5–3 (0–1, 3–0, 2–2) | Nordkorea | Icedome, Mexico City Tilskuere: 1,000 |

| Rapport | Rapport                         | Rapport                                                                    | Rapport      | Rapport                                                             |
| --- | ------------------------------- | -------------------------------------------------------------------------- | ------------ | ------------------------------------------------------------------- |
| | Alfonso de Alba                 | Målmænd                                                                    | Pak Kuk-chol | Dommer: Mario Maillet Linjedommere: Jos Korte Maarten van den Acker |
| Majul (De la Vega) (SH) – 32:44 Arroyo (Majul, Cervantes) (PP) – 36:01 Majul – 37:09 Arroyo (Pérez) – 44:32 Arroyo (PS) – 56:03 | 0–1 1–1 2–1 3–1 4–1 4–2 4–3 5–3 | 05:19 – Hong (Kim H., Ri P.) 45:27 – Kang M. (Pak S.) 53:19 – Hong (Ri C.) |              | Dommer: Mario Maillet Linjedommere: Jos Korte Maarten van den Acker |
| 41 min | Strafminutter                   | 10 min                                                                     |              | Dommer: Mario Maillet Linjedommere: Jos Korte Maarten van den Acker |
| 28 | Skud                            | 17                                                                         |              | Dommer: Mario Maillet Linjedommere: Jos Korte Maarten van den Acker |

## 3. division
3. division var sjette niveau af VM-hierarkiet. Turneringen havde deltagelse af seks hold, der spiller en enkeltturnering alle-mod-alle, og den bliver afviklet i Istanbul, Tyrkiet i perioden 31. marts - 6. april 2016. Holdene spillede om én oprykningsplads 2. division gruppe B, og den gik til Tyrkiet, som gik ubesejret gennem turneringen.
Turneringen skulle egentlig have haft deltagelse af syv hold, men Forenede Arabiske Emirater meldte afbud.
| Hold                       | Kvalifikation                                            |
| -------------------------- | -------------------------------------------------------- |
| Sydafrika                  | 6. plads i Division II B sidste år, og derfor nedrykket. |
| Tyrkiet                    | Vært, 2. plads i Division III sidste år.                 |
| Luxembourg                 | 3. plads i Division III sidste år.                       |
| Hongkong                   | 4. plads i Division III sidste år.                       |
| Georgien                   | 5. plads i Division III sidste år.                       |
| Bosnien-Hercegovina        | 7. plads i Division III sidste år.                       |
| Forenede Arabiske Emirater | Trak sig                                                 |

### Spillested
| Istanbul                                    |
|                                             |
| Silivrikapı Ice Skating Hall Kapacitet: 900 |

| Pos | Hold                | K | V | OTV | OTT | T | MF | MM | M+/- | P  | Kvalifikation eller nedrykning |
| --- | ------------------- | - | - | --- | --- | - | -- | -- | ---- | -- | ------------------------------ |
| 1   | Tyrkiet (O)         | 5 | 5 | 0   | 0   | 0 | 35 | 11 | +24  | 15 | Oprykning til Division II B    |
| 2   | Georgien            | 5 | 4 | 0   | 0   | 1 | 37 | 13 | +24  | 12 |                                |
| 3   | Sydafrika           | 5 | 3 | 0   | 0   | 2 | 29 | 16 | +13  | 9  |                                |
| 4   | Luxembourg          | 5 | 2 | 0   | 0   | 3 | 24 | 19 | +5   | 6  |                                |
| 5   | Bosnien-Hercegovina | 5 | 1 | 0   | 0   | 4 | 7  | 43 | −36  | 3  |                                |
| 6   | Hongkong            | 5 | 0 | 0   | 0   | 5 | 10 | 40 | −30  | 0  |                                |

### Resultater
| 31. marts 2016 13:00 | Luxembourg | 2–3 (1–1, 0–1, 1–1) | Sydafrika | Silivrikapı Ice Skating Hall, Istanbul Tilskuere: 112 |

| Rapport                                   | Rapport             | Rapport                                                                             | Rapport     | Rapport                                                              |
| ----------------------------------------- | ------------------- | ----------------------------------------------------------------------------------- | ----------- | -------------------------------------------------------------------- |
|                                           | Philippe Lepage     | Målmænd                                                                             | Ashley Bock | Dommer: Valentin Lascar Linjedommere: Yasin Akyürek Charlie O'Connor |
| Holtzem (Cannon) – 02:23 Eriksson – 42:36 | 1–0 1–1 1–2 2–2 2–3 | 09:29 – Edwards (Giot) 35:42 – Botha (Birrell) (PP) 58:44 – Botha (Magmoed, Samaai) |             | Dommer: Valentin Lascar Linjedommere: Yasin Akyürek Charlie O'Connor |
| 22 min                                    | Strafminutter       | 12 min                                                                              |             | Dommer: Valentin Lascar Linjedommere: Yasin Akyürek Charlie O'Connor |
| 24                                        | Skud                | 42                                                                                  |             | Dommer: Valentin Lascar Linjedommere: Yasin Akyürek Charlie O'Connor |

| 31. marts 2016 16:30 | Bosnien-Hercegovina | 5–4 (1–2, 3–1, 1–1) | Hongkong | Silivrikapı Ice Skating Hall, Istanbul Tilskuere: 156 |

| Rapport | Rapport                             | Rapport | Rapport          | Rapport                                                    |
| --- | ----------------------------------- | --- | ---------------- | ---------------------------------------------------------- |
| | Dino Pašović                        | Målmænd | Ho King Chi King | Dommer: Joonas Kova Linjedommere: Timo Heinonen Josef Špůr |
| Čordalija (PS) – 17:04 Lemeš (London) – 21:40 Hadžihasanović (Pilav) – 28:10 Čordalija (Alić) – 32:39 Hodžić (Nikulin) – 41:17 | 0–1 0–2 1–2 2–2 2–3 3–3 4–3 5–3 5–4 | 09:57 – Tang C. (Fung, Kan C.) 15:49 – Wong K. (Sham, Tang S.) 24:18 – Ho J. (Kan C.) 51:39 – Wong K. (Wong Y., Ho J.) (PP) |                  | Dommer: Joonas Kova Linjedommere: Timo Heinonen Josef Špůr |
| 6 min | Strafminutter                       | 8 min |                  | Dommer: Joonas Kova Linjedommere: Timo Heinonen Josef Špůr |
| 16 | Skud                                | 35 |                  | Dommer: Joonas Kova Linjedommere: Timo Heinonen Josef Špůr |

| 31. marts 2016 20:00 | Tyrkiet | 5–4 (0–1, 3–1, 2–2) | Georgien | Silivrikapı Ice Skating Hall, Istanbul Tilskuere: 378 |

| Rapport | Rapport                             | Rapport                                                                                           | Rapport        | Rapport                                                                    |
| --- | ----------------------------------- | ------------------------------------------------------------------------------------------------- | -------------- | -------------------------------------------------------------------------- |
| | Erol Kahraman                       | Målmænd                                                                                           | Andrei Ilienko | Dommer: Christoffer Holm Linjedommere: Knut Braten Laurynas Stepankevičius |
| An. Koçoğlu (PP) – 21:55 Gümüş (K. Salt, Kavaz) – 24:49 Özmen (Solak) – 39:11 Semiz – 40:23 An. Koçoğlu (Al. Koçoğlu) – 56:52 | 0–1 1–1 2–1 2–2 3–2 4–2 4–3 4–4 5–4 | 09:48 – Dumbadze 29:06 – Kochkin (Geperidze) 48:30 – Shalunov (Tsomaia, Svanidze) 53:35 – Kochkin |                | Dommer: Christoffer Holm Linjedommere: Knut Braten Laurynas Stepankevičius |
| 16 min | Strafminutter                       | 12 min                                                                                            |                | Dommer: Christoffer Holm Linjedommere: Knut Braten Laurynas Stepankevičius |
| 40 | Skud                                | 29                                                                                                |                | Dommer: Christoffer Holm Linjedommere: Knut Braten Laurynas Stepankevičius |

| 1. april 2016 13:00 | Sydafrika | 9–1 (0–0, 4–1, 5–0) | Hongkong | Silivrikapı Ice Skating Hall, Istanbul Tilskuere: 79 |

| Rapport | Rapport                                 | Rapport                         | Rapport                                | Rapport                                                            |
| --- | --------------------------------------- | ------------------------------- | -------------------------------------- | ------------------------------------------------------------------ |
| | Charl Pretorius                         | Målmænd                         | Keung Emerson Kwokway Ho King Chi King | Dommer: Christoffer Holm Linjedommere: Yasin Akyürek Timo Heinonen |
| Marais (Samaai) – 28:18 Birrell (Botha, Samaai) – 32:12 Valadas – 38:10 Birrell (Samaai) – 38:58 Giot (Magmoed, Edwards) – 41:48 Van Doesburgh (W. Du Preez, Marais) – 43:31 Samaai (Birrell) – 48:52 Edwards (Marais, Valadas) – 50:57 Birrell – 57:10 | 1–0 1–1 2–1 3–1 4–1 5–1 6–1 7–1 8–1 9–1 | 32:12 – Wong K. (Kan S., Ho J.) |                                        | Dommer: Christoffer Holm Linjedommere: Yasin Akyürek Timo Heinonen |
| 8 min | Strafminutter                           | 14 min                          |                                        | Dommer: Christoffer Holm Linjedommere: Yasin Akyürek Timo Heinonen |
| 50 | Skud                                    | 9                               |                                        | Dommer: Christoffer Holm Linjedommere: Yasin Akyürek Timo Heinonen |

| 1. april 2016 16:30 | Georgien | 8–0 (4–0, 2–0, 2–0) | Bosnien-Hercegovina | Silivrikapı Ice Skating Hall, Istanbul Tilskuere: 93 |

| Rapport | Rapport                         | Rapport | Rapport                    | Rapport                                                      |
| --- | ------------------------------- | ------- | -------------------------- | ------------------------------------------------------------ |
| | Andrei Ilienko Kakha Ambrolava  | Målmænd | Dino Pašović Edis Pribišić | Dommer: Valentin Lascar Linjedommere: Murat Aygün Josef Špůr |
| Kochkin (Shalunov) – 09:09 Tsomaia (Kochkin) (PP) – 11:30 Geperidze (Dumbadze) – 16:06 Kozyulin (Kochkin) – 16:50 D. Oganeziani (Kozyulin) – 26:45 Kochkin (Gi. Jeiranashvili) – 34:07 D. Oganeziani (Kochkin) – 40:31 Kavkasidze (Minasiani, Tsomaia) – 49:22 | 1–0 2–0 3–0 4–0 5–0 6–0 7–0 8–0 |         |                            | Dommer: Valentin Lascar Linjedommere: Murat Aygün Josef Špůr |
| 34 min | Strafminutter                   | 51 min  |                            | Dommer: Valentin Lascar Linjedommere: Murat Aygün Josef Špůr |
| 35 | Skud                            | 14      |                            | Dommer: Valentin Lascar Linjedommere: Murat Aygün Josef Špůr |

| 1. april 2016 20:00 | Tyrkiet | 10–2 (3–0, 4–2, 3–0) | Luxembourg | Silivrikapı Ice Skating Hall, Istanbul Tilskuere: 383 |

| Rapport | Rapport                                          | Rapport                                                           | Rapport         | Rapport                                                           |
| --- | ------------------------------------------------ | ----------------------------------------------------------------- | --------------- | ----------------------------------------------------------------- |
| | Erol Kahraman                                    | Målmænd                                                           | Philippe Lepage | Dommer: Stefan Hogarth Linjedommere: Knut Braten Charlie O'Connor |
| Al. Koçoğlu (Kavaz) – 02:17 Semiz (Gümüş, Özmen) (PP) – 12:01 Halil – 13:35 An. Koçoğlu (Al. Koçoğlu) – 21:49 Özmen (Semiz) – 27:17 Özmen (Solak) – 35:15 Gümüş (Semiz, Özmen) – 39:52 Özmen (Semiz, Solak) – 44:45 Ö. Kars (Kavaz) – 50:11 Solak (Semiz, Y. Kars) – 55:03 | 1–0 2–0 3–0 4–0 4–1 5–1 5–2 6–2 7–2 8–2 9–2 10–2 | 26:28 – Cannon (R. Beran) 34:23 – T. Beran (G. Scheier, R. Beran) |                 | Dommer: Stefan Hogarth Linjedommere: Knut Braten Charlie O'Connor |
| 10 min | Strafminutter                                    | 16 min                                                            |                 | Dommer: Stefan Hogarth Linjedommere: Knut Braten Charlie O'Connor |
| 49 | Skud                                             | 23                                                                |                 | Dommer: Stefan Hogarth Linjedommere: Knut Braten Charlie O'Connor |

| 3. april 2016 13:00 | Luxembourg | 7–1 (3–0, 3–1, 1–0) | Hongkong | Silivrikapı Ice Skating Hall, Istanbul Tilskuere: 83 |

| Rapport | Rapport                         | Rapport                           | Rapport          | Rapport                                                         |
| --- | ------------------------------- | --------------------------------- | ---------------- | --------------------------------------------------------------- |
| | Gilles Mangen                   | Målmænd                           | Ho King Chi King | Dommer: Valentin Lascar Linjedommere: Murat Aygün Timo Heinonen |
| G. Scheier (T. Beran, R. Beran) – 09:59 R. Scheier (Cannon, Holtzem) (PP) – 13:17 Eriksson (Cannon, Sinner) – 15:27 Cannon (Holtzem, R. Scheier) – 20:27 Eriksson (Cannon) – 28:28 Holtzem (Cannon, R. Scheier) – 30:01 Eriksson (Cannon, Holtzem) – 45:40 | 1–0 2–0 3–0 4–0 5–0 5–1 6–1 7–1 | 29:42 – Sham (Fung, Wong Y.) (PP) |                  | Dommer: Valentin Lascar Linjedommere: Murat Aygün Timo Heinonen |
| 18 min | Strafminutter                   | 6 min                             |                  | Dommer: Valentin Lascar Linjedommere: Murat Aygün Timo Heinonen |
| 37 | Skud                            | 31                                |                  | Dommer: Valentin Lascar Linjedommere: Murat Aygün Timo Heinonen |

| 3. april 2016 16:30 | Tyrkiet | 8–2 (4–0, 3–2, 1–0) | Bosnien-Hercegovina | Silivrikapı Ice Skating Hall, Istanbul Tilskuere: 381 |

| Rapport | Rapport                                 | Rapport                                        | Rapport                    | Rapport                                                       |
| --- | --------------------------------------- | ---------------------------------------------- | -------------------------- | ------------------------------------------------------------- |
| | Erol Kahraman Tolga Bozacı              | Målmænd                                        | Dino Pašović Edis Pribišić | Dommer: Joonas Kova Linjedommere: Charlie O'Connor Josef Špůr |
| Semiz (Solak) – 00:30 H. Salt (Aktürk) – 00:52 Ö. Kars (Savaş) – 03:24 Bakal (Semiz, Özmen) (PP) – 09:21 Özmen (Solak, Öztürk) – 23:16 Özmen (Solak, Semiz) – 23:39 Semiz (Özmen) (SH) – 31:34 Al. Koçoğlu (Özmen, Gümüş) (PP) – 53:21 | 1–0 2–0 3–0 4–0 5–0 6–0 6–1 7–1 7–2 8–2 | 24:37 – Hadžihasanović (London) 38:42 – Hodžić |                            | Dommer: Joonas Kova Linjedommere: Charlie O'Connor Josef Špůr |
| 10 min | Strafminutter                           | 14 min                                         |                            | Dommer: Joonas Kova Linjedommere: Charlie O'Connor Josef Špůr |
| 68 | Skud                                    | 16                                             |                            | Dommer: Joonas Kova Linjedommere: Charlie O'Connor Josef Špůr |

| 3. april 2016 20:00 | Sydafrika | 5–6 (4–2, 0–1, 1–3) | Georgien | Silivrikapı Ice Skating Hall, Istanbul Tilskuere: 92 |

| Rapport | Rapport                                     | Rapport | Rapport        | Rapport                                                                    |
| --- | ------------------------------------------- | --- | -------------- | -------------------------------------------------------------------------- |
| | Charl Pretorius                             | Målmænd | Andrei Ilienko | Dommer: Stefan Hogarth Linjedommere: Yasin Akyürek Laurynas Stepankevičius |
| Samaai (Van Doesburgh, W. Du Preez) – 02:35 Birrell (Samaai) – 02:46 Giot (Magmoed, Edwards) – 10:42 Marais (Magmoed, Samaai) (PP) – 19:25 Verwey – 42:16 | 1–0 2–0 2–1 3–1 3–2 4–2 4–3 5–3 5–4 5–5 5–6 | 06:13 – Kochkin (PS) 11:21 – Kozyulin (Kochkin) 21:15 – Kochkin 44:40 – Kochkin (Kozyulin) 50:09 – Kurbatov (Tsomaia, Kochkin) (PP) 51:06 – Kozyulin |                | Dommer: Stefan Hogarth Linjedommere: Yasin Akyürek Laurynas Stepankevičius |
| 14 min | Strafminutter                               | 24 min |                | Dommer: Stefan Hogarth Linjedommere: Yasin Akyürek Laurynas Stepankevičius |
| 49 | Skud                                        | 28 |                | Dommer: Stefan Hogarth Linjedommere: Yasin Akyürek Laurynas Stepankevičius |

| 4. april 2016 13:00 | Hongkong | 1–5 (1–2, 0–2, 0–1) | Tyrkiet | Silivrikapı Ice Skating Hall, Istanbul Tilskuere: 282 |

| Rapport       | Rapport                 | Rapport | Rapport       | Rapport                                                                   |
| ------------- | ----------------------- | --- | ------------- | ------------------------------------------------------------------------- |
|               | Keung Emerson Kwokway   | Målmænd | Erol Kahraman | Dommer: Valentin Lascar Linjedommere: Knut Braten Laurynas Stepankevičius |
| Ho J. – 00:16 | 1–0 1–1 1–2 1–3 1–4 1–5 | 16:06 – Özmen (Solak, Y. Kars) 18:30 – Özmen (Semiz) 22:34 – H. Salt (Gümüş, Y. Kars) 27:37 – Al. Koçoğlu (Karakoç) 55:35 – Karakoç (An. Koçoğlu, Y. Kars) |               | Dommer: Valentin Lascar Linjedommere: Knut Braten Laurynas Stepankevičius |
| 8 min         | Strafminutter           | 20 min |               | Dommer: Valentin Lascar Linjedommere: Knut Braten Laurynas Stepankevičius |
| 14            | Skud                    | 38 |               | Dommer: Valentin Lascar Linjedommere: Knut Braten Laurynas Stepankevičius |

| 4. april 2016 16:30 | Georgien | 5–0 (1–0, 3–0, 1–0) | Luxembourg | Silivrikapı Ice Skating Hall, Istanbul Tilskuere: 33 |

| Rapport | Rapport             | Rapport | Rapport       | Rapport                                                            |
| --- | ------------------- | ------- | ------------- | ------------------------------------------------------------------ |
| | Andrei Ilienko      | Målmænd | Gilles Mangen | Dommer: Christoffer Holm Linjedommere: Yasin Akyürek Timo Heinonen |
| Kurbatov (Tsomaia) (PP) – 10:06 Kurbatov (Kozyulin, Kochkin) (PP) – 26:01 Kozyulin (Svanidze, Kurbatov) – 34:59 Kozyulin (Kochkin) – 38:39 Kozyulin (Svanidze) – 48:45 | 1–0 2–0 3–0 4–0 5–0 |         |               | Dommer: Christoffer Holm Linjedommere: Yasin Akyürek Timo Heinonen |
| 12 min | Strafminutter       | 18 min  |               | Dommer: Christoffer Holm Linjedommere: Yasin Akyürek Timo Heinonen |
| 44 | Skud                | 20      |               | Dommer: Christoffer Holm Linjedommere: Yasin Akyürek Timo Heinonen |

| 4. april 2016 20:00 | Bosnien-Hercegovina | 0–10 (0–2, 0–7, 0–1) | Sydafrika | Silivrikapı Ice Skating Hall, Istanbul Tilskuere: 65 |

| Rapport | Rapport                                  | Rapport | Rapport     | Rapport                                                        |
| ------- | ---------------------------------------- | --- | ----------- | -------------------------------------------------------------- |
|         | Edis Pribišić Dino Pašović               | Målmænd | Ashley Bock | Dommer: Joonas Kova Linjedommere: Murat Aygün Charlie O'Connor |
|         | 0–1 0–2 0–3 0–4 0–5 0–6 0–7 0–8 0–9 0–10 | 01:33 – Marais (Valadas) 14:35 – Van Doesburgh (Willemstijn) 25:22 – Marais (Samaai) (PP) 25:36 – Valadas (Edwards) 26:13 – Valadas (Gonsalves, Reeves) 27:27 – Marais (Gonsalves, Bremner) 30:23 – S. Du Preez (Samaai, W. Du Preez) 35:02 – W. Du Preez (Marais) 39:09 – Giot (Edwards) 50:35 – Edwards (Giot, Valadas) (PP) |             | Dommer: Joonas Kova Linjedommere: Murat Aygün Charlie O'Connor |
| 14 min  | Strafminutter                            | 2 min |             | Dommer: Joonas Kova Linjedommere: Murat Aygün Charlie O'Connor |
| 18      | Skud                                     | 42 |             | Dommer: Joonas Kova Linjedommere: Murat Aygün Charlie O'Connor |

| 6. april 2016 13:00 | Sydafrika | 2–7 (1–3, 0–2, 1–2) | Tyrkiet | Silivrikapı Ice Skating Hall, Istanbul Tilskuere: 451 |

| Rapport                                                 | Rapport                             | Rapport | Rapport       | Rapport                                                             |
| ------------------------------------------------------- | ----------------------------------- | --- | ------------- | ------------------------------------------------------------------- |
|                                                         | Ashley Bock                         | Målmænd | Erol Kahraman | Dommer: Christoffer Holm Linjedommere: Knut Braten Charlie O'Connor |
| Botha (Samaai) (PP) – 01:48 Valadas (Giot) (PP) – 56:53 | 1–0 1–1 1–2 1–3 1–4 1–5 1–6 1–7 2–7 | 13:55 – Semiz (An. Koçoğlu, Özmen) (PP2) 15:15 – Özmen (PP) 15:30 – Al. Koçoğlu (An. Koçoğlu) 25:19 – An. Koçoğlu 32:44 – Al. Koçoğlu (An. Koçoğlu, Semiz) (PP) 41:58 – Özmen (Al. Koçoğlu, An. Koçoğlu) (PP) 49:21 – Gümüş (Halil, Savaş) |               | Dommer: Christoffer Holm Linjedommere: Knut Braten Charlie O'Connor |
| 12 min                                                  | Strafminutter                       | 18 min |               | Dommer: Christoffer Holm Linjedommere: Knut Braten Charlie O'Connor |
| 35                                                      | Skud                                | 38 |               | Dommer: Christoffer Holm Linjedommere: Knut Braten Charlie O'Connor |

| 6. april 2016 16:30 | Hongkong | 3–14 (0–4, 2–6, 1–4) | Georgien | Silivrikapı Ice Skating Hall, Istanbul Tilskuere: 51 |

| Rapport                                                                                              | Rapport                                                                    | Rapport | Rapport        | Rapport                                                              |
| --- | -------------------------------------------------------------------------- | --- | -------------- | -------------------------------------------------------------------- |
| | Ho King Chi King Keung Emerson Kwokway                                     | Målmænd | Andrei Ilienko | Dommer: Joonas Kova Linjedommere: Josef Špůr Laurynas Stepankevičius |
| Wong K. (Tang S.) – 33:43 Wong Y. (Wong K., Ho J.) (PP) – 39:06 Ho J. (Kan S., Wong K.) (PP) – 45:40 | 0–1 0–2 0–3 0–4 0–5 0–6 0–7 1–7 1–8 1–9 1–10 2–10 2–11 3–11 3–12 3–13 3–14 | 01:15 – G. Oganeziani (Kochkin) 08:41 – Dumbadze (Kurbatov, Svanidze) 10:01 – Kozyulin (Svanidze, Kochkin) (PP) 12:46 – Kochkin (Kozyulin) (SH) 23:25 – Dumbadze (Svanidze) (PP) 23:38 – Kochkin 31:59 – Kozyulin (Gi. Jeiranashvili) 34:01 – Kurbatov 35:52 – Kochkin 38:05 – Kozyulin (Svanidze) (SH) 42:07 – Svanidze (Kurbatov) 48:14 – D. Oganeziani (Kozyulin) 52:53 – Svanidze (Gi. Jeiranashvili, D. Oganeziani) 56:51 – Svanidze (PS) |                | Dommer: Joonas Kova Linjedommere: Josef Špůr Laurynas Stepankevičius |
| 8 min                                                                                                | Strafminutter                                                              | 14 min |                | Dommer: Joonas Kova Linjedommere: Josef Špůr Laurynas Stepankevičius |
| 16                                                                                                   | Skud                                                                       | 49 |                | Dommer: Joonas Kova Linjedommere: Josef Špůr Laurynas Stepankevičius |

| 6. april 2016 20:00 | Luxembourg | 13–0 (4–0, 3–0, 6–0) | Bosnien-Hercegovina | Silivrikapı Ice Skating Hall, Istanbul Tilskuere: 67 |

| Rapport | Rapport                                                 | Rapport | Rapport                    | Rapport                                                        |
| --- | ------------------------------------------------------- | ------- | -------------------------- | -------------------------------------------------------------- |
| | Gilles Mangen                                           | Målmænd | Dino Pašović Edis Pribišić | Dommer: Stefan Hogarth Linjedommere: Murat Aygün Timo Heinonen |
| Cannon (Holtzem, Eriksson) – 08:28 T. Beran (PS) – 10:48 T. Beran (R. Beran) – 12:43 Eriksson (Sinner) (SH) – 14:59 Eriksson (Cannon) – 29:18 R. Beran – 29:58 T. Beran (Cannon) – 33:04 T. Beran (R. Beran) – 43:04 Mossong (Mosr, Farinon) – 43:28 Holtzem (R. Scheier, Eriksson) (PP) – 44:49 Holtzem (Schön) (PP) – 47:20 Eriksson (Cannon) – 49:31 Cannon (Holtzem) – 59:24 | 1–0 2–0 3–0 4–0 5–0 6–0 7–0 8–0 9–0 10–0 11–0 12–0 13–0 |         |                            | Dommer: Stefan Hogarth Linjedommere: Murat Aygün Timo Heinonen |
| 12 min | Strafminutter                                           | 32 min  |                            | Dommer: Stefan Hogarth Linjedommere: Murat Aygün Timo Heinonen |
| 54 | Skud                                                    | 25      |                            | Dommer: Stefan Hogarth Linjedommere: Murat Aygün Timo Heinonen |